# Liste von Librettisten
In dieser Liste von Librettisten stehen bekannte internationale Vertreter ihres Berufes mit ihren Werken. Ein Librettist ist der Autor eines Librettos. Er kann dafür einen eigenen Handlungsverlauf entwickeln oder von vorhandenen Stoffen und Texten ausgehen. Die eigenständige dramaturgische und literarische Qualität librettistischer Arbeit wurde erst in jüngerer Zeit von der Theater-, Literatur- und Musikwissenschaft gewürdigt; das entsprechende interdisziplinäre Forschungsgebiet heißt „Librettologie“.

## A
- Claudio Achillini (1574–1640)
  - Gli Argonauti. Mascherata. Musik (verschollen): Claudio Monteverdi. UA 1628
  - Teti e Flora (Prolog) / Ascanio Pio de Savoia (5 Intermedia zu Aminta von Torquato Tasso). Musik (verschollen): Claudio Monteverdi. UA 1628
  - Mercurio e Marte. Torneo regale („Königliches Turnier“). Musik (verschollen): Claudio Monteverdi. UA 1628
- Giuseppe Adami (1878–1946)
  - La rondine. Oper. Musik: Giacomo Puccini. UA 1917
  - Il tabarro. Oper (1. Teil von Il trittico). Musik: Giacomo Puccini. UA 1918
  - Anima allegra. Oper. Musik (1918/19): Franco Vittadini (1884–1948). UA 1921
  - La via della finestra. Commedia giocosa (Oper) in 3 Akten. Musik (1914–1916): Riccardo Zandonai. UA 1919 Pesaro. Neufassung (in 2 Akten): UA 1923 Pesaro
  - Nazareth. Oper. Musik: Franco Vittadini. UA 1925
  - Turandot. Oper (zusammen mit Renato Simoni [1875–1952]). Musik: Giacomo Puccini (Fragment, ergänzt von Franco Alfano). UA 1926
- Édouard Adenis
  - Marcella. Idillio moderno (Oper) in 3 Akten (zusammen mit Henri Cain und Olindo Guerrini). Musik: Umberto Giordano. UA 9. November 1907 Mailand (Teatro Lirico)
  - Alcyone. Kantate in 5 Szenen (zusammen mit Eugène Adenis). Musik (1902): Maurice Ravel
- Eugène Adenis (1838–1901)
  - Alcyone. Kantate in 5 Szenen (zusammen mit Édouard Adenis). Musik (1902): Maurice Ravel
- Jules Adenis (Jules-Adenis Colombeau) (1823–1900)
  - Un postillon en gage. Operette in einem Akt (zusammen mit Edouard Plouvier). Musik: Jacques Offenbach. UA 9. Februar 1856 Paris (Théâtre des Bouffes-Parisiens, Salle Choiseul)
  - Sylvie. Opéra-comique in einem Akt (zusammen mit Jules Rostaing). Musik: Ernest Guiraud. UA 11. Mai 1864 Paris (Opéra-Comique)
  - La grand’tante. Opéra-comique in einem Akt (zusammen mit Charles Granvallet). Musik: Jules Massenet. UA 3. April 1867 Paris (Opéra-Comique)
  - La jolie fille de Perth (Das schöne Mädchen aus Perth). Oper in 4 Akten (zusammen mit Jules-Henri Vernoy de Saint-Georges). Musik: Georges Bizet. UA 26. Dezember 1867 Paris (Théâtre-Lyrique)
  - Les templiers. Grand opéra in 5 Akten (zusammen mit Paul-Armand Silvestre und Lionel Bonnemère). Musik: Henry Litolff. UA 25. Januar 1886 Brüssel (La Monnaie)
- Hans Adler (1880–1957)
  - Die Tänzerin Fanny Elßler. Operette. Musik: Johann Strauss (Sohn). UA 1934
  - Manina. Operette (zusammen mit Alexander Lix [1899–?]). Musik: Nico Dostal. UA 1942
  - Des Esels Schatten. Komödie (Singspiel; Fragment, ergänzt von Stephan Schaller). Musik (1947/48): Richard Strauss (Fragment; ergänzt von Karl Haussner). UA 1964
  - Der dritte Wunsch. Zauberstück mit Musik (Operette). Musik: Nico Dostal. UA 1954
- Scipione Agnelli
  - Le nozze di Tetide. Favola marittima. Musik (1616/17; Fragment, verschollen): Claudio Monteverdi
- Herbert Alberti
  - Mareike von Nymwegen. Legendenspiel (Oper). Musik: Eugen d’Albert. UA 1923
- Franco Alfano (1875–1954)
  - La leggenda di Sakùntala. Musik: Franco Alfano. UA 1921. – Neufassung: Sakùntala. UA 1952
- Charles Amberg (1894–1946)
  - Clivia. Operette in 3 Akten. Musik: Nico Dostal. UA 23. Dezember 1933 Berlin (Theater am Nollendorfplatz)
- Maxwell Anderson (1888–1959)
  - Knickerbocker Holiday. Musical. Musik: Kurt Weill. UA 1938
  - Ulysses Africanus. Musical (1939). Musik: Kurt Weill (Fragment)
  - Lost in the Stars. Musical. Musik: Kurt Weill. UA 1949
  - River Chanty. Musical (1950). Musik: Kurt Weill (Fragment)
- Angelo Anelli (1761–1820)
  - Libretti für Pietro Alessandro Guglielmi, Niccolò Piccinni, Domenico Cimarosa, Niccolò Antonio Zingarelli, Johann Simon Mayr, Franz Benedikt Dussek [1766–nach 1816], Gioachino Rossini u. a.
- Louis Angely (1787–1835)
- Louis Anseaume (1721–1784)
  - Cendrillon (1759). Musik: Jean-Louis Laruette
  - Les deux chasseurs et la laitière (1763). Musik: Egidio Duni
  - La clochette (1766). Musik: Egidio Duni
  - Le tableau parlant (1769). Musik: André-Ernest-Modeste Grétry
  - Le peintre amoureux de son modèle (1757). Musik: Egidio Duni
  - L’école de la jeunesse. Musik: Egidio Duni
  - Le jugement de Midas (zusammen mit Thomas Hales). Musik: André-Ernest-Modeste Grétry
  - La fausse aventurière (zusammen mit Pierre-Augustin Lefèvre de Marcouville). Musik: Jean-Louis Laruette
  - Le Médecin de l’amour (zusammen mit Pierre-Augustin Lefèvre de Marcouville). Musik: Pieter van Maldere
- Anton Ulrich von Braunschweig-Wolfenbüttel (1633–1714)
- Hans Carl Artmann (1921–2000)
  - Der Knabe mit dem Brokat. Kammeroper (~1954–63). Musik: Gerhard Lampersberg
  - Der Herr Nordwind. Kinderoper. Musik: HK Gruber. UA 2005
- Verna Arvey (1910–1987)
  - Troubled Island. Oper (zusammen mit Langston Hughes). Musik: William Grant Still. UA 1949
- Wystan Hugh Auden (1907–1973)
  - Our Hunting Fathers. Symphonic Cycle (Orchesterlieder-Zyklus). Musik (1936): Benjamin Britten. UA 25. September 1936 Norwich (Saint Andrew’s Hall)
  - Paul Bunyan. Operette. Musik: Benjamin Britten. UA 1941
  - The Rake’s Progress. Oper (zusammen mit Chester Kallman [1921–1975]). Musik (1948–1951): Igor Strawinsky. UA 1951
  - Delia, or A masque of Night (1953). Oper (zusammen mit Chester Kallman; nicht vertont)
  - Elegy for Young Lovers (Elegie für junge Liebende). Oper (zusammen mit Chester Kallman). Musik: Hans Werner Henze. UA 1961
  - The Bassarids (Die Bassariden). Oper in einem Akt mit Intermezzo (zusammen mit Chester Kallman). Musik: Hans Werner Henze. UA 6. August 1966 Salzburg (Großes Festspielhaus)
  - Love’s Labour’s Lost. Oper (zusammen mit Chester Kallman). Musik: Nicolas Nabokov. UA 1973
- Leopold von Auenbrugger (1722–1809)
  - Der Rauchfangkehrer. Musikalisches Lustspiel (Singspiel). Musik: Antonio Salieri. UA 30. April 1781 Wien (Burgtheater)
- Raoul Auernheimer (1876–1948)
  - Die stumme Serenade. Musikalische Komödie (Operette; zusammen mit Erich Wolfgang Korngold, Rudolf Lothar, William Okie, Bert Reisfeld [1906–1991]). Musik: Erich Wolfgang Korngold. UA (konzertant) 1951, (szenisch) 1954
- Émile Augier (1820–1889)
  - Sapho (Sappho). Oper. Musik: Charles Gounod. UA 1851. Neufassungen: UA 1858, 1884
- Aurelio Aureli (~1630[?]–nach 1708)
  - Alessandro Magno in Sidone (1679). Musik: Marc’Antonio Ziani
  - Alcibiade (1680). Musik: Marc’ Antonio Ziani
  - Hierone tiranno di Siracusa (1688). Dramma per musica (Oper) in 3 Akten. Musik: Bernardo Sabadini. UA: ?. – Musik: Alessandro Scarlatti. UA 21. Dezember 1692 Neapel (Real Palazzo)
  - Diomede punito da Alcide (1691). Musik: Bernardo Sabadini. UA: ?. – Musik: Tomaso Albinoni. UA 1700 Venedig (Teatro Sant’Angelo)

## B
- Ingeborg Bachmann (1926–1973)
  - Monolog des Fürsten Myschkin (zur Ballettpantomime Der Idiot, 1953). Musik: Hans Werner Henze. UA 1960
  - Der Prinz von Homburg. Oper (1958/59). Musik: Hans Werner Henze. UA 1960
  - Der junge Lord. Komische Oper (1964). Musik: Hans Werner Henze. UA 1965
- Giacomo Badoaro (1602–1654)
  - Il ritorno d’Ulisse in patria (Die Heimkehr des Odysseus). Dramma per musica (Oper). Musik: Claudio Monteverdi. UA 1640
- Christian Baier (* 1963)
- Béla Balázs (1884–1949)
  - Herzog Blaubarts Burg. Oper (1911). Musik: Béla Bartók. UA 1918
  - Der holzgeschnitzte Prinz. Ballett (1914–1917). Musik: Béla Bartók. UA 1917
- Luigi Balocchi (1766–1832)
  - Il viaggio a Reims (Die Reise nach Reims). Komische Oper. Musik (1825): Gioachino Rossini. UA 1825
  - Le siège de Corinthe (Die Belagerung von Korinth). Oper (zusammen mit Alexandre Soumet). Musik (1826): Gioachino Rossini. UA 1826
  - Moïse et Pharaon (Moses und Pharao). Oper (zusammen mit Victor-Joseph Étienne de Jouy). Musik (1827): Gioachino Rossini. UA 1827
- Henri-Auguste Barbier (1805–1882)
  - Benvenuto Cellini. Oper in 3 Akten (zusammen mit Léon de Wailly). Musik (1834–1838): Hector Berlioz. UA 10. September 1838 Paris (Théâtre de l’Académie Royale de Musique)
- Jules Barbier (1825–1901)
  - Dinorah ou Le pardon de Ploërmel. Opéra-comique (zusammen mit Michel Carré). Musik (1854–1859): Giacomo Meyerbeer. UA 1859. – Neufassung: Dinorah. Musik: Giacomo Meyerbeer. UA 1859
  - Faust (Marguérite; Margarete). Oper (zusammen mit Michel Carré). Musik: Charles Gounod. 1. Fassung (mit gesprochenen Dialogen; 1856–1859). UA 1859. 2. Fassung (mit Ballett; 1860/61). UA 1869
  - Le Médecin malgré lui (Der Arzt wider Willen). Opéra-comique (zusammen mit Michel Carré). Musik: Charles Gounod. UA 1858
  - Philémon et Baucis. Oper (zusammen mit Michel Carré). Musik (1859/60): Charles Gounod. UA 1860. – Neufassung: Opéra-Comique. UA 1876
  - La colombe (Die Taube). Opéra-comique (zusammen mit Michel Carré). Musik: Charles Gounod. UA 1860
  - La reine de Saba (Die Königin von Saba). Oper (zusammen mit Michel Carré). Musik (1861): Charles Gounod. UA 1862. – Neufassung (1862). UA 1862
  - Roméo et Juliette. Oper (zusammen mit Michel Carré). Musik (1865–1867): Charles Gounod. UA 1867. – Neufassung (1872). UA 1873. – Neufassung (mit Ballett). UA 1888
  - Le timbre d’argent. Drame lyrique (Oper; zusammen mit Michel Carré). Musik (1864/65, 1875–1877): Camille Saint-Saëns. UA 23. Februar 1877 Paris (Théâtre-Lyrique)
  - Polyeucte. Oper (zusammen mit Michel Carré). Musik (1869–1878): Charles Gounod. UA 1878
  - Les contes d’Hoffmann (Hoffmanns Erzählungen). Opéra fantastique. Musik (1877–1880): Jacques Offenbach (Fragment, ergänzt von Ernest Guiraud). UA 10. Februar 1881 Paris (Opéra-Comique)
- Richard Bars (1890–1987)
- Richard Batka (1868–1922)
  - Das war ich! Dorfidylle (Oper). Musik: Leo Blech. UA 1902
  - Alpenkönig und Menschenfeind. Oper. Musik: Leo Blech. UA 1903. – Neufassung: Rappelkopf. Oper. Musik: Leo Blech. UA 1917
  - Aschenbrödel. Märchen (Oper). Musik: Leo Blech. UA 1905
  - Versiegelt. Oper (zusammen mit Alexander Siegmund Pordes). Musik: Leo Blech. UA 1908
  - Ländliches Liebesorakel. Oper. Musik (1910/11): Theodor Veidl. UA 1913
  - Der Stier von Olivera. Oper. Musik: Eugen d’Albert. UA 1918
- Giorgio Battistelli (* 1953)
  - Teorema. UA 27. Mai 1992 Florenz (Teatro Comunale)
- Alexander Baumann (1814–1857)
- Pierre Augustin Caron de Beaumarchais (1732–1799)
  - Tarare. Oper. Musik (1786–1787): Antonio Salieri. UA 1787
- Joachim Beccau (1690–1754)
  - Libretti für Reinhard Keiser, Georg Philipp Telemann, Georg Friedrich Händel u. a.
- Samuel Beckett (1906–1989)
  - Neither (1976). Musik: Morton Feldman. UA 1977
- Václav Beneš-Šumavský (1850–1934)
  - Vanda (Wanda). Tragische Oper (zusammen mit František Zákrejs). Musik (1875): Antonín Dvořák. UA 1876
  - Bajaja. Ballett. Musik (1889/97): Jindřich Káan
- Gottfried Benn (1886–1956)
  - Das Unaufhörliche. Oratorium. Musik: Paul Hindemith. UA 1931
- Alexander Nikolajewitsch Benua (1870–1960)
  - Petruschka. Burleske Szenen (Ballett). Musik (1910/11): Igor Strawinsky. UA 1911
- Nicolò Beregan (1627–1713)
- Luisa Bergalli (1703–1779)
- Joseph Carl Bernard (1780–1850)
  - Faust. Romantische Oper in 2 Akten. Musik (1813): Louis Spohr. UA 1. September 1816 Prag (Ständetheater)
  - Libussa. Romantische Oper in 3 Akten. Musik (1822): Conradin Kreutzer. UA 4. Dezember 1822 Wien (Kärntnertortheater)
- Pierre-Joseph Bernard (1708–1775)
- Marcello Bernardini (~1730–nach 1799)
- Rudolf Bernauer (1880–1953)
  - Große Rosinen. Große Posse mit Gesang und Tanz (zusammen mit Rudolf Schanzer). Musik: Leon Jessel u. a. UA 1911 Berlin
- Arthur Bernède (1871–1937)
- Thomas Bernhard (1931–1989)
  - Köpfe. Kammeroper (1957). Musik: Gerhard Lampersberg. UA 1959
  - Die Rosen der Einöde. Ballett mit Stimmen (1958). Musik: Gerhard Lampersberg. UA 1995
- Elsa Bernstein (1866–1949; Pseudonym Ernst Rosmer)
  - Königskinder. Melodram. Musik (1895–1897): Engelbert Humperdinck. UA 1897. – Neufassung: Märchenoper (1908–1910). UA 1910
- Albert Bernstein-Sawersky
  - Wer zuletzt lacht. Posse (zusammen mit Arthur Lipschitz). Musik: Leon Jessel. UA 1913 Berlin
- Thomas Betterton (~1635–1710)
  - The Prophetess or The History of Dioclesian. Semi-opera. Musik: Henry Purcell. UA 1690 London (Dorset Garden Theatre)
- Franz Adam Beyerlein (1871–1949)
- Günter Bialas (1907–1995)
  - Aus der Matratzengruft. Liederspiel nach und mit Heinrich Heine, in 4 Teilen. Musik (1990/91): Günter Bialas. UA 1992 Kiel (Opernhaus)
- Otto Julius Bierbaum (1865–1910)
  - Die vernarrte Prinzeß. Oper. Musik (1904): Oskar von Chelius (1859–1923). UA 15. Januar 1905 Schwerin und Wiesbaden
- Gian Bistolfi (1886–19??)
  - La bella addormentata nel bosco (Dornröschen). Fiaba musicale (Oper). Musik (1916–1921): Ottorino Respighi. UA 1922. – Neufassung: La bella dormente nel bosco (1933)
- René Bizet
  - Cris du monde (Schreie der Welt). Oratorium. Musik (1930/31): Arthur Honegger
- Boris Blacher (1903–1975)
- Franz Blei (1871–1942)
  - Die tiefe Beschauung. Oper. Musik (~1914): Friedrich Hollaender
  - Es waren einmal zwei Geschwister. Märchenspiel. Musik: Friedrich Hollaender. UA 1915 Berlin
- Richard Bletschacher (* 1936)
  - Die Ameise. Oper. Musik: Peter Ronnefeld. UA 1961
  - Die Seidenraupen. Oper. Musik: Iván Eröd. UA 1968
  - Der lange Weg zur großen Mauer. Oper. Musik: Kurt Schwertsik. UA 1975
  - Gomorra. Oper; Musik: HK Gruber. UA 1976. Neufassung: UA 1993
  - Nachtausgabe. Oper. Musik: Peter Ronnefeld. UA 1987
  - Der Landsknecht aus Kärnten. Oper. Musik: Franz Thürauer (* 1953). UA 1992
  - Füssener Totentanz. Oper. Musik: Ivan Eröd. UA 1992
  - Ulrichslegende. Oper. Musik: Kurt Schwertsik. UA 1992
  - Gesualdo. Oper. Musik: Alfred Schnittke. UA 1995
  - Johannes Stein oder Der Rock des Kaisers. Oper. Musik: Erich Urbanner. UA 1996
  - Wein und Wasser. Oper. Musik: Franz Thürauer. UA 1998
  - So weiß wie Schnee, so rot wie Blut. Kinderoper. Musik: Ernst Ludwig Leitner (* 1943). UA 1999
- Carl Blum (1786–1844)
- Robert Blum (1807–1848)
  - Die Schatzkammer des Ynka. Große romantische Oper. Musik (1836): Albert Lortzing (nicht aufgeführt; verschollen)
- Giovanni Gastone Boccherini (1742–nach 1798)
  - L’amore innocente (Die unschuldige Liebe). Pastorale per musica (Oper) in 2 Akten. Musik: Antonio Salieri. UA Karneval 1770 Wien (Burgtheater)
  - Il ritorno di Tobia (Die Heimkehr des Tobias). Oratorium in 2 Akten. Musik: Joseph Haydn. UA 2. April 1775 Wien
- Hans Bodenstedt (1887–1958)
  - Der keusche Benjamin. Schwank-Operette (zusammen mit Max Steiner-Kaiser). Musik: Leon Jessel. UA 1923 Hamburg
- August Bohse (1661–1742)
- Gabriel Boissy (1879–1949)
  - Le Cantique des Cantiques (Ballett-Oratorium). Musik (1936/37): Arthur Honegger
- Arrigo Boito (1842–1918; Pseudonym Tobia Gorrio)
  - Il quattro giugno (Der 4. Juni). Oper. Musik: Arrigo Boito und Franco Faccio. UA 1860
  - Le sorelle d’Italia. Oper. Musik: Arrigo Boito und Franco Faccio. UA 1861
  - Inno delle nazioni (Hymne der Völker). Musik: Giuseppe Verdi. UA 24. Mai 1862 London (Royal Opera House)
  - Amleto (Hamlet). Oper. Musik: Franco Faccio. UA 1865
  - Mefistofele. Oper. Musik: Arrigo Boito. UA 1868. Neufassung: UA 1875
  - Ero e Leandro (Hero und Leander). Oper. Musik: Arrigo Boito (1871; nicht fertiggestellt). – Musik: Giovanni Bottesini. UA 1879 (→ Ero e Leandro). – Musik: Luigi Mancinelli. UA 1896
  - Iràm. Oper. Musik: Cesare Dominiceti (1873; nicht aufgeführt)
  - Un tramonto (Ein Sonnenuntergang). Oper. Musik: Gaetano Coronaro. UA 1873
  - La falce (Die Sichel). Musik: Alfredo Catalani. UA 1875
  - Semira. Oper. Musik: Luigi San Germano (1876; nicht aufgeführt)
  - La Gioconda. Oper. Musik: Amilcare Ponchielli. UA 1876
  - Pier Luigi Farnese. Oper. Musik: Costantino Palumbo (1877; nicht aufgeführt)
  - Basi e bote. Oper. Musik: Arrigo Boito (~1881; nicht aufgeführt). – Musik (1919/20): Riccardo Pick-Mangiagalli. UA 1927
  - Simon Boccanegra. (Neubearbeitung der Oper von Francesco Maria Piave). Musik: Giuseppe Verdi. UA 1881
  - Otello. Oper. Musik: Giuseppe Verdi. UA 1887
  - Falstaff. Oper. Musik: Giuseppe Verdi. UA 1893
  - Nerone. Oper. Musik: Arrigo Boito (Fragment, 1877–1915; ergänzt von Vincenzo Tommassini, Antonio Smareglia, Arturo Toscanini). UA 1924
- Heinrich Bolten-Baeckers (1871–1938)
  - Frau Luna. Operette. Musik Paul Lincke. UA 1899 Berlin
  - Im Reiche des Indra. Operette (zusammen mit Hans Brennecke). Musik Paul Lincke. UA 1899 Berlin
- Edward Bond (1934–2024)
  - We Come to the River (Wir erreichen den Fluß). Actions for Music (Handlungen für Musik). Musik (1974–1976): Hans Werner Henze. UA 1976
  - The English Cat (Die englische Katze). A Story for Singers and Instrumentalists (Eine Geschichte für Sänger und Instrumentalisten). Musik (1980–1983; revidiert 1990): Hans Werner Henze. UA 1983
- Giuseppe Bonecchi
  - Il Bellerofonte. Oper in 3 Akten. Musik: Josef Mysliveček. UA 20. Januar 1767 Neapel (Teatro San Carlo)
- Georgette Boner (1903–1998)
  - Die schwarze Spinne. Oper (zusammen mit Robert Faesi). Musik: Willy Burkhard. UA 28. Mai 1949 Zürich
- Lionel Bonnemère
  - Les templiers. Grand opéra in 5 Akten (zusammen mit Jules Adenis und Paul-Armand Silvestre). Musik: Henry Litolff. UA 25. Januar 1886 Brüssel (La Monnaie)
- Hans-Jürgen von Bose
  - Dream Palace. Musik: Hans-Jürgen von Bose. UA 6. Mai 1990 München (2. Münchener Biennale)
- Julius Brammer (1877–1943)
  - Die Rose von Stambul. Operette (zusammen mit Alfred Grünwald). Musik: Leo Fall. UA 1916
  - Der letzte Walzer. Operette (zusammen mit Alfred Grünwald). Musik: Oscar Straus. UA 1920
  - Gräfin Mariza. Operette (zusammen mit Alfred Grünwald). Musik: Emmerich Kálmán. UA 1924
  - Die Zirkusprinzessin. Operette (zusammen mit Alfred Grünwald). Musik: Emmerich Kálmán. UA 1926
  - Die gold’ne Meisterin. Operette (zusammen mit Alfred Grünwald). Musik: Edmund Eysler. UA 1927
  - Bozena. Operette (zusammen mit Alfred Gründwald). Musik: Oscar Straus. UA 1952
- Johann Christian Brandes (1735–1799)
- Ignaz Brantner (1886–1960)
  - Linzer Torte. Operette (zusammen mit Aldo von Pinelli). Musik: Ludwig Schmidseder. UA 1944 Linz (Landestheater).
  - G’schichten aus dem Salzkammergut. Operette. Musik: August Pepöck. UA 1951 Linz (Landestheater).
- Thomas Brasch (1945–2001)
  - Der Sprung – Beschreibung einer Oper. Musik: Georg Hajdu. UA 1999
- Karl Johann Braun von Braunthal (1802–1866)
- Mattias Braun (* 1933)
  - Elisabeth Tudor. Musik: Wolfgang Fortner, UA 1972
- Bertolt Brecht (1898–1956)
  - Prärie (1919). Oper. – Musik: Wolfgang Florey (* 1945). UA 1993. Neufassung: UA 1996
  - Die Dreigroschenoper (Theaterstück mit Musik; zusammen mit Elisabeth Hauptmann). Musik: Kurt Weill. UA 1928
  - Happy End. Musical (zusammen mit Elisabeth Hauptmann). Musik: Kurt Weill. UA 1929
  - Der Lindberghflug. Musikalisches Hörbild. Musik: Paul Hindemith, Kurt Weill. UA 1929. – Neufassung: Kantate. Musik: Kurt Weill. UA 1929. – Neue Textfassung (1930/50): Der Ozeanflug
  - Aufstieg und Fall der Stadt Mahagonny. Oper in 3 Akten. Musik: Kurt Weill. UA 9. März 1930 Leipzig
  - Der Jasager. Schuloper. Musik: Kurt Weill. UA 1930
  - Die Maßnahme. Lehrstück. Musik: Hanns Eisler. UA 1930
  - Die Mutter. Stück mit Musik. Musik: Hanns Eisler. UA 1932
  - Die sieben Todsünden. Ballett mit Gesang (zusammen mit Boris Kochno). Musik: Kurt Weill. UA 1933
  - Die Horatier und die Kuriatier. Lehrstück (1935). Musik (1955/56): Kurt Schwaen. UA 26. April 1958 Halle
  - Die Rundköpfe und die Spitzköpfe. Stück mit Musik (1932–1936). Musik: Hanns Eisler. UA 1936
  - Goliath. Oper. Musik: Hanns Eisler (1937–1944; Fragment)
  - Die Reisen des Glücksgotts. Oper. Musik: Paul Dessau (1945; Fragment)
  - Leben des Galilei. Stück mit Musik. Musik: Hanns Eisler. UA 1947
  - Die Verurteilung des Lukullus. Oper. Musik: Paul Dessau (1951; zwei Fassungen)
  - Schweyk im Zweiten Weltkrieg. Stück mit Musik. Musik: Hanns Eisler. UA 1957
- Howard Brenton (* 1942)
  - Playing Away. Musik: Benedict Mason. UA 19. Mai 1994 München (4. Münchener Biennale)
- Jules Brésil
  - Le Tribut de Zamora. Oper (zusammen mit Adolphe d’Ennery). Musik: Charles Gounod (1878–1881). UA 1881
- Friedrich Christian Bressand (~1670–1699)
  - Libretti für Johann Sigismund Kusser, Georg Caspar Schürmann, Reinhard Keiser u. a.
- Stephan von Breuning (1774–1827)
  - Libretto zu Fidelio von L.v. Beethoven 1806
- Heinrich Bulthaupt (1849–1905)
  - Achilleus. Oratorium. Musik (1885): Max Bruch
  - Amor und Psyche. Oratorium. Musik (1888): Georg Schumann
  - Das Feuerkreuz. Dramatische Fantasie (Kantate). Musik (1889): Max Bruch
  - Kain. Oper. Musik: Eugen d’Albert. UA 17. Februar 1900 Berlin (Hofoper)
  - Das Käthchen von Heilbronn. Romantische Oper. Musik: Carl Martin Reinthaler. UA 8. Dezember 1881 Frankfurt am Main (Oper)
- Rudolf Bunge (1836–1907)
  - Der Trompeter von Säckingen. Oper in einem Vorspiel und 3 Akten. Musik: Victor Ernst Nessler. UA 1884 Leipzig
  - Otto der Schütz. Oper in 4 Akten. Musik: Victor Ernst Nessler. UA 1886 Leipzig
- Paul Burkhard (1911–1977)
  - Hopsa. Operette. Musik: Paul Burkhard. UA 30. November 1935 Zürich
  - Ein Stern geht auf aus Jaakob. Weihnachtsoper. Musik: Paul Burkhard. UA 1970 Hamburg
- Giovanni Francesco Busenello (1598–1659)
  - Gli amori d’Apollo e di Dafne. Rappresentati in musica. Musik: Francesco Cavalli. UA 1640. – Neufassung: La Dafne. UA 1647
  - L’incoronazione di Poppea (La coronatione di Poppea; Il Nerone; Die Krönung der Poppea). Opera reggia (dramma musicale). Musik: Claudio Monteverdi. UA 1642. – Neufassung: UA 1651
- Dino Buzzati (1906–1972)

## C
- Massimo Cacciari (* 1944)
  - Das atmende Klarsein (1980/81). Musik: Luigi Nono
  - Prometeo (1981–1984). Tragedia dell’ascolto (Hörstück). Musik: Luigi Nono. UA 1984
- Olivier Cadiot (* 1956)
  - Roméo et Juliette. Oper. Musik: Pascal Dusapin. UA 1989
- Louis de Cahusac (1706–1759)
- Henri Cain (1857–1937)
  - Marcella. Idillio moderno (Oper) in 3 Akten (zusammen mit Édouard Adenis und Olindo Guerrini). UA 9. November 1907 Mailand (Teatro Lirico)
  - L’Aiglon (Der Adler). Drame musical (Oper). Musik (1936/37): Arthur Honegger und Jacques Ibert. UA 1937
- Italo Calvino (1923–1985)
  - La vera storia. Musik: Luciano Berio. UA 1982
  - Un re in ascolto. Musik: Luciano Berio. UA 1984
- Ranieri de’ Calzabigi (1714–1795)
  - Orfeo ed Euridice. Azione teatrale per musica (Oper). Musik: Christoph Willibald Gluck. UA 1762 Wien. – Neufassung: UA 1774 Paris
  - Don Juan. Ballett. Musik: Christoph Willibald Gluck. UA 1764
  - Alceste. Oper in 3 Akten. Musik: Christoph Willibald Gluck. UA 26. Dezember 1767 Wien
  - Paride ed Elena. Oper. Musik: Christoph Willibald Gluck. UA 1770
- Salvatore Cammarano (1801–1852)
  - La sposa. Oper. Musik: Egisto Vignozzi. UA 1834
  - Ines de Castro. Oper (zusammen mit Giovanni Emanuele Bidera [1784–1858]). Musik: Giuseppe Persiani. UA 1835. – Musik: Fubio Marchetti. UA 1840
  - Un matrimonio per ragione. Oper. Musik: Giuseppe Staffa (181?–187?). UA 1835
  - Lucia di Lammermoor. Oper. Musik: Gaetano Donizetti. UA 1835
  - Belisario. Oper. Musik: Gaetano Donizetti. UA 1836
  - L’assedio di Calais. Oper. Musik: Gaetano Donizetti. UA 1836
  - Eufemio di Messina. Neufassung der Oper von Felice Romani. Musik: Giuseppe Persiani (1799–1869). UA 1836
  - Pia de’ Tolomei. Oper. Musik: Gaetano Donizetti. UA 1837
  - Roberto Devereux. Oper. Musik: Gaetano Donizetti. UA 1837
  - Maria de Rudenz. Oper. Musik: Gaetano Donizetti. 1838
  - Poliuto. Oper. Musik: Gaetano Donizetti (1838). UA 1848
  - Elena da Feltre. Oper. Musik: Saverio Mercadante. UA 1838
  - I ciarlatani. Oper. Musik: Luigi Cammarano (180?–1854). UA 1839
  - Il Conte di Chalais. Oper. Musik: Giuseppe Lillo (1814–1863). UA 1839
  - Cristina di Svezia. Oper. Musik: Alessandro Nini (1805–1880). UA 1840
  - Saffo. Oper. Musik: Giovanni Pacini. UA 1840
  - La vestale. Oper. Musik: Saverio Mercadante. UA 1840
  - Luigi Rolla. Oper. Musik: Federico Ricci. UA 1841
  - Il proscritto. Oper. Musik: Saverio Mercadante. UA 1842
  - La fidanzata corsa. Oper. Musik: Giovanni Pacini. UA 1842
  - Maria di Rohan. Oper. Musik: Gaetano Donizetti. UA 1843
  - Il reggente. Oper. Musik: Saverio Mercadante. UA 1843
  - Ester d’Engaddi. Oper. Musik: Achille Peri (1812–1880). UA 1843
  - Il ravvedimento. Oper. Musik: Luigi Cammarano. UA 1843
  - Bondelmonte. Oper. Musik: Giovanni Pacini. UA 1845
  - Alzira. Tragedia lirica (Oper) in einem Prolog und 2 Akten. Musik: Giuseppe Verdi. UA 12. Februar 1845 Neapel (Teatro San Carlo)
  - Il vascello de Gama. Oper. Musik: Saverio Mercadante. UA 1845
  - Stella di Napoli. Oper. Musik: Giovanni Pacini. UA 1845
  - Orazi e Curiazi. Oper. Musik: Saverio Mercadante. UA 1846
  - Merope. Oper. Musik: Giovanni Pacini. UA 1847
  - Eleonora Dori. Oper. Musik: Vincenzo Battista (1823–1873). UA 1847
  - La battaglia di Legnano (Die Schlacht von Legnano). Oper. Musik: Giuseppe Verdi. UA 1849
  - Luisa Miller. Oper. Musik: Giuseppe Verdi. UA 1849
  - Virginia. Oper. Musik (1850): Saverio Mercadante. UA 1866
  - Non v’è fumo senza fuoco. Oper. Musik: Luigi Cammarano. UA 1850
  - Malvina di Scozia. Oper. Musik: Giovanni Pacini. UA 1851
  - Folco d’Arles. Oper. Musik: Nicola De Giosa (1819–1885). UA 1851
  - Medea. Neufassung der Oper von Felice Romani. Musik: Saverio Mercadante. UA 1851
  - Il trovatore. Oper. Musik: Giuseppe Verdi. UA 1853
- Jean-Galbert de Campistron (1656–1723)
  - Acis et Galatée. Pastorale heroïque (Pastoraloper) in einem Prolog und 3 Akten. Musik: Jean-Baptiste Lully. UA 6. September 1686 Schloss Anet
- Carlo Sigismondo Capece (1652–1728)
  - La Resurrezione. Oratorium. Musik (1708): Georg Friedrich Händel. UA 1708 Rom
  - Telemaco. Melodramma (Oper). Musik (1718): Alessandro Scarlatti. UA 1718 Rom
- Victor Capoul (1839–1924)

- - Le Clown. Nouvelle Musicale. Musik (1906): Isaac de Camondo. UA 1906 Paris
- Michel Carré (1821–1872)
  - Dinorah ou Le pardon de Ploërmel. Opéra-comique (zusammen mit Jules Barbier). Musik (1854–1859): Giacomo Meyerbeer. UA 1859. – Neufassung: Dinorah. Musik: Giacomo Meyerbeer. UA 1859
  - Faust (Marguérite; Margarete). Oper (zusammen mit Jules Barbier). Musik: Charles Gounod. 1. Fassung (mit gesprochenen Dialogen; 1856–1859). UA 1859. – 2. Fassung (mit Ballett; 1860/61). UA 1869
  - Le Médecin malgré lui (Der Arzt wider Willen). Opéra-comique (zusammen mit Jules Barbier). Musik: Charles Gounod. UA 1858
  - Philémon et Baucis. Oper (zusammen mit Jules Barbier). Musik (1859/60): Charles Gounod. UA 1860. – Neufassung: Opéra-Comique. UA 1876
  - La colombe (Die Taube). Opéra-comique (zusammen mit Jules Barbier). Musik: Charles Gounod. UA 1860
  - La reine de Saba (Die Königin von Saba). Oper (zusammen mit Jules Barbier). Musik (1861): Charles Gounod. UA 1862. – Neufassung (1862). UA 1862
  - Mireille. Oper. Musik (1863/64): Charles Gounod. UA 1864. – Neufassung (mit Rezitativen). UA 1864. – Neufassung (mit gesprochenen Dialogen). UA 1864
  - Roméo et Juliette. Oper (zusammen mit Jules Barbier). Musik (1865–1867): Charles Gounod. UA 1867. – Neufassung (1872). UA 1873. – Neufassung (mit Ballett). UA 1888
  - Le timbre d’argent. Drame lyrique (Oper; zusammen mit Jules Barbier). Musik (1864/65, 1875–1877): Camille Saint-Saëns. UA 23. Februar 1877 Paris (Théâtre-Lyrique)
  - Polyeucte. Oper (zusammen mit Jules Barbier). Musik (1869–1878): Charles Gounod. UA 1878
- Leo di Castelnuovo (= Leopoldo Pullè; 1835–1917)
  - Fior d’Alpe. Oper. Musik: Alberto Franchetti. UA 1894
- Giambattista Casti (1724–1803)
  - Lo sposo burlato. Intermezzo (Dramma giocoso, Opera buffa) in 2 Akten. Musik: Niccolò Piccinni. 5. Januar 1769 Rom (Teatro Valle). – Musik: Giovanni Paisiello. UA 13./24. Juli 1778 Sankt Petersburg (Hoftheater)
  - La finta amante. Opera comica. Musik Giovanni Paisiello. UA 1780
  - Il re Teodoro in Venezia. Dramma eroicomico (Oper). Musik: Giovanni Paisiello. UA 1784
  - La grotta di Trofonio (Die Höhle des Trofonio). Dramma giocoso (Opera comica) in 2 Akten. Musik: Antonio Salieri. UA 12. Oktober 1785 Wien (Burgtheater)
  - Prima la musica, poi le parole (Erst die Musik, dann die Worte). Divertimento teatrale (Operetta a quattro voci) in einem Akt. Musik: Antonio Salieri. UA 7. Februar 1786 Schloss Schönbrunn (Orangerie). – Musik: Giovanni Paisiello (?)
  - Il re Teodoro in Corsica. Dramma (Oper). Musik (1786/87): ?
  - Cublai, gran kan de’ Tartari. Dramma eroicomico (Oper). Musik (1788): Antonio Salieri. UA (deutsche Fassung von Cornelia Boese) Juni 1998 Würzburg (Mainfrankentheater)
  - Venere e Adone. Kantate. Musik: Joseph Weigl. UA 1791
  - Catilina. Dramma tragicomico (Oper). Musik: Antonio Salieri. UA 1792
  - Li dormienti. Dramma. Musik (vor 1796): ?
  - Orlando furioso. Dramma eroicomico. Musik (vor 1796): ?
- Vincenzo Cassani (1677[?]–1732)
- Alessandro Cerè
  - Semirâma (Semiramis). Poema tragico (Oper). Musik (1908–1910): Ottorino Respighi. UA 1910
- Marie Červinková-Riegrová (1854–1895)
  - Dimitrij (Demetrius). Große Oper. Musik (1881/82): Antonín Dvořák. UA 1882. – Neufassung (1894): UA 1894
  - Jakobín (Der Jakobiner). Oper. Musik (1887/88): Antonín Dvořák. UA 1889. – Neufassung (1897): UA 1898
- Erik Charell (1894–1974)
  - Das Feuerwerk (Neubearbeitung der Musikalischen Komödie Der schwarze Hecht von Georg Schmidt; zusammen mit Robert Gilbert). Musik: Paul Burkhard. UA 16. Mai 1950 München (Staatstheater am Gärtnerplatz)
- Gustave Charpentier (1860–1956)
  - Louise. Roman musical (Oper). Musik (1888–1897): Gustave Charpentier. UA 1900
  - Julien ou La vie du poète. Poème lyrique (Oper). Musik: Gustave Charpentier. UA 1913
  - L’Amour au faubourg. Drame lyrique (Oper). Musik: Gustave Charpentier (1910–1913; Fragment). – Späterer Arbeitstitel: Duthoit. Épopée populaire
  - Orphée. Légende lyrique (Oper). Musik (Fragment): Gustave Charpentier
  - Eros (Opernfragment)
  - Julie (Opernfragment)
- Giovanni Chelodi (1882–1922)
  - L’uccellino d’oro Fiaba musicale (Oper) in 3 Akten. Musik (1906/07): Riccardo Zandonai. UA 1907 Sacco
- Helmina von Chézy (1783–1856)
  - Euryanthe. Große romantische Oper. Musik (1822/23): Carl Maria von Weber. UA 1823
- Gabriello Chiabrera (1552–1638)
  - Ha cento lustri con etereo giro (Prolog zu L’idropica von Giovanni Battista Guarini). Musik (verschollen): Claudio Monteverdi. UA 1608
- Gustavo Chiesa (1858–1927)
  - La coppa del re. Leggenda melodrammatica (Oper) in einem Akt. Musik (1902/03): Riccardo Zandonai
- Vittorio Amedeo Cigna-Santi (~1730–nach 1795)
- Guelfo Civinini (1873–1954)
  - La fanciulla del West. Oper (zusammen mit Carlo Zangarini [1874–1943]). Musik: Giacomo Puccini. UA 1910
- Louis François Clairville (1811–1879)
- Paul Claudel (1868–1955)
  - L’Orestie d'Eschyle. Trilogie. Musik: Darius Milhaud. UA 1963
    - Agamemnon. Stück mit Musik (1913). UA (konzertant) 1927, (szenisch) 1963
    - Les Choéphores. Stück mit Musik (1915/16). UA (konzertant) 1919, (szenisch) 1935
    - Les Euménides. Oper (1917–1922). UA (konzertant) 1949, (szenisch) 1963

  - Christoph Colomb (Christoph Columbus). Oper. Musik (1928): Darius Milhaud. UA 1930. – Neufassung (1954–1956). UA (konzertant) 1956, (szenisch) 1968
  - Jeanne d’Arc au bûcher (Johanna auf dem Scheiterhaufen). Dramatisches Oratorium. Musik (1935): Arthur Honegger. UA (konzertant) 1938, (szenisch) 1942. – Neufassung (mit Prolog) 1944
  - La danse des morts. Geistliche Kantate. Musik (1938): Arthur Honegger
  - Ite angeli veloces. Kantate. Musik (1953–1955): Paul Hindemith
  - Saint-Louis roi de France. Opéra-oratorio (zusammen mit Henri Doublier). Musik (1970): Darius Milhaud. UA (konzertant) 1972, (szenisch) 1972
- Hugo Claus (1929–2008)
- Catherine Clément (* 1939)
  - Tristes tropiques. Oper in 3 Akten (nach dem gleichnamigen Buch [1955] von Claude Lévi-Strauss). Musik (1990–1995): Georges Aperghis
- Julia Cloot (* 1968)
  - Bahnwärter Thiel. Oper (zusammen mit Enjott Schneider). Musik: Enjott Schneider. UA 28. Februar 2004 Görlitz (Theater)
- Jean Cocteau (1889–1963)
  - Le pauvre matelot (Der arme Matrose) Complainte (Oper) in 3 Bildern. Musik (1926): Darius Milhaud. UA 12. Dezember 1927 Paris (Opéra-Comique). – Neufassung: Kammeroper. UA 1934
  - Antigone. Tragédie musicale (Oper). Musik (1924–1927): Arthur Honegger. UA 1927
  - Oedipus Rex. Opern-Oratorium (zusammen mit Jean Daniélou). Musik (1926/27): Igor Strawinsky. UA (konzertant) 1927, (szenisch) 1928
  - Libretti für Erik Satie u. a.
- George M. Cohan (1878–1942)
- Sidonie-Gabrielle Colette (1873–1954)
  - L’enfant et les sortilèges. Oper. Musik: Maurice Ravel. UA 1925
- Peter Cornelius (1824–1874)
  - Der Barbier von Bagdad (1856–1858). Komische Oper in 2 Akten. Musik: Peter Cornelius. UA 15. Dezember 1858 Weimar (Hoftheater)
  - Der Cid (1860–1862). Lyrisches Drama (Oper). Musik: Peter Cornelius. UA 1865
  - Gunlöd (1869–1874). Oper. Musik: Peter Cornelius (Fragment; ergänzt von Waldemar von Baußnern; bearbeitet von Karl Hoffbauer und E. Lassen)
- Giulio Cesare Corradi (~1650[?]–1702)
- Robert Craft (1923–2015)
  - The Flood. Ein musikalisches Spiel. Musik (1961/62): Igor Strawinsky. UA 1962. Bühnenfassung: 1963
- Heinz von Cramer (1924–2009)
  - Die Flut. Oper. Musik: Boris Blacher. UA 1947 Dresden
  - Preußisches Märchen. Ballettoper. Musik: Boris Blacher. UA 23. September 1952 Berlin (Städtische Oper)
  - Der Prozess (zusammen mit Boris Blacher). Musik: Gottfried von Einem. UA 1953
  - König Hirsch. Musik: Hans Werner Henze. UA 1959
  - Zwischenfälle bei einer Notlandung. Reportage für Elektronik, Instrumente und Sänger. UA 1966 Hamburg
- Beverley Cross (1931–1998)
- Eric Crozier (1914–1994)
  - Albert Herring. Komische Oper (Kammeroper) in 3 Akten (5 Bildern). Musik: Benjamin Britten. UA 20. Juni 1947 Glyndebourne (Opera House)
  - Sankt Nikolaus. Kantate. Musik: Benjamin Britten. UA 1948
  - Let’s Make an Opera (The little sweep [Der kleine Schornsteinfeger]). Kinderoper. Musik: Benjamin Britten. UA 14. Juni 1949 (Jubilee Hall)
  - Billy Budd. Oper in 2 Akten (zusammen mit Edward Morgan Forster). Musik: Benjamin Britten. UA 1. Dezember 1951 London (Royal Opera House)
- József Czanyuga (1816–1894)
  - Erzsébet. Oper. Musik: Ferenc Erkel (zusammen mit Franz Doppler und Karl Doppler). UA 1857
  - Sarolta. Komische Oper. Musik: Ferenc Erkel (1861/62). UA 1862

## D
- Lorenzo Da Ponte (1749–1838)
  - La scuola de’ gelosi (?). Dramma giocoso (Oper; Neufassung des Werks von Caterino Mazzolà). Musik: Antonio Salieri. UA 22. April 1783 Wien (Burgtheater)
  - Il ricco d’un giorno (Reich für einen Tag). Dramma giocoso in 3 Akten. Musik: Antonio Salieri. UA 6. Dezember 1784 Wien (Burgtheater)
  - Il burbero di buon cuore. Musik: Vicente Martín y Soler. UA 1786
  - Il demogorgone ovvero Il filosofo confuso. Musik: Vincenzo Righini. UA 1786
  - Il finto cieco. Musik: Giuseppe Gazzaniga. UA 1786
  - Le nozze di Figaro. Dramma giocoso (Oper) in 4 Akten. Musik: Wolfgang Amadeus Mozart. UA 1. Mai 1786 Wien (Burgtheater)
  - Una cosa rara ossia Bellezza ed onestà. Musik: Vincente Martín y Soler. UA 1786
  - Gli equivoci. Musik: Stephen Storace. UA 1786
  - L’arbore di Diana. Musik: Vincente Martín y Soler. UA 1787
  - Il dissoluto punito o sia Il Don Giovanni. Dramma giocoso (Oper). Musik: Wolfgang Amadeus Mozart. UA 1787
  - Axur, re d’Ormus (Axur, König von Hormus; 1787/88). Dramma tragicomico (Oper) in 5 Akten (Bearbeitung der Oper Tarare von Pierre Augustin Caron de Beaumarchais). Musik: Antonio Salieri. UA 8. Januar 1788 Wien (Burgtheater)
  - Il Bertoldo. Musik: Antonio Brunetti. UA 1788
  - L’ape musicale (1789; Pasticcio)
  - Il pastor fido (Der treue Hirte). Dramma tragicomico (Oper) in 4 Akten. Musik: Antonio Salieri. UA 11. Februar 1789 Wien (Burgtheater)
  - La cifra. Musik: Antonio Salieri. UA 1789
  - Così fan tutte (1789/90). Dramma giocoso (Oper). Musik: Wolfgang Amadeus Mozart. UA 26. Januar 1790 Wien (Burgtheater)
  - La caffettiera bizzarra. Musik: Joseph Weigl. UA 1790
  - La capricciosa corretta. Musik: Vincente Martín y Soler. UA 1795
  - L’isola del piacere. Musik: Vincente Martín y Soler. UA 1795
  - Antigona. Musik: Giuseppe Giuseppe Francesco Bianchi. UA 1796
  - Il consiglio imprudente. Musik: Giuseppe Francesco Bianchi. UA 1796
  - Merope. Musik: Giuseppe Francesco Bianchi. UA 1797
  - Cinna. Musik: Giuseppe Francesco Bianchi. UA 1798
  - Armida. Musik: Giuseppe Francesco Bianchi. UA 1802
  - Il trionfo dell’amor fraterno. Musik: Peter von Winter. UA 1804
  - Il ratto di Proserpina. Musik: Peter von Winter. UA 1804
- Jean Daniélou (1905–1974)
  - Oedipus Rex. Opern-Oratorium (zusammen mit Jean Cocteau). Musik (1926/27): Igor Strawinsky. UA (konzertant) 1927, (szenisch) 1928
- Gabriele D’Annunzio (1863–1938)
  - La figlia di Iorio. Tragedia pastorale (Oper). Musik: Alberto Franchetti. UA 1906. – Musik: Ildebrando Pizzetti. UA 1954
  - La città morta (La ville morte, Die tote Stadt). Oper. Musik (1911): Raoul Pugno, Nadia Boulanger
  - Le Martyre de Saint Sébastian Mystère (Szenisches Oratorium). Musik: Claude Debussy. UA 1911
  - Parisina. Tragedia lirica (Oper). Musik: Pietro Mascagni. UA 1913
  - Sogno d’un tramonto d’autunno. Poema tragico (Oper; 1913/14). Musik: Gian Francesco Malipiero. UA (konzertant) 1963, (szenisch) 1988
  - La Fiaccola Sotto il Moggio. Oper. Musik: Ildebrando Pizzetti (1914; Fragment)
  - Fedra. Tragedia (Oper). Musik: Ildebrando Pizzetti. UA 1915
- Ernst Décsey (1870–1941)
  - Die Kathrin. Oper. Musik: Erich Wolfgang Korngold. UA 1939
- Richard Dehmel (1863–1920)
  - Eine Lebensmesse. Oratorium. Musik (1903/04): Jan van Gilse
  - Fitzebutze. Traumspiel (1907). Musik: Hermann Zilcher
- Dario Del Corno
  - Nascita di Afrodite. Scena lirica (Kammeroper). Musik (1993): Filippo Del Corno (* 1970). UA 23. September 1993 Turin (Teatro Piccolo Regio)
  - Outis. Musikalische Aktion (Oper). Musik: Luciano Berio. UA 5. Oktober 1996 Mailand (Scala)
  - Sulla corda più alta. Musiktheaterstück. Musik (1999): Filippo Del Corno. UA 30. Juli 1999 Acquaviva (Teatro dei Concordi)
- Germain Delavigne (1790–1868)
  - Robert le diable (Robert der Teufel). Oper (zusammen mit Eugène Scribe). Musik (1826–1831): Giacomo Meyerbeer. UA 1831
  - La nonne sanglante (Die blutige Nonne). Oper. Musik: Charles Gounod (1852–1854). UA 1854
  - Libretti für Daniel-François-Esprit Auber
- Friedrich Christian Delius (1943–2022)
  - Prospero. Oper. Musik: Luca Lombardi. UA 2006
- Axel Delmar (1867–1929)
  - Haschisch. Oper. Musik: Oskar von Chelius (1859–1923). UA 1896(97?) Dresden (Hofoper)
- Fritz Demuth (1892–1944?)
  - Die Zwingburg. Szenische Kantate (zusammen mit Franz Werfel). Musik (1922): Ernst Krenek. UA 1924 Berlin
- Émile Deschamps (1791–1871)
  - Les Huguenots (Die Hugenotten). Oper (zusammen mit Eugène Scribe und Gaetano Rossi). Musik (1832–1836): Giacomo Meyerbeer. UA 1836 Paris
  - Le Prophète (Der Prophet). Oper (zusammen mit Eugène Scribe). Musik (1835–1849): Giacomo Meyerbeer. UA 1849
- Eduard Devrient (1801–1877)
- Joe DiPietro (* 1961?)
- Alfred Döblin (1878–1957)
  - Das Wasser. Kantate. Musik: Ernst Toch. UA 18. Juni 1930 Berlin
- Felix Dörmann (1870–1928)
  - Hagith. Oper. Musik (1912/13): Karol Szymanowski. UA 1922
  - Libretti für Oscar Straus, Edmund Eysler u. a.
- Doris Dörrie (* 1955)
  - Das hässliche Entlein. Märchenoper in 6 Szenen. Musik: Vivienne Olive. UA 6. März 2010 Nürnberg (Theater Mummpitz)
- Alberto Donini
  - Rè Enzo (König Enzo). Komische Oper. Musik (1905): Ottorino Respighi. UA 1905
  - Al mulino (An der Mühle). Oper. Musik: Ottorino Respighi (1908; Fragment, nicht aufgeführt)
- Tankred Dorst (1925–2017)
  - La Buffonata. Ballet Chanté. Musik: Wilhelm Killmayer. UA 1960
  - Yolimba oder Die Grenzen der Magie. Musikalische Posse. Musik: Wilhelm Killmayer. UA 1964
  - Die Geschichte von Aucassin und Nicolette. Oper. Musik: Günter Bialas. UA 1969
  - Der gestiefelte Kater oder Wie man das Spiel spielt. Komische Oper. Musik: Günter Bialas. UA 1975. Neufassung: UA 1987
  - Die Legende vom armen Heinrich. Oper. Musik: Ernst August Klötzke (* 1964). UA 2001
- Henri Doublier (1926–2004)
  - Saint-Louis roi de France. Opéra-oratorio (zusammen mit Paul Claudel). Musik (1970): Darius Milhaud. UA (konzertant) 1972, (szenisch) 1972
- Beatrice Dovsky (1866–1923)
  - Mona Lisa. Oper. Musik (1913–1915): Max von Schillings. UA 1915
- Felix Draeseke (1835–1913)
  - König Sigurd. Große Oper in einem Vorspiel und 3 Akten. Musik (1856–1858): Felix Draeseke. UA (Teilaufführung?) 1867 Meiningen
  - Dietrich von Bern. Große Oper in 3 Abteilungen. Musik (1877): Felix Draeseke. UA 1879?
    - Neubearbeitung: Herrat. Große Oper in 3 Akten. Musik (1885): Felix Draeseke. UA 1892 Dresden

  - Der Waldschatzhauser. Volksstück mit Musik (Oper). Musik (1882): Felix Draeseke
  - Gudrun. Große Oper in 3 Akten. Musik (1884): Felix Draeseke. UA 1884 Hannover
  - Bertran de Born. Große Oper in 3 Aufzügen. Musik (1894): Felix Draeseke. UA (Ouvertüre) 1901 Dresden
  - Fischer und Kalif. Opéra-comique mit Tanz in einem Aufzug. Musik (1895): Felix Draeseke. UA 1905 Prag
  - Merlin. Oper in drei Aufzügen. Musik (1905): Felix Draeseke. UA 1913 Gotha und Coburg
- John Dryden (1631–1700)
  - King Arthur or The British Worthy. Semi-opera. Musik: Henry Purcell. UA 1691 London (Dorset Garden)
  - The Indian Queen. Semi-opera (zusammen mit Robert Howard). Musik: Henry Purcell und Daniel Purcell. UA Juni(?) und / oder November / Dezember 1695 London (Dorset Garden)
- Friedrich Dürrenmatt (1921–1990)
  - Frank der Fünfte. Oper einer Privatbank (Theaterstück mit Musik). Musik: Paul Burkhard. UA 1959 Zürich
  - Der Besuch der alten Dame. Oper. Musik (1968/69): Gottfried von Einem. UA 1971 Wien
  - Ein Engel kommt nach Babylon. Oper. Musik (1975/76): Rudolf Kelterborn. UA 1977 Zürich
- Albert Dulk (1819–1884)
- François-Louis Gand Le Bland Du Roullet (1716–1786)
  - Iphigénie en Aulide. Oper in 3 Akten. Musik: Christoph Willibald Gluck. UA 19. April 1774 Paris (Académie Royale)
  - Alceste. Oper in 3 Akten. Musik: Christoph Willibald Gluck. UA 23. April 1776 Paris (Académie Royale)
  - Les Danaïdes. Tragédie lyrique (Oper) in 5 Akten (zusammen mit Louis Théodore Baron de Tschudi). Musik: Antonio Salieri. UA 26. April 1784 Paris (Opéra)

## E
- Elisabeth Ebeling (1828–1905)
  - Dornröschen. Märchenoper (zusammen mit Bertha Filhés [1819–nach 1887]). Musik (1902): Engelbert Humperdinck. UA 1902
- Werner Egk (1901–1983)
  - Abstrakte Oper Nr. 1. Musik: Boris Blacher. UA (konzertant) 28. Juni 1953 Frankfurt am Main (Hessischer Rundfunk); (szenisch) 10. Oktober 1953 Mannheim (Nationaltheater). Neufassung 1957
- Béni Egressy (1814–1851)
  - Bátori Mária. Oper. Musik: Ferenc Erkel. UA 1840
  - Hunyadi László. Oper. Musik: Ferenc Erkel (1841–1843). UA 1844
  - Bánk bán. Oper. Musik: Ferenc Erkel (1851–1860). UA 1861
- Hanns Eisler (1898–1962)
  - Johann Faustus (1952). Oper. – Musik (2001): Friedrich Schenker. UA 2004 Kassel
- Heinrich Elmenhorst (1632–1704)
  - Libretti für Johann Wolfgang Franck, Johann Theile, Johann Philipp Förtsch, Georg Böhm, Petrus Laurentius Wockenfuß u. a.
- Franz von Elsholtz (1791–1872)
- Michael Ende (1929–1995)
  - Momo und die Zeitdiebe. Musik: Mark Lothar. UA 1978
  - Trödelmarkt der Träume. Szenische Miniaturen (zusammen mit Elisabet Woska). Musik (1979–1984): Wilfried Hiller
  - Die zerstreute Brillenschlange (Michael Ende). Rezital. Musik (1980): Wilfried Hiller. UA 1981
  - Vier musikalische Fabeln: Der Lindwurm und der Schmetterling – Tranquilla Trampeltreu, die beharrliche Schildkröte – Die Ballade von Norbert Nackendick – Die Fabel von Filemon Faltenreich. Musik (1980–1982): Wilfried Hiller
  - Der Goggolori. Eine bairische Mär mit Musik. Musik (1982/83): Wilfried Hiller. UA 1985
  - Die Jagd nach dem Schlarg. Eine musikalische Clownerie. Musik (1987): Wilfried Hiller. UA 1988
  - Das Traumfresserchen. Singspiel. Musik (1989/90): Wilfried Hiller. UA 1991
  - Der Rattenfänger. Hamelner Totentanz (Oper). Musik (1992/93): Wilfried Hiller. UA 1993
  - Die Geschichte von der Schüssel und vom Löffel. Comic-Oper. Libretto vom Komponisten nach dem gleichnamigen Buch von Michael Ende. Musik (1993/94/95/97): Claus Kühnl UA 1998 Bielefeld
- Adolphe d’Ennery (1811–1899)
  - Le Tribut de Zamora. Oper (zusammen mit Jules Brésil). Musik: Charles Gounod (1878–1881). UA 1881
- Hans Magnus Enzensberger (1929–2022)
  - El Cimarrón. Rezital. Musik (1969/70): Hans Werner Henze. UA 1970
- Petra Ernst
  - Agleia Federweiß. Kleine Oper. Musik (2000/01): Gerd Kühr. UA 2001 Deutschlandsberg
- Hanns Heinz Ewers (1871–1943)
  - Die toten Augen. Bühnendichtung (Oper; zusammen mit Marc Henry). Musik (1912/13): Eugen d’Albert. UA 1916

## F
- Robert Faesi (1883–1972)
  - Die schwarze Spinne. Oper (zusammen mit Georgette Boner). Musik: Willy Burkhard. UA 28. Mai 1949 Zürich
- Gustav Falke (1853–1916)
  - Bübchens Weihnachtstraum. Melodramatisches Krippenspiel. Musik (1906): Engelbert Humperdinck. UA 1906
- Giovanni Faustini (1615–1651)
- Charles-Simon Favart (1710–1792)
  - La fée Urgèle, ou Ce qui plaît aux dames (Opéra-comique). Musik (1795): Egidio Duni
- Robert Favre le Bret (1905–1987)
  - L’Appel de la Montagne (Ballett). Musik (1943): Arthur Honegger
- Gennaro Antonio Federico († 1744)
- Barthold Feind (1678–1721)
- Leo Feld (1869–1924)
  - Der Traumgörge. Oper. Musik (1904–1906): Alexander von Zemlinsky. UA 1980
  - Kleider machen Leute. Komische Oper. Musik (1907–1910): Alexander von Zemlinsky. UA 1910. Neufassung: UA 1922
  - Der Ring des Polykrates. Heitere Oper (zusammen mit Julius Korngold). Musik: Erich Wolfgang Korngold. UA 1916
  - Scirocco. Oper (zusammen mit Karl Michael von Levetzow). Musik: Eugen d’Albert. UA 1921
- Carlos Fernández-Shaw (1865–1911)
  - Margarita la tornera. Oper in 3 Akten. Musik: Ruperto Chapí y Lorente. UA Februar 1909 Madrid
  - La vida breve. Lyrisches Drama in 2 Akten (4 Bildern). Musik: Manuel de Falla. UA 1. April 1913 Nizza (Casino Municipal)
- Lorenzo Ferrero (* 1951)
  - Marilyn. Oper in zwei Akten. Musik: Lorenzo Ferrero. UA 23. Februar 1980 Rom (Teatro dell’Opera di Roma)
  - Night. Oper in einem Akt. Musik: Lorenzo Ferrero. UA 8. November 1985 München (Bayerische Staatsoper)
  - La nascita di Orfeo. Azione musicale in einem Akt. Musik: Lorenzo Ferrero. UA April 1996 Verona (Teatro Filarmonico)
  - La Conquista. Oper in zwei Akten. Musik: Lorenzo Ferrero. UA 12. März 2005 Prag (Nationaltheater)
- Jacopo Ferretti (1784–1852)
  - La Cenerentola (Aschenputtel). Dramma comico (Komische Oper) in 2 Akten. Musik: Gioachino Rossini. UA 25. Januar 1817 Rom (Teatro Valle)
- Friedrich Christian Feustking (1678–1739)
  - Almira, Königin von Castilien. Singspiel (Oper). Musik: Georg Friedrich Händel. UA 8. Januar 1705 Hamburg (Theater am Gänsemarkt)
- Bertha Filhés (1819–nach 1887)
  - Dornröschen. Märchenoper (zusammen mit Elisabeth Ebeling [1828–1905]). Musik (1902): Engelbert Humperdinck. UA 1902
- Edmond Fleg (1874–1963)
  - Oedipe. Tragédie lyrique (Oper). Musik (1910–1931): George Enescu. UA 1936
- Rainer Fliege (* 1965)
  - Aus der Welt. Oper. Musik (2005/06): Uwe Strübing. UA 19. April 2007 Fürth (Stadttheater)
- Emmerich Földes (1881–1958)
  - Die Blume von Hawaii. Operette (zusammen mit Alfred Grünwald und Fritz Löhner-Beda). Musik: Paul Abraham. UA 1931
- Jonathan Safran Foer (* 1977)
- Michel Fokine (1880–1942)
  - Der Feuervogel (L’oiseau de feu). Ballett. Musik (1909/10): Igor Strawinsky. UA 1910
- Ferdinando Fontana (1850–1919)
  - El marchionn di gamb avert. Oper. Musik: Enrico Bernardi. UA 14. Juli 1875 Mailand
  - Il conte di Montecristo (Der Graf von Monte Cristo; Ergänzung des unvollendeten Librettos von Emilio Praga). Oper. Musik: Raffaele Dell’Aquila. UA 14. Juni 1876 Mailand
  - Maria e Taide. Oper. Musik: Nicolò Massa. UA August 1876
  - Il violino del diavolo. Oper. Musik: Agostino Mercuri. UA 12. September 1878 Cagliari
  - Aldo e Clarenza. Oper. Musik: Nicolò Massa. UA 11. April 1878
  - La Simona. Oper. Musik: Benedetto Junck (1852–1903). UA 1878 Mailand
  - Odio (1878/79). Oper (für Amilcare Ponchielli; nicht vertont)
  - Maria Tudor Oper (Emilio Praga zugeschrieben?). Musik: Carlos Gomes. UA 27. März 1879 Mailand (Scala)
  - Il bandito. Oper. Musik: Emilio Ferrari. UA 5. Dezember 1880 Casale Monferrato
  - La leggenda d’un rosajo. Kantate. Musik: Enrico Bertini (1883)
  - Anna e Gualberto: Oper. Musik: Luigi Mapelli (1855–1913). UA 4. Mai 1884 Mailand
  - Le Villi. Oper. Musik: Giacomo Puccini. UA 31. Mai 1884 Mailand (Teatro Dal Verme)
  - Il Natale. Racconti messi in musica. Musik: Giulio Ricordi (1840–1912; unter dem Pseudonym Jules Burgmein) (~1884)
  - Il Valdese. Oper. Musik: Giuseppe Ippolito Franchi-Verney. UA 3. Dezember 1885 Turin
  - Flora mirabilis. Oper. Musik: Spyros Samaras. UA 16. Mai 1886 Mailand (Teatro Carcano)
  - Il bacio. Oper. Musik: Enrico Bertini (1886, nicht aufgeführt)
  - Il profeta del Korasan (Mocanna). Oper. Musik: Guglielmo Zuelli (1859–1941) (1886, nicht aufgeführt)
  - Notte d’aprile. Oper. Musik: Emilio Ferrari. UA 4. Februar 1887 Mailand
  - Colomba. Oper. Musik: Vittorio Radeglia. UA 15. Juni 1887 Mailand
  - Annibale. Ballett. Musik: Romualdo Marenco (1841–1907) (1888)
  - Asrael. Leggenda (Oper). Musik: Alberto Franchetti. UA 11. Februar 1888 Reggio Emilia
  - Edgar. Oper. Musik: Giacomo Puccini. UA 21. April 1889 Mailand
  - Zoroastro. Oper. Musik: Alberto Franchetti (~1890; Fragment)
  - Il tempo (Die Zeit). Ballett. Musik: Riccardo Bonicioli. UA 3. Januar 1891
  - Lionella. Oper. Musik: Spyros Samaras. UA 4. April 1891 Mailand
  - Theora. Oper. Musik: Ettore Edoardo Trucco. UA 14. Februar 1894
  - Duettin d’amore Oper (zusammen mit Gaetano Sbodio [(1844–1920)]). Musik: Emilio Ferrari (1895)
  - La forza d’amore. Oper. Musik: Arturo Buzzi-Peccia (1854–1943). UA 6. März 1897 Turin
  - Il signor di Pourceaugnac. Komische Oper. Musik: Alberto Franchetti. UA 10. April 1897 Mailand
  - Mal d’amore. Oper. Musik: Angelo Mascheroni (1855–1905). UA 30. April 1898 Mailand
  - La lampada. Oper. Musik: Ubaldo Pacchierotti ((1875–1916)). UA 16. Dezember 1899
  - La notte di Natale. Oper. Musik: Alberto Gentile. UA 29. Dezember 1900
  - Il calvario. Oper. Musik: Edoardo Bellini. UA 25. Juni 1901 Mailand
  - Maria Petrowna. Oper. Musik: João Gomes de Araújo (1846–1943) (1903). UA Januar 1929
  - La nereide. Oper. Musik: Ulisse Trovati. UA 14. November 1911
  - Sandha. Oper. Musik: Felice Lattuada (1882–1962). UA 21. Februar 1924 Genua
  - Elda (undatiert)
  - La Simona. Poemetto lirico. Musik: Benedetto Junck (1852–1903) (undatiert)
- Edward Morgan Forster (1879–1970)
  - Billy Budd. Oper in 2 Akten (zusammen mit Eric Crozier). Musik: Benjamin Britten. UA 1. Dezember 1951 London (Royal Opera House)
- Giovacchino Forzano (1884–1970)
  - Notte di leggenda. Tragedia lirica (Oper). Musik: Alberto Franchetti. UA 1915
  - Lodoletta. Dramma lirico (Oper). Musik: Pietro Mascagni. UA 1917
  - Suor Angelica (Schwester Angelica). Oper (2. Teil von Il trittico). Musik: Giacomo Puccini. UA 1918
  - Gianni Schicchi. Oper (3. Teil von Il trittico). Musik: Giacomo Puccini. UA 1918
  - Il piccolo Marat (Der kleine Marat). Dramma lirico (Oper; zusammen mit Giovanni Targioni-Tozzetti [1863–1934]). Musik: Pietro Mascagni. UA 1921
  - Glauco. Oper. Musik: Alberto Franchetti. UA 1922
  - Il finto paggio (Der falsche Page). Oper. Musik: Alberto Franchetti (1924; nicht aufgeführt)
  - Sly ovvero La leggenda del dormiente risvegliato (Sly oder Die Legende vom wiedererwachten Schläfer). Oper. Musik: Ermanno Wolf-Ferrari. UA 29. Dezember 1927 Mailand (Scala)
  - Il gonfaloniere (Der Bannerträger). Oper. Musik: Alberto Franchetti (1927; Fragment)
  - Il Rè (Der König). Oper. Musik: Umberto Giordano. UA 12. Januar 1929 Mailand (Scala)
  - Don Napoleone (Don Bonaparte). Komische Oper. Musik: Alberto Franchetti (1941; nicht aufgeführt)
- Salomon Franck (1659–1725)
  - Was mir behagt, ist nur die muntre Jagd. Kantate. Musik (1713): Johann Sebastian Bach. UA 1713
  - Himmelskönig, sei willkommen. Kantate. Musik: Johann Sebastian Bach. UA 1714(?) Weimar(?)
  - Weinen, Klagen, Sorgen, Zagen. Kantate. Musik: Johann Sebastian Bach. UA 1714 Weimar
  - Erschallet, ihr Lieder, erklinget, ihr Saiten!. Kantate. Musik: Johann Sebastian Bach. UA 1714
  - Weitere Libretti für Johann Sebastian Bach
- Franc-Nohain (= Maurice-Étienne Legrand; 1872–1934)
  - Vive la France! Musiktheater-Spektakel. Musik: Claude Terrasse (1867–1923). UA 1898
  - L’Heure espagnole (Die spanische Stunde). Comédie musicale (Oper). Musik (1907–1909): Maurice Ravel. UA 1911
- David Freeman (* 1952)
  - Julia. Kammeroper (zusammen mit Rudolf Kelterborn). Musik (1989/90): Rudolf Kelterborn. UA 1991 Zürich
- Fritz Friedmann-Frederich (1883–1934)
  - New York-Berlin. Ausstattungs-Operette. Musik: Rudolf Nelson (1878–1960).
  - Die Straßensängerin. Operette in drei Teilen von Fritz Friedmann-Frederich und August Neidhardt. Musik: Leo Fall (1873–1925).
- Max Frisch (1911–1991)
  - Die grosse Wut des Philipp Hotz. Groteske Oper. Musik (1960): Max Lang (1917–1987)
- Barbara Frischmuth (1941–2025)
- Christopher Fry (1907–2005)
  - Paradise Lost. Sacra rappresentatione (Oper). Musik (1976–1978): Krzysztof Penderecki. UA 1978
- Christian Martin Fuchs (1952–2008)
  - Luzifer. Oper. Musik: Franz Hummel. UA 1987 Ulm (Theater)
  - Wundertheater. Kammeroper. Musik: Herbert Lauermann. UA 6. November 1988 Wien (Kammeroper). Neufassung: UA 19. Juni 1990 Klagenfurt (Arbos Theater)
  - Prometheus. Der Aufrechte Gang. Musik: Wolfgang Nießner. UA 1992 Salzburg (Großes Studio der Hochschule Mozarteum)
  - Der Esel Hesekiel. Musiktheaterstück für Kinder. Musik: Thomas Daniel Schlee. UA: 7. August 2001 Ossiach (Carinthischer Sommer)
  - Kein Ort. Nirgends. Kammeroper. Musik: Anno Schreier. UA 22. September 2006 Oestrich-Winkel (Brentano-Scheune)
  - Wut. Oper. Musik: Andrea Lorenzo Scartazzini. UA 2006 Erfurt (Theater)
  - Ein Fest bei Papageno. Musiktheaterstück für Kinder. Musik: Stephan Kühne (* 1956). UA 30. Juli 2006 Villach (Congress Center)
  - Ich, Hiob. Kirchenoper. Musik: Thomas Daniel Schlee. UA 15. Juli 2007 Ossiach (Stiftskirche)
  - La grande magia (Der große Zauber). Oper. Musik (2006–2008): Manfred Trojahn. UA 10. Mai 2008 Dresden (Semperoper)

## G
- Louis Gallet (1835–1898)
  - Cinq-Mars. Drame lyrique (Oper; zusammen mit Paul Poirson). Musik: Charles Gounod (1876/77). UA 1877. – Neufassung: UA 1877
  - Maître Pierre. Oper. Musik: Charles Gounod (begonnen 1877; Fragment)
- Gustav Heinrich Gans zu Putlitz (1821–1891)
  - Rübezahl. Romantische Oper in 3 Akten. Musik: Friedrich von Flotow. UA (privat) 13. August 1852 Retzin (Prignitz); (öffentlich) 26. November 1853 Frankfurt am Main (Comoedienhaus am Roßmarkt)
- Herbert Gantschacher (* 1956)
  - Später Nachmittag im Paradies. Kammeroper (Libretto gemeinsam mit Walter Müller). Musik: Stefan Signer. UA 14. Juni 1992 Klagenfurt (ARBOS – Gesellschaft für Musik und Theater)
  - 19182338 – Kein Anschluß unter dieser Nummer. Musiktheaterstück. Musik: Werner Raditschnig. 1998
  - Gastmahl. Übertragung des Librettos von Dževad Karahasan aus dem Bosnischen. Musik: Herbert Grassl, Bruno Strobl und Hossam Mahmoud. UA 28. Oktober 2005 Villach (neuebuehnevillach)
- Théophile Gautier (1811–1872)
- John Gay (1685–1732)
  - The Beggar’s Opera. Ballad opera (Oper) in 3 Akten. Musik: Johann Christoph Pepusch. UA 28. Januar 1728 London (Lincoln’s Inn Theatre)
- Antonio Gazzoletti (1813–1866)
- Eduard Heinrich Gehe (1793–1850)
  - Die Bürgschaft. Oper. Musik: August Mayer. UA 1822 Breslau
  - Jessonda. Oper. Musik: Louis Spohr. UA 1823 Kassel
  - Die Flibustier. Oper. Musik: Johann Christian Lobe 1829 Weimar
- Else Gehrke
  - Die Brautwerbung. Oper. Musik: Leon Jessel. UA 1894 Celle
- Richard Genée (1823–1895)
  - Libretti u. a. für Johann Strauss (Sohn), Karl Millöcker, Carl Michael Ziehrer und für sich selbst
- Emil Gerhäuser (1868–1917)
  - Moloch. Musikalische Tragödie (Oper). Musik: Max von Schillings. UA 1906
- Ira Gershwin (1896–1983)
  - Porgy and Bess. Oper (zusammen mit DuBose Heyward). Musik: George Gershwin. UA 1935
  - weitere Libretti für George Gershwin
  - Libretti für Jerome Kern, Kurt Weill, Harold Arlen u. a.
- Antonio Ghislanzoni (1824–1893)
  - Le due fidanzate. Oper. Musik: Antonio Baur. UA 1857
  - Il Conte di Leicester. Oper. Musik: Antonio Baur. UA 1858
  - Maria Tudor. Oper. Musik: Vladimir Nikitič Kašperov (1827[26?]–1894). UA 1859
  - Marion Delorme. Oper. Musik: Giovanni Bottesini. UA 1862
  - Cola di Rienzi. Oper. Musik: Vladimir Nikitič Kašperov. UA 1863
  - La Stella di Toledo. Oper. Musik: Tomaso Benvenuti (1838–1906). UA 1864
  - I due orsi. Oper. Musik: Costantino Dall’Argine (1842–1877). UA 1867. – (Neufassung[?]:) L’isola degli orsi. Musik: Costantino Dall’Argine. UA 1867
  - Gli avventurieri. Oper. Musik: Gaetano Braga (1829–1907). UA 1867
  - Gli artisti alla fiera. Oper. Musik: Lauro Rossi. UA 1868
  - Valeria. Oper. Musik: Edoardo Vera (1821–1889). UA 1869
  - I promessi sposi. Oper. Musik: Errico Petrella (1813–1877). UA 1869
  - Giovanna di Napoli. Oper. Musik: Errico Petrella. UA 1869
  - La forza del destino (Neufassung der Oper von Francesco Maria Piave). Musik: Giuseppe Verdi. UA 1869
  - Un capriccio di donna. Oper. Musik: Antonio Cagnoni. UA 1870(71?)
  - Papa Martin. Oper. Musik: Antonio Cagnoni. UA 1871
  - Reginella. Oper. Musik: Gaetano Braga. UA 1871
  - Aida. Oper (zusammen mit Auguste Mariette Bey). Musik: Giuseppe Verdi. UA 24. Dezember 1871 Kairo (Dar Elopera Al Misria)
  - Adelinda. Oper. Musik: Agostino Mercuri (1839–1892). UA 1872
  - Caligola. Oper. Musik: Gaetano Braga. UA 1873
  - Fosca. Oper. Musik: Carlos Gomes. UA 1873
  - Il parlatore eterno. Oper. Musik: Amilcare Ponchielli. UA 1873
  - I Lituani. Oper. Musik: Amilcare Ponchielli. UA 1874
  - Salvatore Rosa. Oper. Musik: Carlos Gomes. UA 1874
  - Il duca di Tapigliano. Oper. Musik: Antonio Cagnoni. UA 1874
  - Atahualpa. Oper. Musik: Carlo Enrico Pasta (1817–1898). UA 1875
  - Sara. Oper. Musik: Luigi Gibelli. UA 1876
  - Francesca da Rimini. Oper. Musik: Antonio Cagnoni. UA 1878
  - Don Riego. Oper. Musik: Alfredo Catalani. UA 1879. – Musik: Cesare Dall’Olio (1849–1906). UA 1879
  - Adelina. Oper. Musik: Luigi Sozzi. UA 1879
  - Mora. Oper. Musik: Luigi Vicini. UA 1880
  - Alba Barozzi. Oper. Musik: Paolo Giorza (1884; nicht aufgeführt)
  - Edmea. Oper. Musik: Alfredo Catalani. UA 1886
  - Giovanna la pazza. Oper. Musik: Eliodoro Ortiz de Zárate (1865–1957). UA 1886
  - I Doria. Oper. Musik: Augusto de Oliveira Machado. UA 1887
  - Eduardo Stuart. Oper. Musik: Cipriano Pontoglio (1831–1892). UA 1887
  - Carmosina. Oper. Musik: João Gomes de Araújo (1846–1943). UA 1888
  - Re Lear. Oper. Musik: Antonio Cagnoni (1890; nicht aufgeführt)
  - La Sfinge. Oper (1890, für Giovanni Carpaneto; nicht vertont)
  - Fiamma. Oper. Musik: Nicolò Ravera. UA 1890
  - Andrea del Sarto. Oper. Musik: Vittorio Baravalle (1855–1942). UA 1890
  - Spartaco. Oper. Musik: Pietro Platania. UA 1891
  - Cleopatra. Oper. Musik: Melisio Morales. UA 1891
  - Celeste. Oper. Musik: Francesco Spetrino (1857–1948). UA 1891
  - Gualtiero Swarten. Oper. Musik: Andrea Gnaga. UA 1892(93?)
  - Alda. Oper. Musik: Luigi Romaniello. UA 1896
  - Frine. Oper. Musik: Giovanni Carpaneto. UA 1893
  - Il maestro smania. Oper. Musik: Cesare Clandestini. UA 1894
  - I mori di Valenza. Oper. Musik: Amilcare Ponchielli (Fragment, ergänzt von Arturo Cadore). UA 1914
  - Onesta. Oper. Musik: Nicolò Massa. UA 1929
  - La strega. Oper. Musik: Luigi Vicini (nicht aufgeführt)
  - Il figlio delle selve. Oper. Musik: Cesare Dall’Olio (nicht aufgeführt)
  - Evangelina. Oper. Musik: Luigi Sozzi (Fragment)
- Giuseppe Giacosa (1847–1906)
  - Manon Lescaut. Oper (zusammen mit Ruggero Leoncavallo, Marco Praga, Domenico Oliva, Luigi Illica, Giulio Ricordi). Musik: Giacomo Puccini. UA 1893
  - La Bohème. Oper (zusammen mit Luigi Illica). Musik: Giacomo Puccini. UA 1896
  - Tosca. Oper (zusammen mit Luigi Illica). Musik: Giacomo Puccini. UA 1900
  - Madama Butterfly. Oper (zusammen mit Luigi Illica). Musik: Giacomo Puccini. UA 1904
- André Gide (1869–1951)
  - Perséphone. Melodram (Oratorium). Musik (1933/34): Igor Strawinsky. UA 1934
- Carl Ludwig Giesecke (1761–1833)
- Robert Gilbert (1899–1978; Pseudonym David Weber)
  - Hundertfünfzig Mark. Oper. Musik: Hanns Eisler (1927–1929; Fragment)
  - Tempo der Zeit. Kantate. Musik: Hanns Eisler. UA 1929
  - Das Feuerwerk (Neubearbeitung der Musikalischen Komödie Der Schwarze Hecht von Georg Schmidt; zusammen mit Erik Charell). Musik: Paul Burkhard. UA 16. Mai 1950 München (Staatstheater am Gärtnerplatz)
  - Hopsa (Neufassung der Operette von Paul Burkhard). Musik: Paul Burkhard. UA 12. Oktober 1957 Wiesbaden
  - Das Blaue vom Himmel. Musikalische Komödie (zusammen mit Per Schwenzen und Friedrich Hollaender). Musik: Friedrich Hollaender. UA 1959 Nürnberg
- William Schwenck Gilbert (1836–1911)
  - Libretti für Arthur Sullivan
- Philippe Gille (1831–1901)
  - Lakmé. Oper, 1883 mit Gondinet. Musik: Léo Delibes
  - Manon. Oper, 1884 mit Meilhac. Musik: Jules Massenet
- Otto Girndt (1835–1911)
- Giambattista Giusti (Zeitgenosse von Gioachino Rossini)
- Hans Gmür (1927–2004)
- Johann Wolfgang von Goethe (1749–1832)
  - Erwin und Elmire (1773–1775; 1787). Singspiel. Musik (1777): Philipp Christoph Kayser. – Musik (~1791): Johann Friedrich Reichardt. UA 1793
  - Claudine von Villa Bella (1776). Singspiel. – Musik (~1789): Johann Friedrich Reichardt. UA 1789. – Musik (1815): Franz Schubert. – Musik (1868–1872): Engelbert Humperdinck
  - Lila. Singspiel mit Tänzen (1777). Musik (1791; verschollen): Johann Friedrich Reichardt. – Musik: Friedrich Ludwig Seidel. UA 1818 Berlin. – Musik (1878; 1895/96): Richard Strauss
  - Jery und Bäteli. Singspiel (1780). Musik (1779): Philipp Christoph Kayser. – Musik (1789): Johann Friedrich Reichardt. UA 1801
  - Scherz, List und Rache. Singspiel. Musik (1787): Philipp Christoph Kayser. UA 1993 Weimar. – Musik (1927): Egon Wellesz. UA 1928 Stuttgart
- Carlo Goldoni (1707–1793)
  - Il filosofo di campagna. Oper. Musik (1754): Baldassare Galuppi. UA 1754
  - La buona figliuola. Oper. Musik (1759): Niccolò Piccinni. UA 1760
  - Lo speziale. Oper. Musik (1768): Joseph Haydn. UA 1768
  - La finta semplice. Oper. Musik (April–Juli 1768): Wolfgang Amadeus Mozart. UA 1769
  - Le pescatrici. Oper. Musik (1770): Joseph Haydn. UA 1770
  - Il mondo della luna. Oper. Musik (1777): Joseph Haydn. UA 1777
  - Le donne curiose. Oper. Musik (1902): Ermanno Wolf-Ferrari. UA 1903
  - I quatro rusteghi. Oper. Musik (1906): Ermanno Wolf-Ferrari. UA 1906
  - Gli amanti sposi. Oper. Musik (1925): Ermanno Wolf-Ferrari. UA 1925
  - La vedova scaltra. Oper. Musik (1930–1931): Ermanno Wolf-Ferrari. UA 1931
  - Il campiello. Oper. Musik (1936): Ermanno Wolf-Ferrari. UA 1936
- Edmond Gondinet (1828–1888)
- Alice Goodman (* 1958)
  - Nixon in China. Oper. Musik: John Adams. UA 22. Oktober 1987 Houston (Grand Opera)
  - The Death of Klinghoffer. Oper. Musik: John Adams. UA 19. März 1991 Brüssel (La Monnaie)
- Friedrich Wilhelm Gotter (1746–1797)
- Karl Dietrich Gräwe (1937–2019)
  - Lou Salomé. Oper. Musik: Giuseppe Sinopoli. UA 10. Mai 1981 München (Nationaltheater)
- Colin Graham (1931–2007)
- Charles Granvallet
  - La grand’tante. Opéra-comique in einem Akt (zusammen mit Jules Adenis). Musik: Jules Massenet. UA 3. April 1867 Paris (Opéra-Comique)
- Günter Grass (1927–2015)
  - Stoffreste (1958). Ballett in einem Akt. Musik: Aribert Reimann. UA 1959 Essen (Städtische Bühnen)
  - Die Vogelscheuchen. Ballett in 3 Akten (zusammen mit Marcel Luipart). Musik: Aribert Reimann. UA 7. Oktober 1970 Berlin (Deutsche Oper)
- Robert Gratzer (1948–2004)
- Joseph Gregor (1888–1960)
  - Friedenstag. Oper (zusammen mit Stefan Zweig). Musik (1934–1936): Richard Strauss. UA 1938 München
  - Daphne. Bukolische Tragödie (Oper). Musik: Richard Strauss. UA 1938 Dresden
  - Die Liebe der Danae (1940). Oper. Musik: Richard Strauss. UA 1952 Salzburg
  - Capriccio. Konversationsstück für Musik (Oper; zusammen mit Stefan Zweig, Richard Strauss, Clemens Krauss und Hans Swarowsky). Musik: Richard Strauss. UA 1942 München
  - An den Baum Daphne. Motette. Musik (1943): Richard Strauss
- George Gribble
  - Bluff. Operette (zusammen mit Karl Michael von Levetzow). Musik (1924/25; nicht aufgeführt): Ernst Krenek
- Franz Grillparzer (1791–1872)
  - Melusina. Romantische Oper (1822/23). Musik: Conradin Kreutzer. UA 1833
- Vincenzo Grimani (1655–1710)
  - Agrippina. Oper in 3 Akten. Musik (1708/09): Georg Friedrich Händel. UA 26. Dezember 1709 Venedig (Teatro San Giovanni Grisostomo)
- Jörg W. Gronius (* 1952)
  - Ganna oder die Wahnwelt. Oper in 4 Akten. Musik: Hans Kraus-Hübner. UA 18. Oktober 2007 Fürth (Stadttheater)
- Fritz Grünbaum (1880–1941)
  - Des Königs Nachbarin. Singspiel aus dem deutschen Rokoko (zusammen mit Wilhelm Sterk). Musik: Leon Jessel. UA 1923 Berlin
  - Meine Tochter Otto. Operette (zusammen mit Wilhelm Sterk). Musik: Leon Jessel. UA 1924 Berlin
- Durs Grünbein (* 1962)
  - Berenice. Oper. Musik: Johannes Maria Staud. UA 2004
- Gustaf Gründgens (1899–1963)
  - Liselott. Singspiel (zusammen mit Richard Keßler). Musik: Eduard Künneke. UA 17. Februar 1932 Berlin (Admiralspalast)
- Alfred Grünwald (1884–1951)
  - Die Rose von Stambul. Operette (zusammen mit Julius Brammer). Musik: Leo Fall. UA 1916
  - Der letzte Walzer. Operette (zusammen mit Julius Brammer). Musik: Oscar Straus. UA 1920
  - Gräfin Mariza. Operette (zusammen mit Julius Brammer). Musik: Emmerich Kálmán. UA 1924
  - Die Zirkusprinzessin. Operette (zusammen mit Julius Brammer). Musik: Emmerich Kálmán. UA 1926
  - Die gold’ne Meisterin. Operette (zusammen mit Julius Brammer). Musik: Edmund Eysler. UA 1927
  - Viktoria und ihr Husar. Operette (zusammen mit Fritz Löhner-Beda). Musik: Paul Abraham. UA 1930
  - Die Blume von Hawaii. Operette (zusammen mit Emmerich Földes und Fritz Löhner-Beda). Musik: Paul Abraham. UA 1931
  - Ball im Savoy. Operette (zusammen mit Fritz Löhner-Beda). Musik: Paul Abraham. UA 1932
  - Libretti für Franz Lehár und Robert Stolz
- James Grun (1868–1928)
  - Der arme Heinrich. Musikdrama. Musik (1891–1893): Hans Pfitzner. UA 1895
  - Seejungfräulein. Konzert-Szene. Musik (1897): Eugen d’Albert
  - Die Rose vom Liebesgarten. Romantische Oper. Musik (1897–1900): Hans Pfitzner. UA 1901
- Claudio Guastalla (1880–1948)
  - Belfagor. Commedia lirica (Oper). Musik (1920–1922): Ottorino Respighi. UA 1923
  - La campana sommersa (Die versunkene Glocke). Oper (nach Gerhart Hauptmann). Musik (1924–1927): Ottorino Respighi. UA (in deutscher Textfassung von Werner Wolff) 1927, (mit Originaltext) 1929
  - Maria egiziaca (Die ägyptische Maria). Mysterium (Oper; auch als Oratorium aufführbar). Musik (1929–1931): Ottorino Respighi. UA 1932
  - Belkis, Regina di Saba (Belkis, Königin von Saba). Ballett-Oratorium. Musik (1931): Ottorino Respighi. UA 1932
  - La fiamma (Die Flamme). Melodramma (Oper). Musik (1931–1933): Ottorino Respighi. UA 1934
  - Lucrezia. Istoria (Oper). Musik: Ottorino Respighi (1935/36; Fragment, ergänzt von Elsa Respighi und Ennio Porrino [1910–1959]). UA 1937
- Olindo Guerrini (1845–1916)
  - Marcella. Idillio moderno (Oper) in 3 Akten (zusammen mit Édouard Adenis und Henri Cain). UA 9. November 1907 Mailand (Teatro Lirico)
- Bernhard Gugler (1812–1880)
- Edmond Guiraud (1879–1961)
  - Marie Victoire. Oper. Musik (1912–1914): Ottorino Respighi. UA 2004
- Ferdinand Gumbert (1818–1896)

## H
- Roland Haas
  - Hunger und Durst. Oper. Musik (1985): Violeta Dinescu. UA 1986 Freiburg
- Ursula Haas (* 1943)
  - Medea Monolog. Musik: Rolf Liebermann. UA 1990. – Erweiterung: Freispruch für Medea. Oper. Musik: Rolf Liebermann. UA 1995. – Neufassung: Medea. Oper. Musik: Rolf Liebermann. UA 2001. Revidierte Neufassung: UA 2002
  - Flöten des Lichts. Konzertantes Stück. Musik: Adriana Hölszky. UA 1990
  - Boehlendorff. Kammeroper. Musik: Paul Engel. UA 1998
  - In Zwischen. Liederzyklus. Musik: Karola Obermüller. UA 2004
  - Getäuscht hat sich der Albatros. Liederzyklus. Musik: Paul Engel. UA 2005
- Peter Hacks (1928–2003)
  - Noch einen Löffel Gift, Liebling? Komische Kriminaloper. Musik: Siegfried Matthus. UA 1972
  - Omphale. Oper. Musik: Siegfried Matthus. UA 1976
- Klaus Händl (* 1969)
  - Häftling von Mab (Oper). Musik: Eduard Demetz. UA 2002 Innsbruck (Tiroler Landestheater)
  - Vom Mond (Oper). Musik: Klaus Lang. UA 2006 Innsbruck (Tiroler Landestheater)
- Karl Haffner (1804–1876)
  - Die Fledermaus. Operette (zusammen mit Richard Genée). Musik: Johann Strauss (Sohn). UA 5. April 1874 Wien (Theater an der Wien)
- Vítězslav Hálek (1835–1874)
  - Die Erben des Weißen Berges. Hymnus. Musik (1872): Antonín Dvořák
- Léon Halévy (1802–1883)
- Ludovic Halévy (1834–1908)
  - Les Brigands (Die Banditen; Die Räuber). Opéra-bouffe in 3 Akten (zusammen mit Henri Meilhac). Musik: Jacques Offenbach. UA 10. Dezember 1869 Paris (Théâtre des Variétés)
  - Libretti für Jacques Offenbach, Georges Bizet u. a.
- Newburgh Hamilton
  - Alexander’s Feast. Oratorium. Musik (1735/36): Georg Friedrich Händel. UA 1736 London
  - Samson. Oratorium. Musik (1741/42): Georg Friedrich Händel. UA 1743 London
- Oscar Hammerstein (1895–1960)
  - Libretti für Jerome Kern, Sigmund Romberg und Richard Rodgers
- Kornél Hamvai (* 1969)
  - Love and Other Demons. Musik (2007/08): Péter Eötvös. UA 10. August 2008 Glyndebourne Festival Opera
- Cesare Hanau
  - Il grillo del focolare. Commedia musicale (Oper) in 3 Akten. Musik (1905–1907): Riccardo Zandonai. UA 1908 Turin
- Bruno Hardt-Warden (1883–1954)
  - Fredigundis. Oper in 3 Akten (5 Szenen) (zusammen mit Ignaz Michael Welleminsky). Musik: Franz Schmidt. UA 19. Dezember 1922 Berlin (Staatsoper Unter den Linden)
  - Wenn die kleinen Veilchen blühen. Singspiel (Operette) in 2 Teilen (6 Bildern). Musik: Robert Stolz. UA 1. April 1932 Den Haag (Prinzessin-Theater)
  - Hofball in Schönbrunn. Operette in einem Vorspiel und 3 Akten (zusammen mit Josef Wenter). Musik: August Pepöck. UA 3. September 1937 Wien.
  - Balkanliebe. Operette in 4 Bildern (zusammen mit Erik Kahr). Musik: Rudolf Kattnigg. UA 22. Dezember 1937 Leipzig (Zentraltheater).
- Sheldon Harnick (1924–2023)
  - Libretti für Richard Rodgers, Jack Beeson, Jerry Bock, David Baker, Michel Legrand, Joe Raposo und für sich selbst
- Georg Philipp Harsdörffer (1607–1658)
  - Das geistlich Waldgedicht oder Freudenspiel, genant Seelewig. Musik: Sigmund Theophil Staden. UA Nürnberg 1644
- David Harsent (* 1942)
  - Gawain. Oper. Musik (1990/91): Harrison Birtwistle. UA 1991. – Neufassung: UA 1994
  - Serenade the Silkie. Musik: Julian Grant (* 1960). UA 1994
  - The Woman and the Hare. Liederzyklus. Musik: Harrison Birtwistle. UA 1999
  - When She Died. Events following the death of Diana. Fernsehoper. Musik: Jonathan Dove (* 1959). UA 2002. – Bühnenfassung: UA 2007
  - The Ring Dance of the Nazarene. Musik: Harrison Birtwistle. UA 2003
  - The Minotaur. Oper. Musik: Harrison Birtwistle. UA 2008.
  - Crime Fiction. Kammeroper. Musik (2008): Huw Watkins (* 1976). UA 2009
  - The Hoop of the World. Oper. Musik: Alan Lawrence (* 1949)
- Lorenz Hart (1895–1943)
- Gwen Harwood (1920–1995)
  - Libretti für James Penberthy, Larry Sitsky, Don Kay, Ian Cugley
- Hans Hauenstein (1912–1989)
- Elisabeth Hauptmann (1897–1973)
  - Die Dreigroschenoper (zusammen mit Bertolt Brecht). Musik: Kurt Weill. UA 1928
  - Happy End. Musical (zusammen mit Bertolt Brecht). Musik: Kurt Weill. UA 1929
- Nicola Francesco Haym (1678–1729)
- Frans Hedberg (1828–1908)
- Heinrich Heine (1797–1856)
  - Der Doktor Faust. Ein Tanzpoem (1846/47). – Musik: Bertold Hummel (Faustszenen). UA (konzertant) 1979
- Jarl Hemmer (1893–1944)
  - Jordens sång (Das Lied von der Erde; 1919). Kantate. Musik: Jean Sibelius
- Carla Henius (1919–2002)
  - Ein Traumspiel (1964). Oper. Musik: Aribert Reimann. UA 20. Juni 1965 Kiel
- Claus H. Henneberg (1936–1998)
  - Melusine. Oper. Musik: Aribert Reimann. UA 1971
  - Kinkakuji (Der goldene Pavillon). Oper. Musik: Toshirō Mayuzumi. UA 1976
  - Fettklößchen. Oper. Musik: Karl Heinz Wahren. UA 1976
  - Lear. Oper. Musik: Aribert Reimann. UA 1978
  - Enrico. Oper. Musik: Manfred Trojahn. UA 1991
  - Drei Schwestern. Oper. Musik: Péter Eötvös. UA 1998
  - Was ihr wollt. Oper. Musik: Manfred Trojahn. UA 1998
  - Thomas Chatterton. Oper. Musik: Matthias Pintscher. UA 1998
  - Die Sündflut. Musiktheaterstück (zusammen mit Michael Hampe). Musik: Wilfried Maria Danner. UA 2002
- Christian Friedrich Henrici (Pseudonym Picander; 1700–1764)
  - Matthäuspassion. Musik: Johann Sebastian Bach. UA 1727 (1729?)
  - Markuspassion. Musik (verschollen): Johann Sebastian Bach. UA 1731
  - Schweigt stille, plaudert nicht (Kaffeekantate; 1732). Musik (1734): Johann Sebastian Bach. – (Auch von anderen Komponisten vertont)
  - zahlreiche weitere Kantatentexte für Johann Sebastian Bach
- Marc Henry (1873–1943)
  - Die toten Augen. Bühnendichtung (Oper; zusammen mit Hanns Heinz Ewers). Musik (1912/13): Eugen d’Albert. UA 1916
- Heinz Hentschke (1895–1970)
  - Maske in Blau. Operette in zwei Teilen (sechs Bildern) (zusammen mit Günther Schwenn). Musik: Fred Raymond. UA 27. September 1937 Berlin (Metropol-Theater).
  - Die oder Keine. Operette in zwei Teilen (zehn Bildern) (zusammen mit Günther Schwenn). Musik: Ludwig Schmidseder. UA 20. März 1939 Berlin (Metropol-Theater).
  - Frauen im Metropol. Operette in zehn Bildern (zusammen mit Günther Schwenn). Musik: Ludwig Schmidseder. UA 27. September 1940 Berlin (Metropol-Theater).
- Rudolf Herfurtner (* 1947)
  - Gloria von Jaxtberg. Kammeroper. Musik: HK Gruber. UA 1994
  - Die Waldkinder. Kammeroper. Musik: Wilfried Hiller. UA 1998
  - Eduard auf dem Seil. Oper. Musik: Wilfried Hiller. UA 1999
  - Pinocchio. Oper. Musik: Wilfried Hiller. UA 2002
- Hermann Hermecke (1892–1961)
  - Liebe in der Lerchengasse. Operette. Musik: Arno Vetterling. UA 1936
  - Monika. Operette. Musik: Nico Dostal. UA 1937
  - Die ungarische Hochzeit. Operette. Musik: Nico Dostal. UA 1939
  - Doktor Eisenbart. Operette. Musik: Nico Dostal. UA 1952
- Rafael Hertzberg (1845–1896)
  - Jungfrun i tornet (Die Jungfrau im Turm). Musik: Jean Sibelius. UA 1896
- Peter Herz (1895–1987)
  - Libretti für Bruno Granichstaedten, Albert Szirmai, Leo Ascher, Fred Raymond u. a.
- Ludwig Herzer (1872–1939)
- DuBose Heyward (1885–1940)
  - Porgy and Bess. Oper (zusammen mit Ira Gershwin). Musik: George Gershwin. UA 1935
- Franz Carl Hiemer (1768–1822)
  - Apollos Wettgesang. Musik: Wilhelm Sutor (1774–1828). UA 1808
  - Silvana, das Waldmädchen. Musik: Carl Maria von Weber. UA 16. September 1810 Frankfurt am Main (Comoedienhaus am Roßmarkt)
  - Abu Hassan. Singspiel in einem Akt. Musik (1810/11): Carl Maria von Weber. UA 4. Juni 1811 München (Residenztheater)
  - L’Abbé de l’Attaignant oder Die Theaterprobe. Musik: Franz Danzi. UA 1820
- Paul Hindemith (1895–1963)
  - Mathis der Maler. Oper in 7 Bildern. Musik: Paul Hindemith. UA 28. Mai 1938 Zürich (Opernhaus)
- Moriz Hoernes (1852–1917)
  - Manuel Venegas. Oper (1897). Musik (1897; Fragment): Hugo Wolf
- Nicholas von Hoffman (1929–2018)
  - Nicholas and Alexandra. Oper. Musik: Deborah Drattell. UA 2003 Los Angeles (Opera)
- Rudolf Stephan Hoffmann (1878–1939)
  - Die Lästerschule. Oper. Musik: Paul von Klenau. UA 1926
  - Maximilien. Historische Oper (zusammen mit Franz Werfel und Armand Lunel). Musik (1930/31): Darius Milhaud. UA 1932
- Adolf Hoffmeister (1902–1973)
  - Brundibár. Kinderoper in 2 Akten. Musik (1938): Hans Krása. UA 1941 Prag (Jüdisches Kinderheim)
- Hugo von Hofmannsthal (1874–1929)
  - Der Triumph der Zeit. Ballett (1900). Musik (Fragment): Alexander von Zemlinsky. UA (Auszüge) 1903, (komplettes Fragment) 1992
  - Elektra (1908). Tragödie (Oper). Musik: Richard Strauss. UA 1909
  - Der Rosenkavalier (1909/10). Komödie für Musik (Oper). Musik: Richard Strauss. UA 1911
  - Ariadne auf Naxos
    - 1. Fassung (1911): Oper in einem Aufzug (kombiniert mit Hofmannsthals Bearbeitung von Molières Komödie Der Bürger als Edelmann). Musik: Richard Strauss. UA 25. Oktober 1912 Stuttgart (Kleines Haus des Hoftheaters)
    - 2. Fassung (1913): Oper in einem Vorspiel und einem Aufzug. Musik: Richard Strauss. UA 4. Oktober 1916 Wien (Hofoper)

  - Josephs Legende (1912). Pantomime (Ballett; zusammen mit Harry Graf Kessler). Musik: Richard Strauss. UA 1914 Paris
  - Cantate (1914). Musik: Richard Strauss. UA 1914(?)
  - Die Frau ohne Schatten (1913–1915). Oper. Musik: Richard Strauss. UA 1919
  - Die Biene (Ballett-Pantomime; 1914). Musik: Clemens von Franckenstein. UA 1916 Darmstadt
  - Achilles auf Skyros (1914–1925). Ballett. Musik: Egon Wellesz. UA März 1926 Stuttgart
  - Die ägyptische Helena (1923–1926). Oper in 2 Akten. Musik: Richard Strauss. UA 6. Juni 1928 Dresden (Staatsoper)
  - Arabella (1927–1929). Lyrische Komödie (Oper) in 3 Aufzügen. Musik: Richard Strauss. UA 1. Juli 1933 Dresden (Staatsoper)
- Felix Hollaender (1867–1931)
  - Die fromme Helene. Operette (zusammen mit Arthur Kahane). Musik: Friedrich Hollaender. UA 1923 Berlin
- Friedrich Hollaender (1896–1976)
  - Bumbo Mumbo. Operette. Musik: Friedrich Hollaender. UA 1912 Berlin
  - Das hab ich mir gedacht. Kabarett-Revue (zusammen mit Martinsberg-Reimer). Musik: Friedrich Hollaender. UA 1924 München
  - Laterna magica. Kabarett-Revue. Musik: Friedrich Hollaender. UA 1926 Berlin
  - Das bist du! Kabarett-Revue. Musik: Friedrich Hollaender. UA 1927 Berlin
  - Bei uns um die Gedächtniskirche rum. Kabarett-Revue (zusammen mit Moriz Seeler). Musik: Friedrich Hollaender. UA 1927 Berlin
  - Es kommt jeder dran! Kabarett-Revue. Musik: Friedrich Hollaender. UA 1928 Berlin
  - Bitte einsteigen! Kabarett-Revue. Musik: Friedrich Hollaender. UA 1928 Berlin
  - Das spricht Bände. Kabarett-Revue. Musik: Rudolf Nelson. UA 1929 Berlin
  - Der rote Faden. Kabarett-Revue (zusammen mit Marcellus Schiffer). Musik: Rudolf Nelson. UA 1930 Berlin
  - Quick. Kabarett-Revue (zusammen mit Marcellus Schiffer). Musik: Rudolf Nelson. UA 1930 Berlin
  - Tingel-Tangel. Kabarett-Revue. Musik: Friedrich Hollaender. UA 1931 Berlin
  - Das zweite Programm. Kabarett-Revue. Musik: Friedrich Hollaender. UA 1931 Berlin
  - Spuk in der Villa Stern. Kabarett-Revue. Musik: Friedrich Hollaender. UA 1931 Berlin
  - Allez-Hopp! Kabarett-Revue. Musik: Friedrich Hollaender. UA 1931 Berlin
  - Höchste Eisenbahn. Kabarett-Revue. Musik: Friedrich Hollaender. UA 1932 Berlin
  - Allez-Oop! Kabarett-Revue. Musik: Friedrich Hollaender. UA 1934 Hollywood
  - All Aboard. Kabarett-Revue. Musik: Friedrich Hollaender. UA 1934 Hollywood
  - Scherzo. Ein Spiel mit Musik. Musik: Friedrich Hollaender. UA 1956 Hamburg
  - Hoppla, aufs Sofa! Kabarett-Revue. Musik: Friedrich Hollaender. UA 1957 München
  - Der große Dreh. Kabarett-Revue. Musik: Friedrich Hollaender. UA 1958 München
  - Es ist angerichtet! Kabarett-Revue. Musik: Friedrich Hollaender. UA 1958 München
  - Rauf und runter. Kabarett-Revue. Musik: Friedrich Hollaender. UA 1959 München
  - Futschikato! Kabarett-Revue. Musik: Friedrich Hollaender. UA 1961 München
  - Das Blaue vom Himmel. Musikalische Komödie (zusammen mit Robert Gilbert und Per Schwenzen). Musik: Friedrich Hollaender. UA 1959 Nürnberg
  - Adam und Eva. Musical. Musik: Friedrich Hollaender. UA 1981 Würzburg
- Lukas Holliger (* 1971)
- Karl von Holtei (1798–1880)
  - Des Adlers Horst. Romantisch-komische Oper. Musik: Franz Gläser. UA 29. Dezember 1832 Berlin (Königsstädtisches Theater)
- Henri Hoppenot (1891–1977)
  - L’Enlèvement d’Europe (Die Entführung der Europa). Opéra-minute. Musik (1927): Darius Milhaud. UA 1927
  - L’Abandon d’Ariane (Die verlassene Ariadne). Opéra-minute. Musik (1927): Darius Milhaud. UA 1928
  - La Délivrance de Thésée (Der befreite Theseus). Opéra-minute. Musik (1927): Darius Milhaud. UA 1928
- Antoine Houdar de la Motte (1672–1731)
- Robert Howard (1626–1698)
  - The Indian Queen. Semi-opera (zusammen mit John Dryden). Musik: Henry Purcell und Daniel Purcell. UA Juni(?) und / oder November / Dezember 1695 London (Dorset Garden)
- Dánial Hoydal (* 1976)
  - Í Óðamansgarði (Im Garten des Verrückten). Oper. Musik: Sunleif Rasmussen. UA 12. Oktober 2006 Tórshavn (Haus des Nordens)
- Franz Xaver Huber (1755–1814)
  - Das unterbrochene Opferfest. Heroisch-komische Oper in zwei Aufzügen. Wien 1796. Musik: Peter von Winter.
  - Der Wildfang. Komische Oper in zwei Aufzügen. Nach August von Kotzebue. Wien 1797.
  - Die edle Rache. Komische Oper in zwei Aufzügen. Musik: Franz Xaver Süßmayr. 1799.
  - Der Bettelstudent. Komische Oper in zwei Aufzügen. Musik: Wenzel Müller. Wien 1800.
  - Die Karavane von Kairo. Heroisch-komische Oper in 3 Akten. Musik: André-Ernest-Modeste Grétry. 1801.
  - Samori. Große heroische Oper in zwei Akten. Musik: Georg Joseph Vogler. Wien 1803.
  - Christus am Ölberge. Oratorium. Musik: Ludwig van Beethoven. Wien 1803.
  - Der Zerstreute. Komische Oper in drei Akten. Musik: Franz Teyber. 1805.
  - Die Prüfung. Singspiel in zwei Aufzügen. Musik: Adalbert Gyrowetz. 1813
- Langston Hughes (1902–1967)
  - Street Scene. Oper (zusammen mit Elmer Rice). Musik: Kurt Weill. UA 1947
  - Troubled Island. Oper (zusammen mit Verna Arvey [1910–1987]). Musik: William Grant Still. UA 1949
  - The Barrier (Die Schranke oder Der Mulatte, Il Mulatto). Oper. Musik: Jan Meyerowitz. UA 1950
  - Esther. Oper. Musik: Jan Meyerowitz. UA 1960
- Victor Hugo (1802–1885)
  - La Esmeralda. Oper. Musik (1836): Louise Bertin. UA 1836
- Hedwig Humperdinck (1862–1916)
  - Die Heirat wider Willen. Komische Oper. Musik (1902–1905): Engelbert Humperdinck. UA 1905
- Christian Friedrich Hunold (1680–1721; Pseudonym Menantes)
- Ludwig Husnik
  - Das blaue Wunder. Operette in 3 Akten. Musik Igo Hofstetter. UA 1958
  - Roulette der Herzen. Operette in 3 Akten (5 Bildern). Musik Igo Hofstetter. UA 1964 Linz Landestheater
- David Henry Hwang (* 1957)
  - Alice in Wonderland. Oper. Musik: Unsuk Chin. UA 30. Juni 2007 München (Bayerische Staatsoper)

## I
- Johann Jakob Ihlée (1762–1827)
  - Zemire und Azor. Romantische Oper in 2 Akten. Musik (1818/19): Louis Spohr. UA 4. April 1819 Frankfurt am Main (Comoedienhaus am Roßmarkt)
- Luigi Illica (1857–1919)
  - Il vassalo di Szegith. Oper (zusammen mit Francesco Pozza [?–1921]). Musik: Antonio Smareglia. UA 1884
  - La Wally. Dramma lirico (Oper). Musik: Alfredo Catalani. UA 1889
  - Cristoforo Colombo. Dramma lirico (Oper). Musik: Alberto Franchetti. UA 1892/1923
  - Manon Lescaut. Oper (zusammen mit Ruggero Leoncavallo, Marco Praga, Domenico Oliva, Giuseppe Giacosa, Giulio Ricordi). Musik: Giacomo Puccini. UA 1893
  - Cornelius Schütt. Oper. Musik: Antonio Smareglia. UA 1893
  - Le martire. Oper. Musik: Spyros Samaras. UA 1894
  - Nozze istriane. Oper. Musik: Antonio Smareglia. UA 1895
  - La Bohème. Oper (zusammen mit Giuseppe Giacosa). Musik: Giacomo Puccini. UA 1896
  - Andrea Chénier. Oper in 4 Akten. Musik: Umberto Giordano. UA 28. März 1896 Mailand (Scala)
  - Iris. Oper. Musik: Pietro Mascagni. UA 1898
  - Tosca. Oper (zusammen mit Giuseppe Giacosa). Musik: Giacomo Puccini. UA 1900
  - Anton. Oper. Musik: Cesare Galleotti. UA 1900
  - Medioevo Latino. Oper. Musik: Ettore Panizza (1875–1967). UA 1900
  - Le maschere. Oper. Musik: Pietro Mascagni. UA 1901
  - Il cuore della fanciulla. Oper. Musik: Crescenzo Buongiorno (1864–1903). UA 1901
  - Lorenza. Oper. Musik: Edoardo Mascheroni (1852–1941). UA 1901
  - Germania. Dramma lirico (Oper). Musik: Alberto Franchetti. UA 1902
  - Nadeya. Oper. Musik: Cesare Rossi. UA 1903
  - Siberia. Oper. Musik: Umberto Giordano. UA 1903
  - Madama Butterfly. Oper (zusammen mit Giuseppe Giacosa). Musik: Giacomo Puccini. UA 1904
  - Cassandra. Oper. Musik: Vittorio Gnecchi (1876–1954). UA 1905
  - Tess. Oper. Musik: Camille Erlanger (1863–1919). UA 1906
  - Aurora. Oper. Musik: Ettore Panizza. UA 1908
  - Il principe Zilah. Oper. Musik: Franco Alfano. UA 1909
  - Héllera. Melodramma (Oper). Musik: Italo Montemezzi. UA 1909
  - La Perugina. Oper. Musik: Edoardo Mascheroni. UA 1909
  - Isabeau. Oper. Musik: Pietro Mascagni. UA 1911
  - Giove a Pompei. Commedia musicale (Oper; zusammen mit Ettore Romagnoli [1871–1938]). Musik: Alberto Franchetti, Umberto Giordano. UA 1921
- Lotte Ingrisch (1930–2022)
- Jarosław Iwaszkiewicz (1894–1980)
  - Król Roger (König Roger). Oper. Musik (1918–1925): Karol Szymanowski. UA 1936

## J
- Wilhelm Jacoby (1855–1925)
  - Die beiden Husaren. Operette (zusammen mit Rudolf Schanzer). Musik: Leon Jessel. UA 6. Februar 1913 Berlin (Theater des Westens)
- Francis Jammes (1868–1938)
  - La Brebis égarée. Roman musical (Oper). Musik (1910–1914): Darius Milhaud. UA 1923
- Leoš Janáček (1854–1928)
  - Z mrtvého domu (Aus einem Totenhaus; 1927/28). Oper in 3 Akten. Musik: Leoš Janáček. UA 12. April 1930 Brünn (Nationaltheater)
- Edmond Jeanneret
  - Le Théâtre du monde. Oper. Musik (1956): Heinrich Sutermeister. UA 1957 Neuchâtel
- Elfriede Jelinek (* 1946)
  - Bählamms Fest. Musiktheaterstück. Musik (1997/98): Olga Neuwirth. UA 1999
  - Lost Highway. Musiktheaterstück. Musik: Olga Neuwirth. UA 2003
- Charles Jennens (~1700/01–1773)
  - Saul. Oratorium. Musik (1738): Georg Friedrich Händel. UA 1739 London
  - L’Allegro, il Penseroso ed il Moderato. Oratorium. Musik (1740): Georg Friedrich Händel. UA 1740 London
  - Messiah. Oratorium. Musik (1741/42): Georg Friedrich Händel. UA 1742 Dublin
  - Belshazzar. Oratorium. Musik (1744): Georg Friedrich Händel. UA 1745 London
- Walter Jens (1923–2013)
  - Der Ausbruch. Eine Parabel (Oper). Musik: Argyris Kounadis. UA 25. August 1975 Bayreuth
- Wiktor Wladimirowitsch Jerofejew (* 1947)
  - Leben mit einem Idioten. Oper in 2 Akten (4 Szenen). Musik (1991): Alfred Schnittke. UA 1992 Amsterdam
- Georgij Jonin
  - Die Nase. Oper (zusammen mit Jewgeni Samjatin, Aleksandr Prejs und Dmitri Schostakowitsch). Musik (1927/28): Dmitri Schostakowitsch. UA 1930 Leningrad
- Victor-Joseph Étienne de Jouy (1764–1846)
  - Les Abencérages. Oper. Musik (1813): Luigi Cherubini. UA 1813
  - Moïse et Pharaon (Moses und Pharao). Oper (zusammen mit Luigi Balocchi). Musik (1827): Gioachino Rossini. UA 1827
  - Guillaume Tell (Wilhelm Tell). Oper (zusammen mit Hippolyte Bis). Musik (1828): Gioachino Rossini. UA 1829
  - Milton. Opéra-comique (zusammen mit Armand-Michel Dieulafoy). Musik (1804): Gaspare Spontini. UA 1804
  - La vestale (Die Vestalin). Oper. Musik (1805–07): Gaspare Spontini. UA 1807
  - Fernand Cortez. Oper (zusammen mit Joseph Esménard). Musik (1809): Gaspare Spontini. UA 1809
- Werner Juker (1893–1977)
  - Das Laupen-Festspiel. Musik (1942): Heinrich Sutermeister. UA 1942 Bern

## K
- Mauricio Kagel (1931–2008; für sich selbst)
- Arthur Kahane (1872–1932)
  - Die fromme Helene. Operette (zusammen mit Felix Hollaender). Musik: Friedrich Hollaender. UA 1923 Berlin
- Georg Kaiser (1878–1945)
  - Der Protagonist. Oper. Musik (1924/25): Kurt Weill. UA 1926
  - Der Zar läßt sich photographieren. Komische Oper. Musik (1927/28): Kurt Weill. UA 1928
  - Der Silbersee. Stück mit Musik (Musical). Musik (1932/33): Kurt Weill. UA 1933
- Chester Kallman (1921–1975)
  - The Rake’s Progress. Oper (zusammen mit Wystan Hugh Auden). Musik (1948–1951): Igor Strawinsky. UA 1951
  - Delia, or A masque of Night (1953). Oper (zusammen mit Wystan Hugh Auden; nicht vertont)
  - Elegy for Young Lovers (Elegie für junge Liebende). Oper (zusammen mit Wystan Hugh Auden). Musik: Hans Werner Henze. UA 1961
  - The Bassarids (Die Bassariden). Oper in einem Akt mit Intermezzo (zusammen mit Wystan Hugh Auden). Musik: Hans Werner Henze. UA 6. August 1966 Salzburg (Großes Festspielhaus)
  - Love’s Labour’s Lost. Oper (zusammen mit Wystan Hugh Auden). Musik: Nicolas Nabokov. UA 1973
  - Panfilo and Lauretta. Oper. Musik: Carlos Chávez Ramírez. UA 1957. – Neufassung: Love Propitiated. Musik: Carlos Chávez Ramírez. UA 1961
- Leo Kastner (= Christian Eckelmann)
  - Die kleine Studentin. Operette (zusammen mit Alfred Möller). Musik: Leon Jessel. UA 1926 Stettin
  - Mädels, die man liebt. Ein Spiel von Jugend und Lebenslust (Operette; zusammen mit Alfred Möller). Musik: Leon Jessel. UA 1927 Hamburg
- Gustav Kastropp (1844–1925)
  - Der Improvisator. Oper. Musik: Eugen d’Albert. UA 1902
- Johan Henrik Kellgren (1751–1795)
- Rudolf Kelterborn (1931–2021)
  - Die Errettung Thebens. Oper. Musik (1960–1962): Rudolf Kelterborn. UA 1963 Zürich
  - Der Kirschgarten (nach Anton Tschechow). Oper. Musik (1979–1981): Rudolf Kelterborn. UA 4. Dezember 1984 Zürich
  - Julia. Kammeroper (zusammen mit David Freeman). Musik (1989/90): Rudolf Kelterborn. UA 1991 Zürich
- Alfred Kerr (1867–1948)
  - Krämerspiegel (Liederzyklus). Musik (1918): Richard Strauss
  - Der Chronoplan. Oper, UA 1952 München, Bayerischer Rundfunk. Musik: Julia Kerr
- Harry Graf Kessler (1868–1937)
  - Josephslegende (1912). Pantomime (Ballett; zusammen mit Hugo von Hofmannsthal). Musik: Richard Strauss. UA 1914 Paris
- Richard Keßler (1875–1960)
  - Die blonde Liselott. Operette. Musik: Eduard Künneke. UA 25. Dezember 1927 Altenburg. – Neufassung: Liselott. Singspiel zusammen mit Gustaf Gründgens. Musik: Eduard Künneke. UA 17. Februar 1932 Berlin (Admiralspalast)
- Peter Kien (1919–1944)
  - Der Kaiser von Atlantis oder Die Tod-Verweigerung. Spiel (Kammeroper). Musik (1943/44): Viktor Ullmann. UA 1975 Amsterdam
- Johann Friedrich Kind (1768–1843)
  - Der Freischütz. Romantische Oper in 3 Aufzügen. Musik: Carl Maria von Weber. UA 18. Juni 1821 Berlin (Königliches Schauspielhaus)
- Georg C. Klaren (1900–1962)
  - Der Zwerg. Tragisches Märchen für Musik (Oper). Musik (1919–1921): Alexander von Zemlinsky. UA 1922
- Lore Klebe (geb. Schiller) (1924[?]–2001)
  - Die Räuber. Oper (zusammen mit Giselher Klebe). Musik: Giselher Klebe. UA 3. Juni 1957 Düsseldorf. Neufassung 1962
  - Die tödlichen Wünsche (Das Chagrin-Leder). Oper (zusammen mit Giselher Klebe). Musik: Giselher Klebe. UA 14. Juni 1959 Düsseldorf
  - Die Ermordung Cäsars. Oper (zusammen mit Giselher Klebe). Musik: Giselher Klebe. UA 20. September 1959 Essen
  - Alkmene. Oper (zusammen mit Giselher Klebe). Musik: Giselher Klebe. UA 25. September 1961 Berlin (Deutsche Oper). Neufassung: UA 1962 Detmold
  - Figaro lässt sich scheiden. Oper (zusammen mit Giselher Klebe). Musik: Giselher Klebe. UA 28. Juni 1963 Hamburg (Staatsoper). Neufassung 1984
  - Jacobowsky und der Oberst. Oper. Musik: Giselher Klebe. UA 2. November 1965 Hamburg (Staatsoper)
  - Das Märchen von der schönen Lilie. Oper. Musik: Giselher Klebe. UA 15. Mai 1969 Schwetzingen (Festspiele)
  - Ein wahrer Held. Oper (zusammen mit Giselher Klebe). Musik: Giselher Klebe. UA 18. Januar 1975 Zürich
  - Das Mädchen aus Domrémy. Oper (zusammen mit Giselher Klebe). Musik: Giselher Klebe. UA 19. Juni 1976 Stuttgart (Staatsoper)
  - Das Rendezvous. Oper. Musik: Giselher Klebe. UA 1977 Hannover
  - Der Jüngste Tag. Oper. Musik: Giselher Klebe. UA 1980 Mannheim
  - Die Fastnachtsbeichte. Oper. Musik: Giselher Klebe. UA 20. Dezember 1983 Darmstadt
  - Gervaise Macquart. Oper. Musik: Giselher Klebe. UA 1995 Düsseldorf
- Karl Klingemann (1798–1862)
- Paul Knepler (1879–1967)
  - Giuditta. Musikalische Komödie (Operette; zusammen mit Fritz Löhner-Beda). Musik: Franz Lehár. UA 1934
- Reinhard Knodt (1951–2022)
  - Legenden. Oratorium. Musik: Hans Kraus-Hübner. UA 13. September 2002 Heidenheim
- Poul Knudsen (1889–1974)
  - Scaramouche. Pantomime (Ballett). Musik (1913): Jean Sibelius. UA 1922
- G. von Koch
  - Die Minneburg. Oper. Musik (1904–1907): Arnold Mendelssohn. UA 1909
- Boris Kochno (1904–1990)
  - Mavra. Opera buffa. Musik (1921/22): Igor Strawinsky. UA 1922
  - Le sacre du printemps. Ballett (zusammen mit Nicholas Roerich). Musik (1910–1913): Igor Strawinsky. UA 1913
  - Die sieben Todsünden. Ballett mit Gesang (zusammen mit Bertolt Brecht). Musik: Kurt Weill. UA 1933
- Michael Köhlmeier (* 1949)
- Johann Ulrich von König (1688–1744)
  - Libretti für Reinhard Keiser, Georg Philipp Telemann u. a.
- Thomas Körner (* 1942)
  - R.Hot bzw. Die Hitze. Opernfantasie. Musik: Friedrich Goldmann. UA 1977
  - Leonce und Lena. Oper. Musik: Paul Dessau. UA 1979
  - Fanferlieschen Schönefüßchen. Märchenoper (zusammen mit Karin Körner). Musik: Kurt Schwertsik. UA 1983
  - Bremer Freiheit. Singwerk auf ein Frauenleben (Musiktheaterstück). Musik: Adriana Hölszky. UA 4. Juni 1988 München (1. Münchener Biennale)
  - Die Wände. Musiktheaterstück. Musik: Adriana Hölszky. UA 1995
  - Das Märchen nach ewig und drei Tagen. Opera-Silhouette. Musik: Wilfried Maria Danner. UA 2000
- Leonhard Kohl von Kohlenegg (1834–1875; Pseudonym Henrion Poly)
  - Die schöne Galathée. Komisch-mythologische Operette in einem Akt. Musik: Franz von Suppè. UA 30. Juni 1865 Berlin (Meysels Theater)
- Oskar Kokoschka (1886–1980)
  - Orpheus und Eurydike. Oper. Musik (1923): Ernst Krenek. UA 27. November 1926 Kassel (Staatstheater)
- Julius Korngold (1860–1945)
  - Der Ring des Polykrates. Heitere Oper (zusammen mit Leo Feld). Musik: Erich Wolfgang Korngold. UA 1916
  - Die tote Stadt. Oper (zusammen mit Erich Wolfgang Korngold). Musik: Erich Wolfgang Korngold. UA 1920
- Eliška Krásnohorská (1847–1926)
  - Lejla. Große romantische Oper. Musik (1867): Karel Bendl. UA 1868
  - Břetislav. Historische Oper. Musik (1869): Karel Bendl. UA 1870
  - Hubička (Der Kuß). Volkstümliche Oper. Musik (1875/76): Bedřich Smetana. UA 1876 Prag
  - Blaník. Oper. Musik (1874–1877): Zdeněk Fibich. UA 1881
  - Tajemství (Das Geheimnis). Komische Oper. Musik (1877/78): Bedřich Smetana. UA 1878 Prag
  - Čertova stěna (Die Teufelswand). Komisch-romantische Oper. Musik (1879–1882): Bedřich Smetana. UA 1882
  - Karel Škréta. Komische Oper. Musik: Karel Bendl. UA 1883
  - Viola. Romantische Oper. Musik (1874/75, 1883/84; Fragment): Bedřich Smetana. UA (konzertant) 1899, (szenisch) 1924
  - Dítě Tábora (Tabors Kind). Tragische Oper. Musik (1886–1888): Karel Bendl. UA 1892
- Clemens Krauss
  - Capriccio. Konversationsstück für Musik (Oper; zusammen mit Stefan Zweig, Joseph Gregor, Richard Strauss und Hans Swarowsky). Musik: Richard Strauss. UA 1942 München
- Helmut Krausser
  - Helle Nächte. Oper nach Knut Hamsun und Motiven aus Tausendundeiner Nacht. Musik: Moritz Eggert UA 1996 München
- Jean Kren
  - Die närrische Liebe. Singspiel. Musik: Leon Jessel. UA 1919 Berlin
- Ernst Krenek (1900–1991)
  - Der Sprung über den Schatten. Komische Oper. Musik (1923): Ernst Krenek. UA 9. Juni 1924 Frankfurt (Opernhaus)
  - Jonny spielt auf. Oper. Musik (1926): Ernst Krenek. UA 10. Februar 1927 Leipzig (Opernhaus)
  - Der Diktator. Tragische Oper. Musik (1926): Ernst Krenek. UA 6. Mai 1928 Wiesbaden (Staatstheater)
  - Das geheime Königreich. Märchenoper. Musik (1926/27): Ernst Krenek. UA 6. Mai 1928 Wiesbaden (Staatstheater)
  - Schwergewicht oder Die Ehre der Nation. Operette. Musik (1927): Ernst Krenek. UA 5. November 1927 Köln (Opernhaus)
  - Leben des Orest. Große Oper. Musik (1928/29): Ernst Krenek. UA 19. Januar 1930 Leipzig (Neues Theater)
  - Kehraus um St. Stephan. Satire mit Musik. Musik (1930): Ernst Krenek. UA 1988 Wien (Ronacher)
  - Karl V. Bühnenwerk mit Musik (Oper). Musik (1932/33): Ernst Krenek. UA 22. Juni 1938 Prag (Neues Deutsches Theater). – Neufassung: UA 11. Mai 1958 Düsseldorf (Deutsche Oper am Rhein)
  - What Price Confidence? Kammeroper. Musik (1945): Ernst Krenek. UA 22. Mai 1962 Saarbrücken (Stadttheater)
  - Dark Waters. Oper. Musik (1950/51): Ernst Krenek. UA 2. Mai 1951 Los Angeles (Bovard Auditorium)
  - Pallas Athene weint. Oper. Musik (1952/53): Ernst Krenek. UA 17. Oktober 1955 Hamburg (Staatsoper)
  - The Belltower. Oper. Musik (1955/56): Ernst Krenek. UA 17. März 1957 Urbana/Illinois (Lincoln Hall Theatre)
  - Ausgerechnet und verspielt. „Spiel“-Oper. Musik (1960–1962): Ernst Krenek. UA 25. Juli 1962 Wien (ORF)
  - Der Goldene Bock. Oper. Musik (1962/63): Ernst Krenek. UA 16. Juni 1964 Hamburg (Staatsoper)
  - Der Zauberspiegel. Fernsehoper. Musik (1963–1966): Ernst Krenek. UA 6. September 1967 München (Bayerischer Rundfunk)
  - Sardakai oder Das kommt davon. Oper. Musik (1968/69): Ernst Krenek. UA 27. Juni 1970 Hamburg (Staatsoper)
  - Flaschenpost vom Paradies oder Der englische Ausflug. Fernsehstück mit Musik. Musik (1972/73): Ernst Krenek. UA 8. März 1974 Wien (ORF)
- Franz Xaver Kroetz (* 1946)
  - Stallerhof. Oper. Musik (1986/87): Gerd Kühr. UA 3. Juni 1988 München (1. Münchener Biennale)
- Hellmuth Krüger (1890–1955)
  - Der! Die! Das! Kabarett-Revue. Musik: Friedrich Hollaender. UA 1925 München
- Rinaldo Küfferle (1903–1955)
  - Cefalo e Procri. Fabel (Oper). Musik (1934): Ernst Krenek. UA 15. September 1934 Venedig (Teatro Goldoni)
- Gabriele Küffner (* 1957)
  - Veit. Musical. Musik: Heinrich Hartl. UA 19. Juli 2007 Nürnberg (Tafelhalle)
- David Kunhardt (auch: Kuhnhardt)
  - Aglaja. Oper. Musik: Leo Blech. UA 1893 Aachen
  - Cherubina. Oper. Musik: Leo Blech. UA 1894 Aachen
- Harald Kunz
  - Die Witwe des Schmetterlings. Oper. Musik (1968): Isang Yun. UA 23. Februar 1969 Nürnberg (Opernhaus)
  - Geisterliebe. Oper. Musik (1969/70): Isang Yun. UA 20. Juni 1971 Kiel (Opernhaus)
  - Sim Tjong. Koreanische Legende. Musik (1971/72): Isang Yun. UA 1. August 1972 München (Nationaltheater)
- Michael Kunze (* 1943)
  - Libretti für Gershon Kingsley, Karel Svoboda, Sylvester Levay, Jim Steinman u. a.
- Harry Kupfer (1935–2019)
  - Die schwarze Maske. Oper (zusammen mit Krzysztof Penderecki). Musik: Krzysztof Penderecki. UA 15. August 1986 Salzburg (Kleines Festspielhaus)
- Jaroslav Kvapil (1868–1950)
  - Rusalka. Lyrisches Märchen (Oper). Musik (1900): Antonín Dvořák. UA 1901

## L
- Christine Dorothea Lachs (1672–nach 1716)
  - Der lachende Democritus, Leipzig 1704, (G.Ph. Telemann)
  - Cajus Caligula, Leipzig 1704 (G.Ph. Telemann)
  - Germanicus, Leipzig 1704/1710 (G.Ph. Telemann)
- Jean-Luc Lagarce (1957–1995)
  - Quichotte (1989). Oper. Musik: Mike Westbrook und Kate Westbrook
- Domenico Lalli (1679–1741)
- Tanja Langer (* 1962)
  - Kleist. Oper. Musik: Rainer Rubbert. UA 2008
- Emmet Lavery
  - Tarquin. Kammeroper. Musik (1940): Ernst Krenek. UA 16. Juli 1950 Köln (Städtische Bühnen)
- Andreas Lechner (* 1959)
  - Sünde.Fall.Beil. Königliche Oper in 5 Akten. Musik: Gerhard Stäbler. UA 16. Mai 1992 München (3. Münchener Biennale)
- Charles-Antoine Leclerc de La Bruère (1714–1754)
- Dora Leen (?–1942[?]; eigtl. Dora Pollock)
  - Flammen. Oper. Musik (1901/02): Franz Schreker. UA 2001
- Christian Lehnert (* 1969)
  - Phaedra. Konzertoper. Musik: Hans Werner Henze. UA 2007
- Michael Leinert (* 1942)
  - Status quo. Kammeroper. Musik (1970): Friedrich Leinert. UA 30. Juni 1971 Hannover (Hochschule für Musik und Theater)
  - Eine Note nach der anderen. Musikalische Farce (Kammeroper). Musik (1973): Friedrich Leinert. UA 12. November 1973 Hannover (Hochschule für Musik und Theater)
  - A. H. – Bilder aus einem Führerleben. Kammeroper. Musik (1973): Friedrich Leinert. UA 27. Februar 1974 Gelsenkirchen (Musiktheater im Revier)
  - Automaten. Kammeroper. Musik: Niels Viggo Bentzon. UA 1974 Kiel
  - Der Steppenwolf. Oper. Musik (1999): Bent Lorentzen (* 1935)
  - Der Roman mit dem Kontrabass. Lyrische Szenen (Kammeroper). Musik (2005): Jürg Baur. UA 25. November 2005 Düsseldorf
- Pierre-Édouard Lémontey (1762–1826)
- Tania León (* 1943)
  - Scourge of Hyacinths. Oper in 2 Akten. Musik: Tania León. UA 1. Mai 1994 (4. Münchener Biennale)
- Victor Léon (1858–1940)
  - Libretti für Johann Strauss (Sohn), Richard Heuberger, Franz Lehár, Leo Fall, Emmerich Kálmán u. a.
- Ruggero Leoncavallo (1857–1919)
  - Manon Lescaut. Oper (zusammen mit Marco Praga, Domenico Oliva, Luigi Illica, Giuseppe Giacosa, Giulio Ricordi). Musik: Giacomo Puccini. UA 1893
- François Hippolyte Leroy
  - Ivan le terrible (Iwan der Schreckliche). Musik: Charles Gounod (begonnen 1856; Fragment). – Neufassung: Ivan IV. Oper. Musik (1862–1865): Georges Bizet. UA (konzertant) 1975
- Walter Lesch (1898–1958)
  - Die kleine Niederndorf-Oper. Musikalische Komödie. Musik: Paul Burkhard. UA 1951 Zürich
- Karl Michael von Levetzow (1871–1945)
  - Die schwarze Orchidee. Oper. Musik: Eugen d’Albert. UA 1918
  - Scirocco. Oper (zusammen mit Leo Feld). Musik: Eugen d’Albert. UA 1921
  - Bluff. Operette (zusammen mit George Gribble). Musik (1924/25; nicht aufgeführt): Ernst Krenek
  - Die Witwe von Ephesos. Oper. Musik (1930; nicht aufgeführt): Eugen d’Albert
  - Mister Wu. Oper. Musik: Eugen d’Albert (Fragment, ergänzt von Leo Blech). UA 1932
- Jorge Liderman (1957–2008)
  - Antigona Furiosa. Oper in einem Akt. Musik: Jorge Liderman. UA 29. April 1992 München (3. Münchener Biennale)
- Ferdinand Lion (1883–1968)
  - Revolutionshochzeit. Oper. Musik: Eugen d’Albert. UA 1919
  - Der Golem. Musikdrama (Oper). Musik: Eugen d’Albert. UA 1926
  - Cardillac. Oper. Musik (1925/26): Paul Hindemith. UA 1926
- Siegfried Lipiner (1856–1911)
  - Merlin. Oper in 3 Akten. Musik: Karl Goldmark. UA 19. November 1886 Wien (Hofoper)
- Arthur Lipschitz
  - Wer zuletzt lacht. Posse (zusammen mit Albert Bernstein-Sawersky). Musik: Leon Jessel. UA 1913 Berlin
- Alexander Lix (1899–?)
  - Manina. Operette (zusammen mit Hans Adler). Musik: Nico Dostal. UA 1942
- Bernard J. Lobeský (= Bernard Guldener)
  - Král a uhlíř (König und Köhler). Komische Oper. Musik (1871): Antonín Dvořák. UA 1929. – Neufassung (1874): UA 1874. – Neufassung (zusammen mit Václav Juda Novotný). Musik (1887): Antonín Dvořák. UA 1887
- Fritz Löhner-Beda (1883–1942)
  - Friederike. Singspiel (Operette; zusammen mit Ludwig Herzer). Musik: Franz Lehár. UA 1928
  - Das Land des Lächelns. Romantische Operette (zusammen mit Ludwig Herzer). Musik: Franz Lehár. UA 1929
  - Viktoria und ihr Husar. Operette (zusammen mit Alfred Grünwald). Musik: Paul Abraham. UA 1930
  - Die Blume von Hawaii. Operette (zusammen mit Emmerich Földes und Alfred Grünwald). Musik: Paul Abraham. UA 1931
  - Ball im Savoy. Operette (zusammen mit Alfred Grünwald). Musik: Paul Abraham. UA 1932
  - Giuditta. Musikalische Komödie (Operette; zusammen mit Paul Knepler). Musik: Franz Lehár. UA 1934
  - Libretto für Fred Raymond
- Dea Loher (* 1964)
  - Licht. Oper. Musik: Wolfgang Böhmer. UA 19. August 2004 Berlin (Neuköllner Oper)
- Albert Lortzing (1801–1851)
  - Ali Pascha von Janina (1823/24). Singspiel in einem Akt. Musik: Albert Lortzing. UA 1. Februar 1828 Münster
  - Der Pole und sein Kind oder Der Feldwebel vom IV. Regiment (1832). Liederspiel. Musik: Albert Lortzing. UA 1832
  - Der Weihnachtsabend. Launigte Szenen aus dem Familienleben (1832). Vaudeville. Musik: Albert Lortzing. UA 1832
  - Andreas Hofer (1833). Singspiel. Musik: Albert Lortzing
  - Szenen aus Mozarts Leben (1833). Singspiel. Musik: Albert Lortzing. UA 1834(?)
  - Der Amerikaner (~1833/34; nicht vertont)
  - Die beiden Schützen (1835). Komische Oper in drei Akten. Musik: Albert Lortzing. UA 20. Februar 1837 Leipzig (Theater)
  - Zar und Zimmermann (1837). Komische Oper. Musik: Albert Lortzing. UA 1837
  - Caramo oder Das Fischerstechen (1838/39). Große komische Oper. Musik: Albert Lortzing. UA 1839
  - Hans Sachs (1839/40). Fest-Oper mit Tanz. Musik: Albert Lortzing. UA 1840
  - Casanova (1840/41). Komische Oper. Musik: Albert Lortzing. UA 1841
  - Der Wildschütz oder Die Stimme der Natur (1842). Komische Oper. Musik: Albert Lortzing. UA 1842
  - Undine (1843–1845). Romantische Zauberoper. Musik: Albert Lortzing. UA 1845
  - Der Waffenschmied (1845/46). Komische Oper. Musik: Albert Lortzing. UA 1846
  - Zum Großadmiral (1846/47). Komische Oper. Musik: Albert Lortzing. UA 1847
  - Regina (1848). Oper. Musik: Albert Lortzing. UA 1998
  - Rolands Knappen oder Das ersehnte Glück (1848/49). Komisch-romantische Zauberoper. Musik: Albert Lortzing. UA (zensiert) 1849, (unzensiert) 2005
  - Caliostro (1850). Komische Oper (nicht vertont)
  - Die vornehmen Dilettanten oder Die Opernprobe. Komische Oper. Musik: Albert Lortzing. UA 20. Januar 1851 Frankfurt am Main (Comoedienhaus am Roßmarkt)
- Rudolf Lothar (1865–1943[?])
  - Tiefland. Musikdrama (Oper). Musik: Eugen d’Albert. UA 1903
  - Tragaldabas, der geborgte Ehemann. Komische Oper. Musik: Eugen d’Albert. UA 1907
  - Izëyl. Oper. Musik: Eugen d’Albert. UA 1909
  - Die verschenkte Frau. Oper. Musik: Eugen d’Albert. UA 1912
  - Liebesketten. Oper. Musik: Eugen d’Albert. UA 1912. Neufassung: UA 1918
  - Der Freikorporal. Heitere Oper. Musik: Georg Vollerthun. UA 1931
  - Friedemann Bach. Oper. Musik: Paul Graener. UA 1931
  - Die stumme Serenade. Musikalische Komödie (Operette; zusammen mit Raoul Auernheimer, Erich Wolfgang Korngold, William Okie, Bert Reisfeld [1906–1991]). Musik: Erich Wolfgang Korngold. UA (konzertant) 1951, (szenisch) 1954
- Antonio Maria Lucchini (~1690[?]–nach 1730)
- Armand Lunel (1892–1977)
  - Les Malheurs d’Orphée (Die Leiden des Orpheus). Oper. Musik: Darius Milhaud. UA 1926
  - Esther de Carpentras. Opéra bouffe. Musik (1925–1927): Darius Milhaud. UA (konzertant) 1937, (szenisch) 1938
  - Maximilien. Historische Oper (zusammen mit Franz Werfel und Rudolf Stephan Hoffmann). Musik (1930/31): Darius Milhaud. UA 1932
  - David. Oper. Musik (1952/53): Darius Milhaud. UA (konzertant) 1954, (szenisch) 1955

## M
- Amin Maalouf (* 1949)
  - L’amour de loin. Oper. Musik (1999/2000): Kaija Saariaho. UA 2000 Salzburg
  - Adriana Mater. Oper. Musik: Kaija Saariaho. UA 2006 Paris
- Andrea Maffei (1798–1885)
  - I masnadieri (Die Räuber). Oper in 4 Akten. Musik: Giuseppe Verdi. UA 22. Juli 1847 London (Her Majesty’s Theatre)
- David Malouf (* 1934)
- Maurice Maeterlinck (1862–1949)
  - Pelléas et Mélisande. Drame lyrique (Oper; zusammen mit Claude Debussy). Musik (1893–1902): Claude Debussy. UA 1902
  - Ariane et Barbe-Bleue (Blaubart). Conte (Oper) in 3 Akten (zusammen mit Paul Dukas). Musik (1899–1906): Paul Dukas. UA 10. Mai 1907 Paris (Opéra-Comique)
- Hans Mahner-Mons (1883–1956)
  - Das Herz. Drama für Musik. Musik (1930/31): Hans Pfitzner. UA 1931
- Nikita Malajew
  - Jeu de cartes. Ballett (zusammen mit Igor Strawinsky). Musik (1936): Igor Strawinsky. UA 1937
- Antonio Marchi (~1670[?]–nach 1725)
  - Alcina. Oper in 3 Akten. Musik: Georg Friedrich Händel. UA 16. April 1735 London (Theatre Royal)
- Franco Marcoaldi
  - Teneke. Oper. Musik: Fabio Vacchi. UA 22. September 2007 Mailand (Scala)
- Maria Antonia von Bayern (1724–1780)
- Ercole Marigliani (1580–1630)
  - Andromeda. Favola in musica. Musik (verschollen): Claudio Monteverdi. UA 1619/20(?)
- Hubert Marischka (1882–1959)
  - Walzerkönigin. Operette. Musik: Ludwig Schmidseder. UA 1946 Wien (Bürgertheater)
  - Abschiedswalzer. Operette (gemeinsam mit Rudolf Österreicher). Musik: Ludwig Schmidseder. UA 1949 Wien (Bürgertheater)
- Martinsberg-Reimer
  - Das hab ich mir gedacht. Kabarett-Revue (zusammen mit Friedrich Hollaender). Musik: Friedrich Hollaender. UA 1924 München
- Rosa Mayreder (1858–1938)
  - Der Corregidor. Oper. Musik (1895/96): Hugo Wolf. UA 1896. – Neufassung (1896/97). UA 1898
- Johann Mayrhofer (1787–1836)
  - Liedtexte und Libretti für Franz Schubert
- Friederike Mayröcker (1924–2021)
- J. D. McClatchy (1945–2018)
  - 1984. Oper (zusammen mit Thomas Meehan). Musik: Lorin Maazel. UA 2005 London
  - Libretti für William Schuman, Ned Rorem, Bruce Saylor, Elliot Goldenthal und Lowell Liebermann
- Thomas Meehan
  - 1984. Oper (zusammen mit J. D. McClatchy). Musik: Lorin Maazel. UA 2005 London
- Walter Mehring (1896–1981)
  - Einfach klassisch! Puppenspiel. Musik: Friedrich Hollaender. UA 1919 Berlin
- Herbert Meier (1928–2018)
  - Kaiser Jovian. Oper. Musik (1964–1966): Rudolf Kelterborn. UA 4. März 1967 Karlsruhe (Staatstheater)
  - Ophelia. Oper. Musik (1982/83): Rudolf Kelterborn. UA 1985 Berlin (Deutsche Oper)
- Henri Meilhac (1831–1897)
  - Les Brigands (Die Banditen; Die Räuber). Opéra-bouffe in 3 Akten (zusammen mit Ludovic Halévy). Musik: Jacques Offenbach. UA 10. Dezember 1869 Paris (Théâtre des Variétés)
  - Libretti für Jacques Offenbach, Georges Bizet u. a.
- Guido Menasci (1867–1925)
  - Cavalleria rusticana. Oper (zusammen mit Giovanni Targioni-Tozzetti). Musik: Pietro Mascagni. UA 17. Mai 1890 Rom (Teatro dell’Opera)
  - I Rantzau. Oper (zusammen mit Giovanni Targioni-Tozzetti). Musik: Pietro Mascagni. UA 10. November 1892 Florenz (Teatro La Pergola)
  - Zanetto. Oper (zusammen mit Giovanni Targioni-Tozzetti). Musik: Pietro Mascagni. UA 2. März 1896 Pesaro (Liceo musicale Rossini)
  - Regina Diaz. Oper (zusammen mit Giovanni Targioni-Tozzetti). Musik: Umberto Giordano. UA 5. März 1894 Neapel (Teatro Mercadante)
- Gian Carlo Menotti (1911–2007)
  - Amelia al ballo (Amelia geht zum Ball; Amelia goes to the Ball). Opera buffa in einem Akt. Musik: Gian Carlo Menotti. UA 1. April 1937 Philadelphia (Academy of Music)
  - The Old Maid and the Thief (Die alte Jungfer und der Dieb). Oper in 14 Szenen. Musik: Gian Carlo Menotti. UA 22. April 1939 New York
  - Amahl and the Night Visitors (Amahl und die nächtlichen Besucher). Oper in einem Akt. Musik: Gian Carlo Menotti. UA 24. Dezember 1951 New York (NBC Studios)
- Paul Méral
  - Le dit des jeux du monde. Ballett. Musik (1918): Arthur Honegger
- Michael Meschke (* 1931)
  - Le Grand Macabre. Oper in 2 Akten (zusammen mit György Ligeti). Musik: György Ligeti. UA 12. April 1978 Stockholm (Königliche Oper)
- Olivier Messiaen (1908–1992)
  - Saint François d’Assise (Scènes Franciscaines). Oper (1975–1983). Musik: Olivier Messiaen. UA 28. November 1983 Paris
- Pietro Metastasio (1698–1782)
  - Vielfach vertonte Libretti u. a. zu 27 Opern, einem Intermezzo, 36 Serenaten, acht Oratorien und 37 Kantaten (→ Liste der Werke von Pietro Metastasio)
- Andreas K. W. Meyer (1958–2023)
  - Der Schimmelreiter. 22 Szenen und ein Zwischengesang nach Theodor Storm. Musik: Wilfried Hiller. UA 1998 Kiel
- Karl Mickel (1935–2000)
  - Bettina. Oper. Musik (1982): Friedrich Schenker. UA 1987 Berlin
  - Gefährliche Liebschaften. Opera seria. Musik (1993): Friedrich Schenker. UA 1997 Ulm
- Madeleine Milhaud (1902–2008)
  - Médée (Medea). Oper. Musik (1938): Darius Milhaud. UA 1939
  - Bolívar. Oper (zusammen mit Jules Supervielle). Musik (1943): Darius Milhaud. UA 1950
  - La Mère coupable (Die schuldige Mutter). Oper. Musik (1964/65): Darius Milhaud. UA 1966
- Nicolò Minato (~1630–1698)
- Angelo Miotto (* 1969?)
  - Non guardate al domani. Oper. Musik (2001–2008): Filippo Del Corno (* 1970). UA 28. April 2008 Mailand (Teatro dell’Elfo)
- Robert Misch (1860–1929)
  - Die Marketenderin. Singspiel. Musik (1913): Engelbert Humperdinck. UA 1914
  - Gaudeamus. Spieloper. Musik (1915–1919): Engelbert Humperdinck. UA 1919
- Stepan Stepanowitsch Mitusow
  - Die Nachtigall (Le Rossignol). Conte-lyrique (Oper; zusammen mit Igor Strawinsky). Musik (1908–1914): Igor Strawinsky. UA 1914
- Yukio Mishima (1925–1970)
- Alfred Möller (1876–1952)
  - Die kleine Studentin. Operette (zusammen mit Leo Kastner). Musik: Leon Jessel. UA 1926 Stettin
  - Mädels, die man liebt. Ein Spiel von Jugend und Lebenslust (Operette; zusammen mit Leo Kastner). Musik: Leon Jessel. UA 1927 Hamburg
- Jonathan Moore
  - Greek. Oper (zusammen mit Mark-Anthony Turnage). Musik: Mark-Anthony Turnage. UA 17. Juni 1988 München (1. Münchener Biennale)
- Bernardo Morando
  - Vittoria d’Amore. Balletto. Musik (verschollen): Claudio Monteverdi. UA 1641
- René Morax (1873–1963)
  - Le Roi David (König David). Oratorium. Musik: Arthur Honegger. UA 1921. – Neufassung: UA 1923
  - Judith. Opéra sérieux. Musik (1925): Arthur Honegger. UA 1926
  - La Belle de Moudon. Operette. Musik (1931). Arthur Honegger. UA 1931
- Martin Mosebach (* 1951)
- Salomon Hermann Mosenthal (1821–1877)
  - Die lustigen Weiber von Windsor. Komisch-phantastische Oper in 3 Akten. Musik: Otto Nicolai. UA 9. März 1849 Berlin (Königliches Opernhaus)
  - Die Königin von Saba. Oper in 4 Akten. Musik: Karl Goldmark. UA 10. März 1875 Wien (Hofoper)
  - Das goldene Kreuz. Oper in 2 Akten. Musik: Ignaz Brüll. UA 22. Dezember 1875 Berlin (Königliches Opernhaus)
- Gustav von Moser (1825–1903)
- Johann Heinrich Friedrich Müller (1738–1815)
  - Bastien und Bastienne. Singspiel in einem Akt (zusammen mit Johann Andreas Schachtner und Friedrich Wilhelm Weiskern). Musik (1767/68): Wolfgang Amadeus Mozart. UA 7. Dezember 1768(?) Schwechat(?)
- Hans Müller-Einigen (1882–1950)
  - Violanta. Oper. Musik: Erich Wolfgang Korngold. UA 1916
  - Das Wunder der Heliane. Oper. Musik: Erich Wolfgang Korngold. UA 1927
- Peter Mussbach (* 1949)
  - Celan. Musiktheaterstück. Musik (1999): Peter Ruzicka. UA 2001
  - Hölderlin. Eine Expedition. Musiktheaterstück. Musik: Peter Ruzicka. UA 2008
- Modest Mussorgski (1839–1881)
  - Boris Godunow. Oper. Musik (1868–1870): Modest Mussorgski. UA (Bearbeitung von Nikolai Rimski-Korsakow) 1896; UA (Originalfassung) 1928. – Neufassung (1871/72; Fragment). UA 1874; UA (Bearbeitung von Nikolai Rimski-Korsakow) 1908; UA (Bearbeitung von Dmitri Schostakowitsch) 1959
  - Der Jahrmarkt von Sorotschinzy. Komische Oper. Musik (1874–1880; Fragment): Modest Mussorgski. UA (Bearbeitung von Anatoli Ljadow, Vjaceslav Karatygin u. a.) 1913; UA (Bearbeitung von César Cui) 1917; UA (Bearbeitung von Nikolai Tscherepnin) 1923; UA (Bearbeitung von Wissarion Schebalin) 1931; UA (Bearbeitung von Pavel Lamm und Wissarion Schebalin [1932]) 1932

## N
- Karl Nachmann
  - Weh dem, der liebt. Musikalische Komödie. Musik: Paul Burkhard. UA 1948 Zürich
- Takvor Nalyan (1843–~1877)
- Ernst Nebhut (1898–1974)
  - Königin einer Nacht. Operette. Musik: Will Meisel, UA 1943
  - Der Mann mit dem Zylinder. Musikalisches Lustspiel. Musik: Just Scheu, UA 1950
  - Geliebte Manuela. Operette. Musik: Fred Raymond, UA 1951
  - Ein Engel namens Schmitt. Musikalisches Lustspiel. Musik: Just Scheu, UA 1953
- Caspar Neher (1897–1962)
  - Die Bürgschaft. Oper. Musik: Kurt Weill. UA 10. März 1932 Berlin (Städtische Oper)
  - Der Günstling oder Die letzten Tage des großen Herrn Fabiano. Oper. Musik: Rudolf Wagner-Régeny. UA 20. Februar 1935 Dresden (Semperoper)
  - Die Bürger von Calais. Musik: Rudolf Wagner-Régeny. UA 28. Januar 1939 Berlin (Staatsoper)
  - Johanna Balk. Musik: Rudolf Wagner-Régeny. UA 4. April 1941 Wien (Staatsoper)
  - Persische Episode. Musik: Rudolf Wagner-Régeny. UA 27. März 1963 Rostock (Volkstheater)
- August Neidhardt (1867–1934)
  - Schwarzwaldmädel. Operette. Musik: Leon Jessel. UA 25. August 1917 Berlin (Komische Oper)
  - Ein modernes Mädel. Operette. Musik: Leon Jessel. UA 1918 München
  - Ohne Männer kein Vergnügen. Tanzoperette. Musik: Leon Jessel. UA 1918 Berlin
  - Die Strohwitwe. Operette. Musik: Leo Blech. UA 1920
  - Die Postmeisterin. Operette. Musik: Leon Jessel. UA 3. Februar 1921 Berlin (Zentral-Theater)
  - Das Detektivmädel. Operette. Musik: Leon Jessel. UA 1921 Berlin
  - Prinzessin Husch. Operette. Musik: Leon Jessel. UA 1925 Hamburg
  - Die Luxuskabine. Operette. Musik: Leon Jessel. UA 1929 Leipzig
  - Junger Wein. Operette. Musik: Leon Jessel. UA 1933 Berlin
- Wladimir Iwanowitsch Nemirowitsch-Dantschenko (1858–1943)
  - Aleko. Oper. Musik (1892): Sergei Rachmaninow. UA 27. Apriljul. / 9. Mai 1893greg. Moskau (Bolschoi-Theater)
- Erdmann Neumeister (1671–1756)
- August Hermann Niemeyer (1754–1828)
  - Lazarus. Religiöses Drama (Kantate, Oratorium) in 3 Akten. Musik (1778): Johann Heinrich Rolle. – Musik (1820): Franz Schubert (Fragment, ergänzt von Edisson Denissow)
- Václav Juda Novotný (1849–1922)
  - Král a uhlíř (König und Köhler). Komische Oper (Neufassung, zusammen mit Bernard J. Lobeský). Musik (1887): Antonín Dvořák. UA 1887
  - Svatá Ludmila (Die heilige Ludmilla). Geistliche Oper (zusammen mit Jaroslav Vrchlický). Musik (1901): Antonín Dvořák. UA 1901

## O
- Lehel Odry (1837–1920)
  - Brankovics György (Georg Brancovic). Oper (zusammen mit Ferenc Ormai). Musik (1868–1872): Ferenc Erkel. UA 1874
- Aras Ören (* 1939)
  - Leyla und Medjnun. Märchen für Musik (Oper; zusammen mit Peter Schneider). Musik: Detlev Glanert. UA 29. Mai 1988 München (1. Münchener Biennale)
- Rudolf Österreicher (1881–1966)
- Domenico Oliva (1860–1917)
  - Manon Lescaut. Oper (zusammen mit Ruggero Leoncavallo, Marco Praga, Luigi Illica, Giuseppe Giacosa, Giulio Ricordi). Musik: Giacomo Puccini. UA 1893
- Fritz Oliven (1874–1956, Pseudonym Rideamus)
  - Libretti für Oscar Straus, Walter Kollo und Eduard Künneke
- Martin Opitz (1597–1639)
  - Dafne. Tragicomoedia (Oper). Musik (verschollen): Heinrich Schütz. UA 1627 Torgau
- Carl Orff (1895–1982)
  - Der Mond. Oper in einem Akt. Musik: Carl Orff. UA 5. Februar 1939 München (Nationaltheater)
  - Die Kluge. Oper in einem Akt. Musik: Carl Orff. UA 20. Februar 1943 Frankfurt am Main (Oper)
  - Die Bernauerin. Ein bairisches Stück (Oper für Schauspieler und Chor) in 2 Teilen. Musik: Carl Orff. UA 8. Juni 1947 Stuttgart (Württembergisches Staatstheater)
  - Die Weihnachtsgeschichte. Musik: Gunild Keetman. UA 24. Dezember 1948 München (Bayerischer Rundfunk)
  - Astutuli. Eine bairische Komödie. Musik: Carl Orff. UA 20. Oktober 1953 München (Kammerspiele)
  - Comoedia de Christi Resurrectione. Ein Osterspiel. UA (konzertant) 31. März 1956 München (Bayerischer Rundfunk). UA (szenisch) 21. April 1957 Stuttgart (Württembergisches Staatstheater)
  - Ludus de nato Infante mirificus. Ein Weihnachtsspiel. UA 11. Dezember 1960 Stuttgart (Württembergisches Staatstheater)
  - De temporum fine comoedia (Das Spiel vom Ende der Zeiten). UA 20. August 1973 Salzburg (Großes Festspielhaus)
- Ferenc Ormai (1835–1876)
  - Brankovics György (Georg Brancovic). Oper (zusammen mit Lehel Odry). Musik: Ferenc Erkel (1868–1872). UA 1874
- Albert Ostermaier (* 1967)
  - An Chung-Gun – Fingerkuppen. Oper. Musik: Heinz Reber. UA 2001 Berlin (Hebbel-Theater)
  - Crushrooms. Musiktheaterstück. Musik: Wolfgang Mitterer. UA 2005 Basel
  - Die Tragödie des Teufels. Komisch-utopische Oper in 12 Bildern. Musik: Péter Eötvös. UA 22. Februar 2010 München (Nationaltheater)
- Pietro Ottoboni (1667–1740)

## P
- Marie Pappenheim (1882–1966)
  - Erwartung. Monodrama (Oper). Musik (1909): Arnold Schönberg. UA 6. Juni 1924 Prag (Neues Deutsches Theater)
- Pietro Pariati (1665–1733)
- Giuseppe Parini (1729–1799)
  - Ascanio in Alba. Serenata teatrale (Oper) in 2 Akten. Musik: Wolfgang Amadeus Mozart. UA 17. Oktober 1771 Mailand (Teatro Ducale)
- Albert Pauphilet (1884–1948)
  - La légende de Tristan. Oper in 3 Akten. Musik (1925/26): Charles Tournemire. UA 15. Dezember 2022 Ulm (Theater)
- Paul Peitl (Pseudonym Paul Mannsberg)
  - König Alboin. Romantische Oper. Musik (1876/77; Fragment): Hugo Wolf
- Carlo Pepoli (1796–1881)
  - I puritani (Die Puritaner). Oper in 3 Akten. Musik: Vincenzo Bellini. UA 24. Januar 1835 Paris (Théâtre-Italien)
- Edda Petri  (* 1966)
  - Das Geheimnis der Mona Lisa. Musical (zusammen mit Jutta Schubert). Musik: Wolfgang Heinzel. UA 2001 Merzig
- Giuseppe Petrosellini (1727–~1799)
  - Il barone di Rocca Antica (Der Baron von Rocca Antica). Dramma giocoso (Oper) in 2 Teilen. Musik: Antonio Salieri. UA 12. Mai 1772 Wien (Burgtheater)
  - Il barbiere di Siviglia (Der Barbier von Sevilla). Opera buffa in 4 Akten. Musik: Giovanni Paisiello. UA 15. September 1782 Sankt Petersburg (Theater der Eremitage)
- Eberhard Petschinka (* 1953)
- Hans Pfitzner (1869–1949)
  - Palestrina (1909–1915). Musikalische Legende (Oper). Musik: Hans Pfitzner. UA 1917
- Francesco Maria Piave (1810–1876)
  - Il duca d’Alba. Oper. Musik: Giovanni Pacini. UA 1842
  - Ernani. Oper. Musik: Giuseppe Verdi. UA 1844
  - I due Foscari. Oper. Musik: Giuseppe Verdi. UA 1844
  - Lorenzino de Medici. Oper. Musik: Giovanni Pacini. UA 1845
  - Estella di Murcia. Oper. Musik: Federico Ricci. UA 1846
  - Attila. Oper in einem Prolog und 3 Akten (Ergänzung des Fragments von Temistocle Solera). Musik: Giuseppe Verdi. UA 17. März 1846 Venedig (Teatro La Fenice)
  - Tutti amanti. Oper. Musik: Carlo Romani (1824–1875). UA 1847
  - Griselda. Oper. Musik: Federico Ricci. UA 1847
  - Macbeth. Oper. Musik: Giuseppe Verdi. UA 1847
  - Allan Cameron. Oper. Musik: Giovanni Pacini. UA 1848
  - Il corsaro. Oper. Musik: Giuseppe Verdi. UA 1848
  - Giovanna di Fiandre. Oper. Musik: Carlo Boniforti (1818–1879). UA 1848
  - La Schiava Saracena. Oper. Musik: Saverio Mercadante. UA 1848
  - Stiffelio. Oper. Musik: Giuseppe Verdi. UA 1850. – Neufassung: Aroldo. Musik: Giuseppe Verdi. UA 1857
  - Crispino e la comare. Opera buffa. Musik: Luigi Ricci, Federico Ricci. UA 1850
  - Elisabetta di Valois. Oper. Musik: Antonio Buzzolla. UA 1850
  - Rigoletto. Oper. Musik: Giuseppe Verdi. UA 1851
  - La Sposa di Murcia. Melodramma (Oper). Musik: Andrea Casalini. UA 1851
  - La Baschina. Oper. Musik: F. De Liguoro. UA 1853
  - La traviata. Oper. Musik: Giuseppe Verdi. UA 1853
  - La Prigioniera. Oper. Musik: C. Bonsoni. UA 1853
  - Pittore e Duca. Oper. Musik: Michael William Balfe. UA 1854
  - Margherita di Borgogna. Oper. Musik: Francesco Petrocini. UA 1854
  - I Fidanzati. Oper. Musik: Achille Peri (1812–1880). UA 1856
  - Simon Boccanegra (erste Fassung). Oper. Musik: Giuseppe Verdi. UA 1857
  - Vittore Pisani. Oper. Musik: Achille Peri. UA 1857
  - Margherita la Mendicante. Oper. Musik: Gaetano Braga (1829–1907). UA 1859
  - La Biscaglina. Oper. Musik: Samuele Levi (1813–1883). UA 1860
  - Guglielmo Shakspeare. Melodramma (Oper). Musik: Tomaso Benvenuti (1838–1906). UA 1861
  - Mormile. Oper. Musik: Gaetano Braga. UA 1862
  - La forza del destino. Oper. Musik: Giuseppe Verdi. UA 1862
  - Rienzi. Oper. Musik: Achille Peri. UA 1862
  - La Duchessa di Guisa. Melodramma (Oper). Musik: Paolo Serrao (1830–1907). UA 1865
  - Rebecca. Oper. Musik: Bartolomeo Pisani (1811–1876). UA 1865
  - Berta di Varnol. Oper. Musik: Giovanni Pacini. UA 1867
  - Don Diego de Mendoza. Oper. Musik: Giovanni Pacini. UA 1867
  - La Trombola. Oper. Musik: Antonio Cagnoni. UA 1868
  - Olema. Oper. Musik: Carlo Pedrotti (1817–1893). UA 1872
- Agostino Piovene (1671–1733)
  - Tamerlano. Oper. Musik: Francesco Gasparini. UA 1711. Viele weitere Vertonungen
  - sieben weitere Libretti
- Myfanwy Piper (1911–1997)
  - The Turn of the Screw. Oper. Musik: Benjamin Britten. UA 1954
  - Owen Wingrave. Fernsehoper. Musik: Benjamin Britten. UA 1971. – Bühnenfassung: UA 1973
  - Death in Venice (Tod in Venedig). Oper. Musik: Benjamin Britten. UA 1973
  - Easter. Kammeroper. Musik: Malcolm Williamson (Fragment)
  - What the Old Man Does Is Always Right. Kinderoper. Musik: Alun Hoddinott (1929–2008). UA 1977
  - The Rajah’s Diamond. Fernsehoper. Musik: Alun Hoddinott. UA 1979
  - The Trumpet Major. Oper. Musik: Alun Hoddinott. UA 1981
- James Planché (1796–1880)
  - Oberon, or The Elf King’s Oath (Oberon, oder Der Schwur des Elfenkönigs). Romantische Oper in 3 Akten. Musik (1825/26): Carl Maria von Weber. UA 12. April 1826 London (Royal Opera House)
- Edouard Plouvier (1821–1876)
  - Un postillon en gage. Operette in einem Akt (zusammen mit Jules Adenis). Musik: Jacques Offenbach. UA 9. Februar 1856 Paris (Théâtre des Bouffes-Parisiens, Salle Choiseul)
  - Libretti für Jacques Offenbach, Henry Litolff, Ferdinand Poise u. a.
- Paul Poirson
  - Cinq-Mars. Drame lyrique (Oper; zusammen mit Louis Gallet [1835–1898]). Musik: Charles Gounod (1876/77). UA 1877. – Neufassung: UA 1877

- Alexander Siegmund Pordes (1878–1931)
  - Versiegelt. Oper (zusammen mit Richard Batka). Musik: Leo Blech. UA 1908
  - Verliebte Frauen. Vaudeville. Musik: Leon Jessel. UA 1920 Königsberg
  - Schwalbenhochzeit. Operette. Musik: Leon Jessel. UA 28. Januar 1921 Berlin (Theater des Westens)
  - Adrienne. Operette in 3 Akten (zusammen mit Günther Bibo). Musik: Walter Wilhelm Goetze. UA 24. April 1926 Hamburg
- Christian Heinrich Postel (1658–1705)
  - Libretti für Johann Georg Conradi, Johann Philipp Förtsch, Johann Sigismund Kusser, Reinhard Keiser, Georg Philipp Telemann u. a.
- Francesco Pozza (?–1921)
  - Il vassalo di Szegith. Oper (zusammen mit Luigi Illica). Musik: Antonio Smareglia. UA 1884
- Marco Praga (1862–1929)
  - Manon Lescaut. Oper (zusammen mit Ruggero Leoncavallo, Domenico Oliva, Luigi Illica, Giuseppe Giacosa, Giulio Ricordi). Musik: Giacomo Puccini. UA 1893
- Aleksandr Prejs
  - Die Nase. Oper (zusammen mit Jewgeni Samjatin, Georgij Jonin und Dmitri Schostakowitsch). Musik (1927/28): Dmitri Schostakowitsch. UA 1930 Leningrad
  - Lady Macbeth von Mzensk. Oper. Musik: Dmitri Schostakowitsch. UA 1934 Leningrad

## Q
- Gustav Quedenfeldt (1871–1959)
- Philippe Quinault (1635–1688)

## R
- William Radice (* 1951)
  - Snatched by the Gods. Kammeroper. Musik: Param Vir. UA 22. Mai 1992 Amsterdam (Nederlandse Opera)
- Charles-Ferdinand Ramuz (1878–1947)
  - L’Histoire du soldat (Die Geschichte vom Soldaten). Musiktheaterstück. Musik (1918): Igor Strawinsky. UA 1918
- Giorgio Maria Rapparini (~1700)
- Arthur Rebner (1890–1949)
- Max Reichardt
  - Kruschke am Nordpol. Operette. Musik: Leon Jessel. UA 1896 Kiel
- Theobald Rehbaum (1835–1918)
- Heinz Reichert (1877–1940)
- Robert Reinick (1805–1852)
  - Konradin. Oper. Musik: Ferdinand Hiller. UA 1847
  - Genoveva. Oper (1847/48; zusammen mit Robert Schumann). Musik: Robert Schumann. UA 1850
- Bert Reisfeld (1906–1991)
  - Die stumme Serenade. Musikalische Komödie (Operette; zusammen mit Raoul Auernheimer, Erich Wolfgang Korngold, Rudolf Lothar, William Okie). Musik: Erich Wolfgang Korngold. UA (konzertant) 1951, (szenisch) 1954
- Ludwig Rellstab (1799–1860)
  - Ein Feldlager in Schlesien. Singspiel (zusammen mit Eugène Scribe). Musik (1843/44): Giacomo Meyerbeer. UA 1844
- Otto Reuther (1890–1973)
- Georges Ribemont-Dessaignes (1884–1974)
  - Les larmes de couteau (Die Messertränen). Oper in einem Akt. Musik (1928): Bohuslav Martinů. UA 1969 Brünn
  - Les trois souhaits (Troji Prání; Die drei Wünsche). Filmoper in 3 Akten. Musik (1928/29): Bohuslav Martinů. UA 16. Juni 1971 Brünn
  - Le jour de bonté (Der Wohltätigkeitstag). Oper in 3 Akten. Musik (1930/31; Fragment): Bohuslav Martinů. UA (in ergänzter Fassung von Milan Kaňák) 2003 České Budějovice
- Tim Rice (* 1944)
  - The Likes of Us (1965). Musical. Musik: Andrew Lloyd Webber. UA 2005
  - Joseph and the Amazing Technicolor Dreamcoat. Musical. Musik: Andrew Lloyd Webber. UA 1968
  - Jesus Christ Superstar. Musical. Musik: Andrew Lloyd Webber. UA 1970
  - Evita. Musical. Musik: Andrew Lloyd Webber. UA 1976
  - Blondel. Musical. Musik: Stephen Oliver (1950–1992). UA 1983
  - Chess. Musical. Musik: Benny Andersson, Björn Ulvaeus. UA 1984
  - Cricket. Musical. Musik: Andrew Lloyd Webber. UA 1986
  - Heathcliff. Musical. Musik: John Farrar (* 1946). UA 1995
  - King David. Musical / Liederzyklus. Musik: Alan Menken. UA 1997
  - Aida. Musical. Musik: Elton John. UA 1998
- Giulio Ricordi (1840–1912)
  - Manon Lescaut. Oper (zusammen mit Ruggero Leoncavallo, Marco Praga, Domenico Oliva, Luigi Illica, Giuseppe Giacosa). Musik: Giacomo Puccini. UA 1893
- Tito Ricordi der Jüngere (1865–1933)
  - Francesca da Rimini. Tragedia (Oper) in 4 Akten. Musik (1912/13): Riccardo Zandonai. UA 19. Februar 1914 Turin (Teatro Regio)
  - La Nave. Tragedia (Oper). Musik: Italo Montemezzi. UA 1918
- Friedrich Wilhelm Riese (~1805–1879)
  - Alessandro Stradella. Romantische Oper in 3 Akten. Musik: Friedrich von Flotow. UA 30. Dezember 1844 Hamburg (Stadttheater)
- Ottavio Rinuccini (1562–1621)
  - Ballo delle ingrate in genere rappresentativo. Madrigal. Musik: Claudio Monteverdi. UA 1608
  - L’Arianna. Tragedia in musica. Musik (bis auf das Lamento d’Arianna verschollen): Claudio Monteverdi. UA 1608
  - Volgendo il ciel per l’immortal sentiero (Introduzione) / Movete al mio bel suon. Ballo (Madrigal). Musik: Claudio Monteverdi. UA 1636
  - Libretti für Giulio Caccini, Jacopo Peri u. a.
- Angelo Maria Ripellino (1923–1978)
  - Intolleranza 1960. Azione scenica (zusammen mit Luigi Nono). Musik: Luigi Nono. UA 13. April 1961 Venedig (Teatro La Fenice)
- Gaetano Roccaforte (18. Jahrhundert)

- Julius Rodenberg (1831–1914)
- Nicholas Roerich (1874–1947)
  - Le sacre du printemps. Ballett (zusammen mit Boris Kochno). Musik (1910–1913): Igor Strawinsky. UA 1913
- Albert Roesler
  - Die schwarze Spinne. Oper. Musik (1935/36): Heinrich Sutermeister. UA (konzertant) 1936 Radio Bern; (szenisch) 16. Februar 1949 St. Gallen
  - Das Dorf unter dem Gletscher. Tanzhandlung aus den Walliser Alpen. Musik (1936): Heinrich Sutermeister. UA 1937 Karlsruhe
- Eduard Rogati
  - Die Frauen von Coraya (Das Paradies der Frauen). Operette. Musik: Paul Burkhard. UA 1938 Stettin
- Paolo Antonio Rolli (1687–1765)
  - Alessandro. Oper in 3 Akten. Musik: Georg Friedrich Händel. UA 5. Mai 1726 London (King’s Theatre)
- Ettore Romagnoli (1871–1938)
  - Giove a Pompei. Commedia musicale (Oper; zusammen mit Luigi Illica). Musik: Alberto Franchetti, Umberto Giordano. UA 1921
- Felice Romani (1788–1865)
  - Il turco in Italia (Der Türke in Italien). Opera buffa in 2 Akten. Musik (1814): Gioachino Rossini. UA 14. August 1814 Mailand (Teatro alla Scala)
  - Margherita d’Anjou (Margarethe von Anjou). Melodramma semiserio (Oper). Musik (1820): Giacomo Meyerbeer. UA 1820
  - L’esule di Granata. Melodramma serio (Oper). Musik (1821/22): Giacomo Meyerbeer. UA 1822
  - Anna Bolena (Anne Boleyn). Tragedia lirica (Oper) in 2 Akten. Musik (1830): Gaetano Donizetti. UA 26. Dezember 1830 Mailand (Teatro Carcano)
  - Norma. Opera lirica in 2 Akten. Musik (1831): Vincenzo Bellini. UA 26. Dezember 1831 Mailand (Teatro alla Scala)
  - La sonnambula (Die Nachtwandlerin). Melodrama in 2 Akten. Musik (1831): Vincenzo Bellini. UA 6. März 1831 Mailand (Teatro Carcano)
  - L’elisir d’amore (Der Liebestrank). Opera buffa in 2 Akten. Musik (1832): Gaetano Donizetti. UA 12. Mai 1832 Mailand (Teatro della Canobbiana)
  - Beatrice di Tenda. Melodramma (Oper) in 2 Akten. Musik: Vincenzo Bellini. UA 16. März 1833 Venedig (Teatro La Fenice)
  - Lucrezia Borgia. Oper in einem Prolog und 2 Akten (5 Bildern). Musik: Gaetano Donizetti. UA 26. Dezember 1833 Mailand (Teatro alla Scala)
  - Un giorno di regno (König für einen Tag). Melodramma giocoso (Oper) in 2 Akten. Musik: Giuseppe Verdi. UA 5. September 1840 Mailand (Teatro alla Scala)
- Gaetano Rossi (1774–1855)
  - Les Huguenots (Die Hugenotten). Oper (zusammen mit Eugène Scribe und Émile Deschamps). Musik (1832–1836): Giacomo Meyerbeer. UA 1836 Paris
  - Romilda e Costanza. Melodramma semiserio (Oper). Musik (1817): Giacomo Meyerbeer. UA 1817
  - Semiramide riconosciuta. Dramma per musica (Oper) nach einer Vorlage von Pietro Metastasio. Musik (1819): Giacomo Meyerbeer. UA 1819
  - Emma di Resburgo (Emma von Roxburg). Melodramma eroico (Oper). Musik (1819): Giacomo Meyerbeer. UA 1819
  - Il crociato in Egitto (Die Kreuzritter in Ägypten). Melodramma eroico (Oper). Musik (1823/24): Giacomo Meyerbeer. UA 1824. – Neufassung: UA 1825
- Jules Rostaing
  - Sylvie. Opéra-comique in einem Akt (zusammen mit Jules Adenis). Musik: Ernest Guiraud. UA 11. Mai 1864 Paris (Opéra-Comique)
- Monika Rothmaier
  - Wer hat Angst im Zirkus Zirbelnuß? Musikalisches Kinderspiel (Kinderoper). Musik: Volker Plangg. UA 1987 Augsburg
  - Eréndira. Oper in 6 Szenen. Musik (1991): Violeta Dinescu. UA 7. Mai 1992 Stuttgart (Staatsoper)
- Denis de Rougemont (1906–1985)
  - Nicolas de Flue. Légende dramatique (dramatisches Oratorium). Musik (1938/39): Arthur Honegger
- Pierre-Charles Roy (1683–1764)
- David Rudkin (* 1936)
  - The Grace of Todd. Oper in einem Akt. Musik: Gordon Crosse. UA 1969
  - Broken Strings. Oper in einem Akt. Musik: Param Vir. UA 22. Mai 1992 Amsterdam (Nederlandse Opera)
- Eduard Rüffer (1835–1878)

## S
- Karel Sabina (1813–1877)
  - Braniboři v Čechách (Die Brandenburger in Böhmen). Oper. Musik (1862/63): Bedřich Smetana. UA 1866
  - Prodaná nevěsta (Die verkaufte Braut). Komische Oper. Musik (1863–1866): Bedřich Smetana. UA 1866
  - V studni (Im Brunnen). Komische Oper. Musik: Vilém Blodek (1834–1874). UA 1867
  - Starý ženich (Der alte Bräutigam). Musik (1871–1874): Karel Bendl. UA 1882
  - Zítek. Komische Oper. Musik: Vilém Blodek (Fragment, ergänzt von F. X. Vána). UA 1934
- Felix Salten (1869–1945; Pseudonym Ferdinand Stollberg)
  - Reiche Mädchen. Operette in 3 Akten (1909; nach Die Göttin der Vernunft von Alfred Maria Willner und Bernhard Buchbinder). Musik: nach Johann Strauss (Sohn)
  - Mein junger Herr. Operette in 3 Akten (1910). Musik: Oscar Straus. UA 23. Dezember 1910 Wien (Raimundtheater)
- Antonio Salvi (1664–1724)
  - Arminio. Oper in 3 Akten. Musik: Alessandro Scarlatti. UA 1703 Pratolino (Villa Medici). – Musik: Georg Friedrich Händel. UA 12. Januar 1737 London (Royal Opera House). – (Auch Vertonungen von Caldara, Pollarolo, Hasse und Galuppi)
  - Berenice. Oper in 3 Akten. Musik: Giacomo Antonio Perti. UA 1709 Florenz. – Musik (1736/37): Georg Friedrich Händel (Berenice). UA 18. Mai 1737 London (Royal Opera House)
- Jewgeni Samjatin (1884–1937)
  - Die Nase. Oper (zusammen mit Georgij Jonin, Aleksandr Prejs und Dmitri Schostakowitsch). Musik (1927/28): Dmitri Schostakowitsch. UA 1930 Leningrad
- Edoardo Sanguineti (1930–2010)
  - Libretti für Luciano Berio, Fausto Razzi, Luca Lombardi, Fernando Mencherini
- Dietrich Eberhard Sattler (1939–2023)
  - Patmos. Musik: Wolfgang von Schweinitz. UA 28. April 1990 München (2. Münchener Biennale)
- Alberto Savinio (1891–1952)
- N. O. Scarpi (1888–1980)
  - Die Pariserin. Musikalische Komödie (zusammen mit Fridolin Tschudi). Musik: Paul Burkhard. UA 1957 Zürich
- Johann Andreas Schachtner (1731–1795)
  - Bastien und Bastienne. Singspiel in einem Akt (zusammen mit Johann Heinrich Friedrich Müller und Friedrich Wilhelm Weiskern). Musik (1767/68): Wolfgang Amadeus Mozart. UA 7. Dezember 1768(?) Schwechat(?)
- Rudolf Schanzer
  - Große Rosinen. Große Posse mit Gesang und Tanz (zusammen mit Rudolf Bernauer). Musik: Leon Jessel u. a. UA 1911 Berlin
  - Die beiden Husaren. Operette (zusammen mit Wilhelm Jacoby). Musik: Leon Jessel. UA 6. Februar 1913 Berlin (Theater des Westens)
- Georg Schaumberg (1855–1931)
- Just Scheu (1903–1956)
  - Königin einer Nacht. Operette. Musik: Will Meisel, UA 1943
  - Blumen für Gloria. Operette. Musik: Ralph Maria Siegel, UA 1949
  - Der Mann mit dem Zylinder. Musikalisches Lustspiel. Musik: Just Scheu, UA 1950
  - Geliebte Manuela. Operette. Musik: Fred Raymond, UA 1951
  - Ein Engel namens Schmitt. Musikalisches Lustspiel. Musik: Just Scheu, UA 1953
- Daniel Schiebeler (1741–1771)
- Marcellus Schiffer (1892–1932)
  - Hetärengespräche. Kabarett-Revue. Musik: Friedrich Hollaender. UA 1926 Berlin
  - Was Sie wollen. Kabarett-Revue. Musik: Friedrich Hollaender. UA 1927 Berlin
  - Hin und zurück. Sketch mit Musik (Kurzoper). Musik: Paul Hindemith. UA 1927
  - Neues vom Tage. Lustige Oper. Musik: Paul Hindemith. UA 1929
  - Der rote Faden. Kabarett-Revue (zusammen mit Friedrich Hollaender). Musik: Rudolf Nelson. UA 1930 Berlin
  - Quick. Kabarett-Revue (zusammen mit Friedrich Hollaender). Musik: Rudolf Nelson. UA 1930
- Emanuel Schikaneder (1751–1812)
  - Die Lyranten oder Das lustige Elend. Komische Operette. Musik: Emanuel Schikaneder. UA 1776
  - Das Urianische Schloß. Singspiel. Musik: Emanuel Schikaneder. UA 1786
  - Die Zauberflöte. Oper. Musik: Wolfgang Amadeus Mozart. UA 1791
  - Der Zauberflöte zweyter Theil. Das Labyrinth. Heroisch-komische Oper. Musik: Peter von Winter. UA 1798
  - Alexander. Oper. Musik: Franz Teyber (1758–1810). UA 1801
- Roland Schimmelpfennig (* 1967)
  - Das Gesicht im Spiegel. Musiktheaterstück. Musik: Jörg Widmann. UA 2003 München
- Michael Schindhelm (* 1960)
  - Schwarzerde (2001). Bühnenwerk (Oper) in 9 Sequenzen (zusammen mit Klaus Huber). Musik: Klaus Huber. UA 3. November 2001 Basel
- Hans Schlesinger (1896–1945)
  - Die schwarze Spinne. Deutsches Singspiel (Oper). Musik (1932): Josef Matthias Hauer. UA 1966 Wien
- Eberhard Schmidt
  - Der Schuhu und die fliegende Prinzessin. Oper (zusammen mit Udo Zimmermann). Musik (1976): Udo Zimmermann. UA 1977
  - Die wundersame Schustersfrau. Oper (zusammen mit Udo Zimmermann). Musik (1981): Udo Zimmermann. UA 1982
  - Es hat am Vorabend geregnet. Kammeroper. Musik: Eberhard Eyser (* 1932). UA 1986
- Franz Schmidt (1874–1939)
  - Notre Dame. Oper (zusammen mit Leopold Wilk). Musik: Franz Schmidt. UA 1. April 1914 Wien (Hofoper)
- Georg Schmidt (1916–1988; Pseudonyme Jürg Amstein, Jürg Ambach, Jürg Hecht)
  - Der Schwarze Hecht. Musikalische Komödie. Musik: Paul Burkhard. UA 1. April 1939 Zürich
- Hansjörg Schneider (* 1938)
  - Die schwarze Spinne. Musikalisch-dramatische Erzählung (Oper). Musik (1982): Rudolf Kelterborn. UA (als Fernsehoper) 1984 Zürich
- Peter Schneider (* 1940)
  - Leyla und Medjnun. Märchen für Musik (Oper; zusammen mit Aras Ören). Musik: Detlev Glanert. UA 29. Mai 1988 München (1. Münchener Biennale)
- Ignaz Schnitzer (1839–1921)
  - Der Zigeunerbaron. Operette in 3 Akten. Musik: Johann Strauss (Sohn). UA 24. Oktober 1885 Wien (Theater an der Wien)
- Franz von Schober (1796–1882)
  - Alfonso und Estrella. Große heroisch-romantische Oper in 3 Akten. Musik (1821/22): Franz Schubert. UA 1854 Weimar (Hoftheater)
- Arnold Schönberg (1874–1951)
  - Sarema. Oper (zusammen mit Alexander von Zemlinsky und Adolf von Zemlinszky). Musik (1893–1895): Alexander von Zemlinsky. UA 1897
  - Die glückliche Hand. Drama mit Musik (Oper). Musik (1910–1913): Arnold Schönberg. UA 1924
  - Die Jakobsleiter. Oratorium (~1915–17). Musik: Arnold Schönberg (~1917–22; Fragment, teilweise ergänzt von Winfried Zillig). UA (konzertant) 1961, (szenisch) 1968
  - Moses und Aron. Oper. Musik: Arnold Schönberg (Fragment; 1926–1932). UA (konzertant) 1954, (szenisch) 1957
- Gertrud Schönberg (geb. Kolisch; Pseudonym Max Blonda; 1898–1967)
  - Von heute auf morgen. Oper (1928/29). Musik: Arnold Schönberg. UA 1930
- Dmitri Schostakowitsch (1906–1975)
  - Die Nase. Oper (zusammen mit Jewgeni Samjatin, Georgij Jonin und Aleksandr Prejs). Musik (1927/28): Dmitri Schostakowitsch. UA 1930 Leningrad
- Godehard Schramm (* 1943)
  - Lina und Strano. Märchenoper. Musik: Heinrich Hartl
- Alois Wilhelm Schreiber (1761–1841)
  - Jephtas Gelübde. Oper. Musik (1811/12): Giacomo Meyerbeer. UA 1812
- Franz Schreker (1878–1934)
  - Der ferne Klang (≈1903–10). Musik: Franz Schreker. UA 1912
  - Das Spielwerk und die Prinzessin (1908–1912). Oper. Musik: Franz Schreker. UA 1913. – Neufassung: Das Spielwerk (1915). UA 1920
  - Der rote Tod. Oper (nicht vertont)
  - Die Gezeichneten (1911–1915). Oper. Musik: Franz Schreker. UA 1918
  - Der Schatzgräber (1915–1918). Oper. Musik: Franz Schreker. UA 1920
  - Irrelohe (1919–1922). Oper. Musik: Franz Schreker. UA 1924
  - Christophorus oder Die Vision einer Oper (1925–1929). Musik: Franz Schreker. UA 1978
  - Der singende Teufel (1927/28). Oper. Musik: Franz Schreker. UA 1928
  - Der Schmied von Gent (1929–1932). Oper. Musik: Franz Schreker. UA 1932
  - Das Weib des Intaphernes (1932/33). Melodram. Musik: Franz Schreker. UA 1934
  - Memnon (1933/34). Oper. Musik (Fragment): Franz Schreker
- Richard Schweizer (1900–1965)
  - Casanova in der Schweiz. Oper. Musik: Paul Burkhard. UA 1943 Zürich
- Jutta Schubert
  - Das Geheimnis der Mona Lisa. Musical (zusammen mit Edda Petri). Musik: Wolfgang Heinzel. UA 2001 Merzig
  - Die versunkene Stadt – Eine Geschichte vom Meer. Mobile Kinderoper. Musik: Violeta Dinescu. UA 2008 Mainz
- Julius Schubring (1806–1889)
  - Paulus. Oratorium. Musik: Felix Mendelssohn Bartholdy. UA 1836
  - Elias. Oratorium. Musik: Felix Mendelssohn Bartholdy. UA 1846
- Fritz Schulz (1896–1972)
  - Tic-Tac. Operette (zusammen mit Fridolin Tschudi). Musik: Paul Burkhard. UA 1944 Zürich
- Robert Schumann (1810–1856)
  - Genoveva. Oper (1847/48; zusammen mit Robert Reinick). Musik: Robert Schumann. UA 1850
- Per Schwenzen (1899–1984)
  - Das Blaue vom Himmel. Musikalische Komödie (zusammen mit Robert Gilbert und Friedrich Hollaender). Musik: Friedrich Hollaender. UA 1959 Nürnberg
- Eugène Scribe (1791–1861)
  - Le comte Ory (Der Graf Ory). Komische Oper (zusammen mit Charles Gaspard Delestre-Poirson). Musik (1828): Gioachino Rossini. UA 1828
  - Robert le diable (Robert der Teufel). Oper (zusammen mit Germain Delavigne). Musik (1826–1831): Giacomo Meyerbeer. UA 1831
  - Gustave III. ou Le bal masqué. Oper. Musik (1833): Daniel-François-Esprit Auber. UA 1833
  - Les Huguenots (Die Hugenotten). Oper (zusammen mit Émile Deschamps und Gaetano Rossi). Musik (1832–1836): Giacomo Meyerbeer. UA 1836 Paris
  - Dom Sébastien. Oper. Musik (1843): Gaetano Donizetti. UA 1843
  - Le prophète (Der Prophet). Oper (zusammen mit Émile Deschamps). Musik (1835–1849): Giacomo Meyerbeer. UA 1849
  - L’Africaine (Die Afrikanerin; Vasco da Gama). Oper. Musik: Giacomo Meyerbeer (1837–1864; überarbeitet von François-Joseph Fétis). UA 28. April 1865 Paris (Oper)
  - Ein Feldlager in Schlesien. Singspiel (zusammen mit Ludwig Rellstab). Musik (1843/44): Giacomo Meyerbeer. UA 1844
  - L’étoile du nord (Der Nordstern). Opéra-comique. Musik (1849–1854): Giacomo Meyerbeer. UA 1854. – Neufassung: Stella del nord. UA 1854
  - La nonne sanglante (Die blutige Nonne). Oper. Musik (1852–1854): Charles Gounod. UA 1854
  - Les vêpres siciliennes (Die sizilianische Vesper). Oper (zusammen mit Charles Duveyrier). Musik (1852–1855): Giuseppe Verdi. UA 1855
  - Manon Lescaut. Oper. Musik (1856): Daniel-François-Esprit Auber. UA 1856
  - Libretti für François-Adrien Boieldieu, Daniel-François-Esprit Auber, Fromental Halévy, Jacques Offenbach
- Moriz Seeler (1896–1942[?])
  - Bei uns um die Gedächtniskirche rum. Kabarett-Revue (zusammen mit Friedrich Hollaender). Musik: Friedrich Hollaender. UA 1927 Berlin
- Franco Serpa (* 1931)
  - Elogium musicum amatissimi amici nunc remoti (Kantate). Musik (2008): Hans Werner Henze. UA 2008 Leipzig
- Rudolf Sieczyński (1879–1952)
- Francesco Silvani (≈1660–≈1728/44)
- Paul-Armand Silvestre (1837–1901)
  - Les templiers. Grand opéra in 5 Akten (zusammen mit Jules Adenis und Lionel Bonnemère). Musik: Henry Litolff. UA 25. Januar 1886 Brüssel (La Monnaie)
- Renato Simoni (1875–1952)
  - Turandot. Oper (zusammen mit Giuseppe Adami) [1878–1946]; Musik: Giacomo Puccini [Fragment, ergänzt von Franco Alfano; UA 1926]
- Maximilian Singer
  - Es war einmal…. Märchenoper. Musik (1897–1899): Alexander von Zemlinsky. UA 1900
- Michail Slonov (1869–1930)
  - Monna Vanna. Oper. Musik (1907; Fragment): Sergei Rachmaninow
- Temistocle Solera (1815–1878)
  - Oberto conte di San Bonifacio. Oper (zusammen mit Antonio Piazza). Musik: Giuseppe Verdi. UA 1839
  - Ildegonda. Oper. Musik: Temistocle Solera. UA 1840. – Musik: Emilio Arrieta. UA 1845
  - Gildippe ed Odoardo. Oper. Musik: Otto Nicolai. UA 1840
  - Il contadino d’Agleiate. Oper. Musik: Temistocle Solera. UA 1841. – Neufassung: La fanciulla di Castelguelfo. Musik: Temistocle Solera. UA 1842
  - Galeotto Manfredi. Oper. Musik: Hermann. UA 1842
  - Nabucodonosor (Nabucco). Oper. Musik: Giuseppe Verdi. UA 1842
  - I Bonifazi ed i Salinguerra. Oper. Musik: Achille Graffigna (1816–1896). UA 1842
  - Genio e sventura. Oper. Musik: Temistocle Solera. UA 1843
  - I Lombardi alla prima crociata (Die Lombarden auf dem ersten Kreuzzug). Oper. Musik: Giuseppe Verdi. UA 1843
  - Giovanna d’Arco. Oper. Musik: Giuseppe Verdi. UA 1845
  - La hermana de palayo. Oper. Musik: Temistocle Solera. UA 1845
  - Attila. Oper in einem Prolog und 3 Akten (Fragment, ergänzt von Francesco Maria Piave). Musik: Giuseppe Verdi. UA 17. März 1846 Venedig (Teatro La Fenice)
  - La conquista di Granata. Oper. Musik: Emilio Arrieta. UA 1850
  - La fanciulla delle Asturie. Oper. Musik: Benedetto Secchi. UA 1856
  - Sordello. Oper. Musik: Antonio Buzzi. UA 1856
  - Pergolese. Oper. Musik: Stefano Ronchetti-Monteviti (1814–1882). UA 1857
  - Vasconcello. Oper. Musik: Angelo Villanis (1821–1865). UA 1858
  - Una notte di festa. Oper. Musik: Angelo Villanis. UA 1859
  - L’espiazione. Oper. Musik: Achille Peri (1812–1880). UA 1861
  - Zilia. Oper. Musik: Gaspar Villate (1851–1891). UA 1877
- Antonio Somma (1809–1864)
  - Re Lear. Oper (nicht vertont)
  - Un ballo in maschera (Ein Maskenball). Oper in 3 Akten. Musik: Giuseppe Verdi. UA 17. Februar 1859 Rom (Teatro Apollo)
- Stephen Sondheim (1930–2021)
  - Libretti für Richard Rodgers, Jule Styne, Leonard Bernstein und für sich selbst
- Joseph Sonnleithner (1766–1835)
  - Libretto zu Fidelio von L. v. Beethoven 1805
- Enoch Mankayi Sontonga (≈1872/73–1905)
- Stephen Spender (1909–1995)
  - Rasputin’s End. Oper (1958). Musik: Nicolas Nabokov
- Ervín Špindler
  - Dalibor. Tragische Oper (zusammen mit Josef Wenzig). Musik (1865–1867): Bedřich Smetana. UA 1868. – Neufassung (1870): UA 1870
  - Libuše (Libussa). Festoper (zusammen mit Josef Wenzig). Musik (1869–1872): Bedřich Smetana. UA 1881
- Massimo Spiritini (1879–1963)
  - Melenis. Dramma lirico (Oper) in 3 Akten (zusammen mit Carlo Zangarini). Musik (1908–1911): Riccardo Zandonai. UA 1912 Mailand
- Ferdinand von Sporck (1848–1928)
  - Ingwelde. Oper. Musik: Max von Schillings. UA 1894
  - Die Abreise. Musikalisches Lustspiel (Oper). Musik: Eugen d’Albert. UA 20. Oktober 1898 Frankfurt am Main (Oper)
  - Der Pfeifertag. Heitere Oper. Musik: Max von Schillings. UA 1899
- Ilse von Stach (1879–1941)
  - Das Christ-Elflein. Weihnachtsmärchen. Musik (1906): Hans Pfitzner. UA 1906. – Neufassung: Spieloper. Musik (1917): Hans Pfitzner. UA 1917
- Silvio Stampiglia (1664–1725)
- Wladimir Stassow (1824–1906)
  - Chowanschtschina. Musikalisches Volksdrama (Oper). Musik (1873–1880; Fragment): Modest Mussorgski. – Bearbeitung von Nikolai Rimski-Korsakow (1883). UA 1886. Neufassung von Igor Strawinsky und Maurice Ravel. UA 1913. – Neue Bearbeitung von Dmitri Schostakowitsch (1959). UA 1960
- Ralph Steadman (* 1936)
- Gerta Stecher (* 1950)
  - Das Beben. Oper (zusammen mit Awet Terterjan). Musik: Awet Terterjan. UA 2003
- Leo Stein (1861–1921)
  - Libretti für Johann Strauss (Sohn), Franz Lehár, Oskar Nedbal, Emmerich Kálmán u. a.
- Max Steiner-Kaiser
  - Der keusche Benjamin. Schwank-Operette (zusammen mit Hans Bodenstedt). Musik: Leon Jessel. UA 1923 Hamburg
- Johann Gottlieb Stephanie (1741–1800)
  - Libretti für Carl Ditters von Dittersdorf, Wolfgang Amadeus Mozart u. a.
- Cesare Sterbini (1783–1831)
  - Il barbiere di Siviglia (Der Barbier von Sevilla). Dramma comico (Komische Oper) in 2 Akten. Musik: Gioachino Rossini. UA 20. Februar 1816 Rom (Teatro Argentina)
- Wilhelm Sterk
  - Des Königs Nachbarin. Singspiel aus dem deutschen Rokoko (zusammen mit Fritz Grünbaum). Musik: Leon Jessel. UA 1923 Berlin
  - Meine Tochter Otto. Operette (zusammen mit Fritz Grünbaum). Musik: Leon Jessel. UA 1924 Berlin
  - Die goldene Mühle. Musikalisches Volksstück (zusammen mit Hugo Wiener). Musik: Leon Jessel. UA 1936 Olten
- Josef Štolba (1846–1930)
  - Tvrdé palice (Die Dickschädel). Komische Oper. Musik (1874): Antonín Dvořák. UA 1881
- Richard Strauss (1864–1949)
  - Guntram. Handlung (Oper). Musik: Richard Strauss. UA 1894
  - Intermezzo. Bürgerliche Komödie (Oper). Musik: Richard Strauss. UA 1924
  - Capriccio. Konversationsstück für Musik (Oper; zusammen mit Stefan Zweig, Joseph Gregor, Clemens Krauss und Hans Swarowsky). Musik: Richard Strauss. UA 1942 München
- Igor Strawinsky (1882–1971)
  - Die Nachtigall (Le Rossignol). Conte-lyrique (Oper; zusammen mit Stepan Stepanowitsch Mitusow). Musik (1908–1914): Igor Strawinsky. UA 1914
  - Renard (Reineke). Histoire burlesque (Kammeroper). Musik (1915/16): Igor Strawinsky. UA 1922
  - Les Noces (Die Hochzeit). Russische choreographische Szenen (Ballett-Kantate). Musik (1914–1923): Igor Strawinsky. UA 1923
  - Apollon musagète. Ballett. Musik (1927/28): Igor Strawinsky. UA 1928 Washington
  - Le baiser de la fée (Der Kuss der Fee). Allegorisches Ballett. Musik (1928): Igor Strawinsky. UA 1928 Paris
  - Jeu de cartes. Ballett (zusammen mit Nikita Malajew). Musik (1936): Igor Strawinsky. UA 1937
  - Orpheus. Ballett. Musik (1946/47): Igor Strawinsky. UA 1948
  - Agon. Ballett. Musik (1953–1957): Igor Strawinsky. UA (konzertant) 1957, (szenisch) 1957
- Ludwig Strecker der Jüngere (1883–1978; Pseudonym Ludwig Andersen)
  - Die Zaubergeige. Heitere Oper (zusammen mit Werner Egk). Musik (1934/35): Werner Egk. UA 1935. – Neufassung: UA 1954
  - Doktor Johannes Faust. Oper. Musik: Hermann Reutter. UA 1936. – Neufassung: UA 1955
  - Tobias Wunderlich. Oper. Musik: Joseph Haas. UA 1937
  - Die Hochzeit des Jobs. Komische Oper. Musik: Joseph Haas. UA 1944
  - Der Igel als Bräutigam. Oper für große und kleine Leute (zusammen mit Cesar Bresgen). Musik (1948): Cesar Bresgen. UA 1948. – Neufassung (1950): UA 1951
  - Don Juan und Faust. Oper. Musik: Hermann Reutter. UA 1950
  - Brüderlein Hund. Kinderoper. Musik (1953): Cesar Bresgen. UA 1953
  - Die Witwe von Ephesus. Oper. Musik: Hermann Reutter. UA 1954
  - Der Mann im Mond. Kinderoper (zusammen mit Cesar Bresgen). Musik (1960): Cesar Bresgen. UA 1960
- Alessandro Striggio der Jüngere (1573–1630)
  - L’Orfeo. Favola in musica (Oper). Musik: Claudio Monteverdi. UA 1607
  - Tirsi e Clori. Ballo (Madrigal). Musik: Claudio Monteverdi. UA 1616
  - Apollo. Ballo (Madrigal). Musik (verschollen): Claudio Monteverdi. UA 1620
- Heinrich Strobel (1898–1970)
  - Leonore 40/45. Opera semiseria. Musik: Rolf Liebermann. UA 1952
  - Penelope. Opera semiseria. Musik: Rolf Liebermann. UA 1954
  - The School for Wives. Rondo buffo (zusammen mit Elisabeth Montagu). UA 1955. – Neufassung: Die Schule der Frauen. Opera buffa. UA 1957
- Giulio Strozzi (1583–1652)
  - La finta pazza Licori. Musik (1627; verschollen): Claudio Monteverdi
  - Proserpina rapita. Anatopismo (Oper?). Musik (verschollen): Claudio Monteverdi. UA 1630
  - La finta pazza. Musik (1641): Francesco Sacrati
- Jules Supervielle (1884–1960)
  - Bolívar. Oper (zusammen mit Madeleine Milhaud). Musik (1943): Darius Milhaud. UA 1950
- Heinrich Sutermeister (1910–1995)
  - Romeo und Julia. Oper (nach William Shakespeare). Musik: Heinrich Sutermeister. UA 13. April 1940 Dresden (Staatsoper)
  - Der rote Stiefel. Bilderbuch für Musik (Oper; nach Wilhelm Hauff). Musik (1949–1951): Heinrich Sutermeister. UA 23. November 1951 Stockholm (Königliche Oper)
  - Titus Feuerfuchs oder Liebe, Tücke und Perücke. Oper (nach Johann Nestroy). Musik (1956–1958): Heinrich Sutermeister. UA 15. April 1958 Basel
  - Seraphine oder Die stumme Apothekerin. Opera buffa (nach François Rabelais). Musik (1961): Heinrich Sutermeister. UA 1961 München
  - Das Gespenst von Canterville. Spiel mit Musik für das Fernsehen (Oper; nach Oscar Wilde). Musik (1964): Heinrich Sutermeister. UA 1964 Mainz
  - Madame Bovary. Oper (nach Gustave Flaubert). Musik (1967): Heinrich Sutermeister. UA 26. Mai 1967 Zürich
- Peter Sutermeister (1916–2003)
  - Niobe. Monodrama (Oper). Musik (1943–1945): Heinrich Sutermeister. UA 22. Juli 1946 Zürich
  - Raskolnikoff. Oper. Musik (1946–1948): Heinrich Sutermeister. UA 14. Oktober 1948 Stockholm (Königliche Oper)
- Hans Swarowsky (1899–1975)
  - Capriccio. Konversationsstück für Musik (Oper; zusammen mit Stefan Zweig, Joseph Gregor, Clemens Krauss und Richard Strauss). Musik: Richard Strauss. UA 1942 München
- Gottfried van Swieten (1733–1803)
  - Die Schöpfung. Oratorium. Musik: Joseph Haydn. UA 1798
  - Die Jahreszeiten. Oratorium. Musik: Joseph Haydn. UA 1801
- Ede Szigligeti (1814–1878)
  - Dózsa György. Oper. Musik: Ferenc Erkel (1864–1866). UA 1867

## T
- Elmar Tannert (* 1964)
  - Die Welt ist eine Scheibe. Kammeroper. Musik: Heinrich Hartl. UA 23. Oktober 2005 Nürnberg (Genossenschaftsbau)
- Francisco Tanzer (1921–2003)
  - Libretti für Edisson Denissow, Herbert Lauermann u. a.
- Giovanni Targioni-Tozzetti (1863–1934)
  - Cavalleria rusticana. Oper (zusammen mit Guido Menasci). Musik: Pietro Mascagni. UA 17. Mai 1890 Rom (Teatro dell’Opera)
  - I Rantzau. Oper (zusammen mit Guido Menasci). Musik: Pietro Mascagni. UA 10. November 1892 Florenz (Teatro La Pergola)
  - Regina Diaz. Oper (zusammen mit Guido Menasci). Musik: Umberto Giordano. UA 5. März 1894 Neapel (Teatro Mercadante)
  - Silvano. Oper. Musik: Pietro Mascagni. UA 25. März 1895 Mailand (Scala)
  - Zanetto (zusammen mit Guido Menasci). Oper. Musik: Pietro Mascagni. UA 2. März 1896 Pesaro (Liceo musicale Rossini)
  - Pinotta. Oper. Musik: Pietro Mascagni. UA 23. März 1932 Sanremo (Casinò)
  - Nerone. Oper. Musik: Pietro Mascagni. UA 16. Januar 1935 Mailand (Scala)
- Nahum Tate (1652–1715)
  - Dido and Aeneas. Oper. Musik: Henry Purcell. UA vor 1689(?) London(?)
- Otto Taussig (1879–1925)
- Paul Thymich (1656–1694)
- Germaine Tillion (1907–2008)
- Kristine Tornquist (* 1965)
- Ede Tóth (1844–1876)
  - Névtelen hősök (Anonyme Helden). Oper. Musik: Ferenc Erkel (1875–1879). UA 1880
- Hans-Ulrich Treichel (* 1952)
  - Der Hofmeister. Musik: Michèle Reverdy (* 1943). UA 14. Mai 1990 München (2. Münchener Biennale)
  - Das verratene Meer. Musikdrama. Musik: Hans Werner Henze. UA 1990. – Neufassung (2003): Gogo no Eiko. UA 2003. Revidierte Neufassung (2005): UA 2006
  - Venus und Adonis. Oper. Musik: Hans Werner Henze. UA 1997
  - Sinfonia N. 9. Musik: Hans Werner Henze. UA 1997
  - Caligula. Oper. Musik: Detlev Glanert. UA 2006
- Georg Friedrich Treitschke (1776–1842)
  - Die Neger 1802/1804 Musik von Salieri
  - Libretto zu Fidelio von L.v. Beethoven 1814
  - Libretto zur Kantate Dieses Bundes Fels und Gründer 1820, Musik von Salieri
  - Libretto zur Fortsetzung von Mozarts Hochzeit des Figaro von Conradin Kreutzer 1838
  - Adrian von Ostade, Musik von Joseph Weigel 1805
  - Das Waisenhaus, Musik von Joseph Weigel, 1808
  - Die Tage der Gefahr, Musik von Luigi Cherubini, 1802
  - Der Einsiedler auf den Alpen, Musik von Joseph Weigel 1810
  - Die gute Nachricht Musik von Mozart, Beethoven, Adalbert Gyrowetz, Hummel, Weigl, Umlauf 1814
  - Die Ehrenpforten – Es ist vollbracht, Musik nach Carl Maria von Weber, G.-F. Händel, L.v. Beethoven, Gyrowetz, Seyfried, 1815
  - Medea, Musik Luigi Cherubini, 1802
  - Der Zinngießer, Musik von Adalbert Gyrowetz, 1808
  - Elisa oder die Reise nach dem Bernhardsberge, Musik von Luigi Cherubini 1813
  - Die Nachtigall und der Rabe, Musik von Joseph Weigel, 1818
  - Das Singspiel an den Fenstern, Musik von Isuard Nicolo, 1806
  - Rotkäppchen, Musik von Francois Adrien Boieldieu, 1802
  - Das Mitgefühl, Musik von Paul Wranitzky, 1804
  - Kalaf, Musik von Nicolas-Marie Delayrac, 1808
  - Das Milchmädchen von Bercy, Musik von Anton Friedrich Fischer, 1808
  - Graf Armand, Musik nach Luigi Cherubini
  - Der portugiesische Gasthof, Musik von Luigi Carlo Cherubini, 1803
  - Aline, Königin von Golconda, Musik von Henri Montas Berton, 1804
  - Julie oder der Blumentopf, Musik von G.L.P. Spontini, 1806
  - Die Uniform, Musik von Joseph Weigel, 1805
  - Der Onkel in Livree, Musik von Dominique Della-Maria 1803
  - Das Singspiel, Musik von Pierre Della-Maria, 1803
  - Das Singspiel auf dem Dache, Musik von Anton Fr. Fischer, 1807
  - Das Admiralschiff, Musik von Berton, Henri-Montan 1806
  - Das zweyte Kapitel, Musik von Jean Pierre Solle, 1803
  - Milton, Musik von Etiene Spontini, 1806
- Henri Trianon
  - Ivan le terrible (Iwan der Schreckliche). Musik: Charles Gounod (begonnen 1856; Fragment). – Neufassung: Ivan IV. Oper. Musik (1862–1865): Georges Bizet. UA (konzertant) 1975
- Modest Tschaikowski
  - Dubrovsky. Oper. Musik (1894): Eduard Nápravník. UA 1895
  - Pique Dame. Oper. Musik (1890): Pjotr Tschaikowski. UA 1890
  - Jolanthe. Oper. Musik (1891): Pjotr Tschaikowski. UA 1892
  - Frančesca da Rimini. Oper. Musik (1900–1905): Sergei Rachmaninow. UA 1906
- Fridolin Tschudi (1912–1966)
  - Tic-Tac. Operette (zusammen mit Fritz Schulz). Musik: Paul Burkhard. UA 1944 Zürich
  - Die Pariserin. Musikalische Komödie (zusammen mit N. O. Scarpi). Musik: Paul Burkhard. UA 1957 Zürich
- Peter Turrini (* 1944)
  - Tod und Teufel. Oper. Musik (1997): Gerd Kühr (* 1952). UA 1999 Graz
  - Der Riese vom Steinfeld. Oper. Musik (1997–1999): Friedrich Cerha. UA 2002 Wien
- Antti Tuuri (* 1944)
  - Ameriikka (1992). Oper. Musik: Atso Almila (* 1953)
  - Isontaloon Antti (2000). Oper. Musik: Atso Almila
  - Sinapinsiemen (2000). Oper. Musik: Kimmo Hakola (* 1958). UA 2001

## U
- Heinz Rudolf Unger (1938–2018)
- Gerd Uecker (1946–2024)
  - Marat. Oper. Musik (1984): Walter Haupt. UA 1984
  - Pier Paolo. Musiktheater. Musik (1987): Walter Haupt. UA 1987
  - Lavinia A. Oper nach William Shakespeare. Musik (2006): André Werner

## V
- Paul Valéry (1871–1945)
  - Amphion. Mélodrame (Ballett-Oratorium). Musik (1929): Arthur Honegger. UA 1931
  - Sémiramis. Mélodrame (Ballett-Oratorium). Musik (1933/34): Arthur Honegger
- Robert Vambery (1907–1998)
  - Der Kuhhandel. Operette. Musik (1934; Fragment, 1978 ergänzt von Lys Symonette [1914–2005]): Kurt Weill. UA 1994 Bautzen. – Neufassung: A Kingdom For A Cow. Musical. Musik: Kurt Weill. UA 1935 London
- Antal Váradi
  - István király (König Stephan). Oper. Musik: Ferenc Erkel (1874–1884). UA 1885
- Giambattista Varesco (1735–1805)
  - Idomeneo. Oper. Musik (1780–1781): Wolfgang Amadeus Mozart. UA 1781
  - L'oca del Cairo. Komische Oper. Musik (1783): Wolfgang Amadeus Mozart
- Maurice Vaucaire (1863[?]–1918)
  - Conchita. Oper in 4 Akten (zusammen mit Carlo Zangarini). Musik: (1909/10): Riccardo Zandonai. UA 14. Oktober 1911 Mailand (Teatro Dal Verme)
- Carlos Veerhoff (1926–2011)
- Johann Emanuel Veith (1787–1876)
  - Das Brandenburger Tor. Singspiel. Musik (1814): Giacomo Meyerbeer. UA 1991
- José Vera Morales (* 1948)
  - Seid still. Musik: András Hamary. UA 26. April 1990 München (2. Münchener Biennale)
- Jules-Henri Vernoy de Saint-Georges (1799–1875)
  - La jolie fille de Perth (Das schöne Mädchen aus Perth). Oper in 4 Akten (zusammen mit Jules Adenis). Musik: Georges Bizet. UA 26. Dezember 1867 Paris (Théâtre-Lyrique)
- Josef Otakar Veselý (1853–1879)
  - Šelma sedlák (Der Bauer ein Schelm; Der listige Bauer). Komische Oper. Musik (1877): Antonín Dvořák. UA 1878
- Boris Vian (1920–1959)
  - Fiesta. Oper. Musik (1958): Darius Milhaud. UA 1958
- Hélène Vida (* 1938)
  - La Forêt (Der Wald). Musik: Rolf Liebermann. UA 1987
- Bartolomeo Vitturi (~1710?–nach 1753)
- Jaroslav Vrchlický (1853–1912)
  - Svatá Ludmila (Die heilige Ludmilla). Geistliche Oper (zusammen mit Václav Juda Novotný). Musik (1901): Antonín Dvořák. UA 1901
  - Armida. Oper. Musik (1902/03): Antonín Dvořák. UA 1904

## W
- Richard Wagner (1813–1883)
  - Die Hochzeit (1832/33). Oper. Musik: Richard Wagner (Fragment; nur Septett erhalten)
  - Die Feen (1834). Große romantische Oper. Musik: Richard Wagner. UA 1888
  - Das Liebesverbot oder Die Novize von Palermo (1834–1836). Große komische Oper. Musik: Richard Wagner. UA 1836
  - Männerlist größer als Frauenlist oder Die glückliche Bärenfamilie (1838; Oper). Musik (teilweise verschollen): Richard Wagner
  - Rienzi, der letzte der Tribunen (1837–1840). Große tragische Oper. Musik: Richard Wagner. UA 1842
  - Der fliegende Holländer (1840–1841; revidiert 1852/64). Romantische Oper. Musik: Richard Wagner. UA 1843
  - Das Liebesmahl der Apostel (1843; Kantate). UA 1843
  - Tannhäuser und der Sängerkrieg auf Wartburg (1842–1845; revidiert 1847/60/75). Große romantische Oper. Musik: Richard Wagner. UA 1845
  - Lohengrin (1845–1848). Romantische Oper. Musik: Richard Wagner. UA 1850
  - Wieland der Schmied (1849/50). Heldenoper (nicht vertont)
  - Tristan und Isolde (1854–1859). Handlung (Musikalisches Drama, Oper). Musik: Richard Wagner. UA 1865
  - Die Meistersinger von Nürnberg (1845–1867). Oper. Musik: Richard Wagner. UA 1868
  - Der Ring des Nibelungen (1848–1874). Bühnenfestspiel (Opern-Tetralogie). Musik: Richard Wagner. UA 1876
    - Das Rheingold (1851–1854). UA 1869
    - Die Walküre (1851–1856). UA 1870
    - Siegfried (1851–1871). UA 1876
    - Götterdämmerung (1848–1874). UA 1876

  - Die Sieger (Opernszenarium; nicht ausgeführt)
  - Parsifal (1865–1882). Bühnenweihfestspiel (Oper). Musik: Richard Wagner. UA 1882
- Siegfried Wagner (1869–1930)
  - Der Bärenhäuter (1898). Oper. Musik: Siegfried Wagner. UA 1899
  - Herzog Wildfang (1900). Oper. Musik: Siegfried Wagner. UA 1901
  - Der Kobold (1903). Oper. Musik: Siegfried Wagner. UA 1904
  - Bruder Lustig (1905). Oper. Musik: Siegfried Wagner. UA 1905
  - Sternengebot (1906). Oper. Musik: Siegfried Wagner. UA 1908
  - Banadietrich (1909). Oper. Musik: Siegfried Wagner. UA 1910
  - Schwarzschwanenreich (1910). Oper. Musik: Siegfried Wagner. UA 1918
  - Sonnenflammen (1912). Oper. Musik: Siegfried Wagner. UA 1918
  - Der Heidenkönig (1913). Oper. Musik: Siegfried Wagner. UA 1933
  - Der Friedensengel (1914). Oper. Musik: Siegfried Wagner. UA 1926
  - An allem ist Hütchen Schuld! (1915). Oper. Musik: Siegfried Wagner. UA 1917
  - Das Liebesopfer (1917). Oper (nicht vertont). – Neufassung: Wernhart (~1929; nicht vertont)
  - Der Schmied von Marienburg (1920). Oper. Musik: Siegfried Wagner. UA 1923
  - Rainulf und Adelasia (1922). Oper. Musik: Siegfried Wagner. UA 1923(?) (oder konzertant 2003?)
  - Die heilige Linde (1927). Oper. Musik: Siegfried Wagner. UA (Vorspiel) 1924, (komplett) 2001
  - Wahnopfer (1928). Oper. Musik (Fragment): Siegfried Wagner. UA 1994
  - Walamund (1929). Oper. Musik (Fragment): Siegfried Wagner.
  - Das Flüchlein, das Jeder mitbekam (1929). Ein Spiel aus unserer Märchenwelt (Oper). Musik (Fragment; ergänzt von Hans Peter Mohr): Siegfried Wagner. UA 1984
- Léon de Wailly (1804–1863)
  - Benvenuto Cellini. Oper in 3 Akten (zusammen mit Henri-Auguste Barbier). Musik (1834–1838): Hector Berlioz. UA 10. September 1838 Paris (Théâtre de l’Académie Royale de Musique)
- Max Wallner (1891–1951)
  - Saison in Salzburg. Operette in 5 Bildern (zusammen mit Kurt Feltz). Musik: Fred Raymond. UA 31. Dezember 1938 Kiel
  - Die Perle von Tokay. Operette (zusammen mit Kurt Feltz). Musik: Fred Raymond. UA 1941
  - Flieder aus Wien. Operette (zusammen mit Hannes Reinhardt und Rudi Schmitthenner). Musik: Fred Raymond. UA 1948
  - Der Kurier der Königin. Operette (zusammen mit Kurt Feltz). Musik: Nico Dostal. UA 1950
- Camillo Walzel (1829–1895)
  - Libretti für Franz von Suppè, Richard Genée, Johann Strauss (Sohn), Karl Millöcker u. a.
- Bruno Warden (1883–1954): siehe unter Bruno Hardt-Warden
- Keith Warner
  - Scoring A Century. An Entertainment (Musiktheaterstück). Musik (1999): David Blake (* 1936)
  - The Fourth World (Oper?). Musik: David Blake
- Hans Watzlik (1879–1948)
- Jakob Wassermann (1873–1934)
  - Die Prinzessin Girnara. Oper. Musik (1918/19): Egon Wellesz. UA 14. Mai 1921 Frankfurt und Hannover. Neufassung (1926): UA 2. September 1928 Mannheim
- Erwin Weill (1885–1942[?])
- Hans Richard Weinhöppel (1867–1928)
  - Jugend. Musik: Ignatz Waghalter (1917)
- Ignatz Anton von Weiser (1701–1785)
  - Die Schuldigkeit des ersten Gebots. Singspiel
    - Teil 1. Musik: Wolfgang Amadeus Mozart. UA 12. März 1767 Salzburg (Rittersaal der Residenz)
    - Teil 2. Musik (verschollen): Michael Haydn. UA 19. März 1767 Salzburg
    - Teil 3. Musik (verschollen): Anton Cajetan Adlgasser. UA 26. März 1767 Salzburg
- Friedrich Wilhelm Weiskern (1711–1768)
  - Bastien und Bastienne. Singspiel in einem Akt (zusammen mit Johann Heinrich Friedrich Müller und Johann Andreas Schachtner). Musik (1767/68): Wolfgang Amadeus Mozart. UA 7. Dezember 1768(?) Schwechat(?)
- Christian Felix Weiße (1726–1804)
- Ignaz Michael Welleminsky
  - Fredigundis. Oper in 3 Akten (5 Szenen) (zusammen mit Bruno Hardt-Warden). Musik: Franz Schmidt. UA 19. Dezember 1922 Berlin (Staatsoper Unter den Linden)
- Ulrike Wendt
  - Der 35. Mai oder Konrad reitet in die Südsee. Opera piccola (Kinderoper; zusammen mit Florian Zwipf). Musik: Violeta Dinescu. UA 1986 Mannheim
  - Der falsche Prinz. Kinderoper nach einem Märchen von Wilhelm Hauff. Musik: Jens-Peter Ostendorf. UA 1989 Mannheim
- Adolf Wenig (1874–1940)
  - Čert a Káča (Die Teufelskäthe; Der Teufel und Käthe: Katinka und der Teufel). Oper. Musik (1898/99): Antonín Dvořák. UA 1899
- Josef Wenzig (1807–1876)
  - Dalibor. Tragische Oper (zusammen mit Ervín Špindler). Musik (1865–1867): Bedřich Smetana. UA 1868. – Neufassung (1870): UA 1870
  - Libuše (Libussa). Festoper (zusammen mit Josef Wenzig/Ervín Špindler). Musik (1869–1872): Bedřich Smetana. UA 1881
- Franz Werfel (1890–1945)
  - Die Zwingburg. Szenische Kantate (zusammen mit Fritz Demuth). Musik (1922): Ernst Krenek. UA 1924 Berlin
  - Maximilien. Historische Oper (zusammen mit Rudolf Stephan Hoffmann und Armand Lunel). Musik (1930/31): Darius Milhaud. UA 1932
  - Der Weg der Verheißung. Bibeldrama mit Musik. Musik: Kurt Weill (1934/35; Fragment). – Neufassung (1935/36): The Eternal Road. Musik: Kurt Weill. UA 1937
- Adelheid Wette (1858–1916)
  - Schneewittchen. Liederspiel. Musik (1888): Engelbert Humperdinck
  - Hänsel und Gretel. Liederspiel (zusammen mit Hermann Wette). Musik (1890): Engelbert Humperdinck. – Neufassung (1893): Märchenoper. UA 1893
  - Die sieben Geislein. Singspiel. Musik (1895): Engelbert Humperdinck. UA 1895
- Hermann Wette (1857–1919)
  - Hänsel und Gretel. Liederspiel (zusammen mit Adelheid Wette). Musik (1890): Engelbert Humperdinck. – Neufassung (1893): Märchenoper. UA 1893
  - Elsi, die seltsame Magd. Oper. Musik: Arnold Mendelssohn. UA 1896
  - Der Bärenhäuter. Oper. Musik: Arnold Mendelssohn. UA 1900
- Ernst Wichert (1831–1902)
- Rufinus Widl (1731–1798)
  - Apollo et Hyacinthus. Intermedium (Oper) in 3 Akten. Musik: Wolfgang Amadeus Mozart. UA 13. Mai 1767 Salzburg (Aula der Universität)
- Christoph Martin Wieland (1733–1813)
  - Alceste. Oper in 5 Akten. Musik: Anton Schweitzer. Uraufführung 28. Mai 1773 Weimar (Hoftheater)
- Hugo Wiener (1904–1993)
  - Die goldene Mühle. Musikalisches Volksstück (zusammen mit Wilhelm Sterk). Musik: Leon Jessel. UA 1936 Olten
- Thornton Wilder (1897–1975)
  - The Alcestiad (Die Alkestiade). Oper. Musik (1955–1958): Louise Talma (1906–1996). UA 1962
  - The Long Christmas Dinner (Das lange Weihnachtsmahl). Oper. Musik (1960/61): Paul Hindemith. UA 13. März 1963 New York (Juilliard School)
- Wilhelmine von Bayreuth (1709–1758)
  - Argenore. Tragedia, Opera seria, 3 Akte. Italienische Fassung Andrea Galletti, aus dessen Vorwort ersichtlich ist, dass die heute verschollene (vermutlich französische) Urfassung auf Wilhelmine zurückgeht; anonyme zeitgenössische deutsche Fassung. Musik: Wilhelmine von Bayreuth. Die Aufführung 1740 zur Einweihung eines neuen Opernhauses (Innenraum nicht erhalten) am Geburtstag Markgraf Friedrichs ist nicht gesichert.
  - Deucalion et Pyrrha, Festa teatrale, 1 Akt. Französisches Libretto, Vertonung unbekannt. Aufführung 1751 in Erlangen und 1752 in Bayreuth.
  - Semiramide, (nach Voltaire), Dramma per musica, 3 Akte. Vertonung unbekannter Italiener. Aufführung 1753.
  - L’Huomo, Festa teatrale, 1 Akt. Französisches Libretto, ins Italienische übertragen von Luigi Stampiglia, Vertonung Andrea Bernasconi u. a., zwei Cavatinen darin von Wilhelmine. Aufführung 19. Juni 1754 im Markgräflichen Opernhaus Bayreuth anlässlich des Besuchs Friedrichs des Großen.
  - Amaltea, Dramma per musica, 3 Akte. Ins Italienische übertragen von Luigi Stampiglia, Vertonung di vari autori. Aufführung 1756.
- Leopold Wilk (1876–1944)
  - Notre Dame. Oper (zusammen mit Franz Schmidt). Musik: Franz Schmidt. UA 1. April 1914 Wien (Hofoper)
- Wolfgang Willaschek (* 1958)
  - Weiße Rose (Neufassung der Oper von Ingo Zimmermann). Musik: Udo Zimmermann. UA 1986
  - Sansibar. Oper. Musik: Eckehard Mayer (* 1946). UA 1994
  - Die Physiker. Oper. Musik: Andreas Pflüger (* 1941). UA 2000
  - Das Treffen in Telgte. Oper. Musik: Eckehard Mayer. UA 2005
  - Limonen aus Sizilien. Drei italienische Geschichten (Kurzopern). Musik (2002/03): Manfred Trojahn. UA 2003. Neufassung (2004): UA 2005
- Albert Willemetz (1887–1964)
  - Phi-Phi. Musik: Henri Christiné. UA 12. November 1918 Paris (Théâtre des Bouffes-Parisiens)
  - Coups de roulis. Musik: André Messager. UA 29. September 1928 Paris (Théâtre Marigny)
  - Les aventures du Roi Pausole (Die Abenteuer des Königs Pausole). Operette. Musik (1929/30): Arthur Honegger. UA 12. Dezember 1930 Paris (Théâtre des Bouffes-Parisiens)
  - Ta bouche. Musik: Maurice Yvain
  - Là-Haut. Musik: Maurice Yvain
  - Yes! Musik: Maurice Yvain
- Alfred Maria Willner (1859–1929)
  - Die Göttin der Vernunft. Operette in 3 Akten (zusammen mit Bernhard Buchbinder). Musik: Johann Strauss (Sohn). UA 13. März 1897 Wien (Theater an der Wien). – Neufassung: Der Graf von Luxemburg. Operette in 3 Akten (zusammen mit Robert Bodanzky). Musik: Franz Lehár. UA 12. November 1909 Wien (Theater an der Wien)
- Pawel Alexandrowitsch Wiskowatow (1842–1905)
- Johann Gottfried Wohlbrück (1770–1822)
  - Wirth und Gast oder Aus Scherz Ernst. Lustspiel (Singspiel). Musik (1812): Giacomo Meyerbeer. UA 1813. – Neufassung: Die beiden Kalifen. Musik: Giacomo Meyerbeer. UA 1814. – Neufassung: Alimelek. Musik: Giacomo Meyerbeer. UA 1815
- Wilhelm August Wohlbrück (1795–1848)
  - Der Vampyr. Romantische Oper in 2 Akten (4 Bildern). Musik: Heinrich Marschner. UA 29. März 1828 Leipzig (Stadttheater)
  - Der Templer und die Jüdin. Große romantische Oper in 3 Akten. Musik: Heinrich Marschner. UA 22. Dezember 1829 Leipzig (Stadttheater)
  - Des Falkners Braut (La sposa promessa del falconiére). Komische Oper in 3 Akten. Musik: Heinrich Marschner. UA 10. März 1832 Leipzig (Stadttheater)
  - Der Bäbu. Komische Oper in 3 Akten. UA 19. Februar 1838 Hannover (Hoftheater)
- René Wohlhauser (* 1954)
  - Gantenbein. Oper (nach Max Frisch). Musik: René Wohlhauser. UA 4. November 2004 Luzern (Theater)
- Christa Wolf (1929–2011)
  - Medea in Korinth. Oratorische Szenen (zusammen mit Gerhard Wolf). Musik: Georg Katzer. UA 2002
- Gerhard Wolf (1928–2023)
  - Litauische Claviere. Oper für Schauspieler. Musik: Rainer Kunad. UA 1976
  - Medea in Korinth. Oratorische Szenen (zusammen mit Christa Wolf). Musik: Georg Katzer. UA 2002
- Ernst von Wolzogen (1855–1934)
  - Fedelma. Oper. Musik: Engelbert Humperdinck (1883; Fragment)
  - Feuersnot. Singgedicht (Oper). Musik: Richard Strauss. UA 1901
  - Daniel in der Löwengrube. Burleske Oper. Musik (1914): Amélie Nikisch
- Hans von Wolzogen (1848–1938)
  - Saint Foix. Heiteres Bühnenspiel (Oper). Musik: Hans Sommer. UA 1894
  - Der Meermann. Nordische Legende (Oper). Musik: Hans Sommer. UA 1896
  - Münchhausen. Schelmenstück (Oper; zusammen mit Ferdinand von Sporck [1848–1928] und Hans Sommer). Musik (1897): Hans Sommer
  - Augustin. Fasnachtspiel. Musik (1899): Hans Sommer
  - Flauto solo. Musikalisches Lustspiel (Oper). Musik: Eugen d’Albert. UA 1905

## Y
- Arthur Yorinks (* 1953)
  - The Juniper Tree. Oper in 3 Akten. Musik: Philip Glass. UA 1984 Cambridge (Massachusetts) (American Repertory Theatre)
  - The Fall of the House of Usher. Oper in 2 Akten. Musik: Philip Glass. UA 1988 Cambridge (Massachusetts) (American Repertory Theatre)

## Z
- František Zákrejs (1839–1907)
  - Vanda (Wanda). Tragische Oper (zusammen mit Václav Beneš-Šumavský). Musik (1875): Antonín Dvořák. UA 1876
- Carlo Zangarini (1874–1943)
  - La fanciulla del West. Oper (zusammen mit Guelfo Civinini [1873–1954]). Musik: Giacomo Puccini. UA 1910
  - Conchita. Oper in 4 Akten (zusammen mit Maurice Vaucaire). Musik (1909/10): Riccardo Zandonai. UA 14. Oktober 1911 Mailand (Teatro Dal Verme)
  - Melenis. Dramma lirico (Oper) in 3 Akten (zusammen mit Massimo Spiritini). Musik (1908–1911): Riccardo Zandonai. UA 1912 Mailand
- Antonio Zaniboni (~1690–1767)
- Alexander von Zemlinsky (1871–1942)
  - Sarema. Oper (zusammen mit Adolf von Zemlinszky und Arnold Schönberg). Musik (1893–1895): Alexander von Zemlinsky. UA 1897
  - Eine florentinische Tragödie. Oper (nach Oscar Wilde / Max Meyerfeld). Musik (1915/16): Alexander von Zemlinsky. UA 1917
  - Der Kreidekreis. Oper (nach Klabund). Musik (1930–1932): Alexander von Zemlinsky. UA 1933
  - Der König Kandaules. Oper. Musik: Alexander von Zemlinsky (1935/36; Instrumentierung ergänzt von Antony Beaumont 1992–1996). UA 1996
- Adolf von Zemlinszky (1845–1900)
  - Sarema. Oper (zusammen mit Alexander von Zemlinsky und Arnold Schönberg). Musik (1893–1895): Alexander von Zemlinsky. UA 1897
- Apostolo Zeno (1668–1750)
  - Faramondo (1698). Musik: Carlo Francesco Pollarolo, auch Georg Friedrich Händel (1738, Faramondo) u. a.
  - Lucio Vero (1699). Musik: Carlo Francesco Pollarolo, auch Christoph Graupner (1710, Berenice und Lucilla),  u. a., mehr als 50 Vertonungen, andere Titel: Lucius Verus, Berenice oder Vologeso
  - Griselda (1701). Musik: Antonio Pollarolo, auch Alessandro Scarlatti (1721), Antonio Vivaldi (1735, Griselda) u. a.
  - Venceslao (1703). Musik: Carlo Francesco Pollarolo, auch Antonio Caldara (1725, Venceslao) u. a.
  - Antioco (1705, mit Pietro Pariati). Musik: Francesco Gasparini, auch Johann Adolph Hasse (1721) u. a.
  - Il Teuzzone (1706). Musik: Paolo Magni und Clemente Monari, auch Antonio Vivaldi (1718, Teuzzone) u. a.
  - Merope (1712). Musik: Francesco Gasparini, auch Antonio Vivaldi (1737, L’oracolo in Messenia) u. a.
  - Alessandro Severo (1716). Musik: Antonio Lotti, auch Giovanni Battista Pergolesi (1732, La Salustia) u. a.
  - Lucio Papirio dittatore (1719). Musik: Antonio Caldara, auch Ignaz Holzbauer (1737), Johann Adolph Hasse (1742) u. a.
  - Don Chisciotte in Sierra Morena (1719, mit Pietro Pariati). Musik: Francesco Bartolomeo Conti, auch Ignaz Holzbauer (1755)
  - viele weitere Libretti
- Ingo Zimmermann (* 1940)
  - Weiße Rose. Oper. Musik: Udo Zimmermann. UA 1967
  - Die zweite Entscheidung. Oper. Musik: Udo Zimmermann. UA 1970
  - Levins Mühle. Oper. Musik (1972): Udo Zimmermann. UA 1973
  - Amphitryon. Musikalische Komödie. Musik: Rainer Kunad. UA 1984
  - Der goldene Topf. Oper. Musik: Eckehard Mayer (* 1946). UA 1989
- Peter Zinovieff (* 1933)
  - The Mask of Orpheus. Oper in 3 Akten. Musik: Harrison Birtwistle. UA 21. Mai 1986 London
- Heinrich Zöllner (1854–1941)
- Émile Zola (1840–1902)
  - Messidor. Drame lyrique (Oper) in 4 Akten. Musik (1894–1896): Alfred Bruneau. UA 19. Februar 1897 Paris (Grand Opéra)
  - L’Ouragan. Drame lyrique (Oper) in 4 Akten. Musik (1897–1900): Alfred Bruneau. UA 29. April 1901 Paris (Théâtre Favart)
  - L’Enfant roi. Comédie lyrique (Oper) in 5 Akten. Musik (1902): Alfred Bruneau. UA 3. März 1905 Paris (Théâtre Favart)
- Carl Zuckmayer (1896–1977)
  - Heimkehr (1962). Mainzer Kantate (nicht vertont)
  - Mainzer Umzug (1962). Volksvergnügen (Kantate). Musik: Paul Hindemith. UA 1962
- Emanuel Züngel
  - Dvě vdovy (Zwei Witwen). Komische Oper. Musik: (1873/74) Bedřich Smetana. UA 1874. Neufassung (1877): UA 1878
- Stefan Zweig (1881–1942)
  - Die schweigsame Frau. Komische Oper. Musik (1932–1934): Richard Strauss. UA 24. Juni 1935 Dresden (Staatsoper)
  - Friedenstag. Oper (zusammen mit Joseph Gregor). Musik (1934–1936): Richard Strauss. UA 1938
  - Capriccio. Konversationsstück für Musik (Oper; zusammen mit Joseph Gregor, Clemens Krauss, Richard Strauss und Hans Swarowsky). Musik: Richard Strauss. UA 1942 München
- Florian Zwipf
  - Der 35. Mai oder Konrad reitet in die Südsee. Opera piccola (Kinderoper; zusammen mit Ulrike Wendt). Musik: Violeta Dinescu. UA 1986 Mannheim